# Đế quốc Áo-Hung
 Đế quốc Áo-Hung, Nền quân chủ kép, hoặc gọi đơn giản là Áo, là một chính thể quân chủ lập hiến và cường quốc ở Trung Âu. Đế quốc Áo-Hung được thành lập năm 1867 theo Công ước Áo-Hungary, tồn tại được 51 năm cho đến khi sụp đổ năm 1918 vì bại trận trong Thế chiến thứ nhất. Thủ đô của đế quốc đặt tại Viên và Budapest, do hoàng đế Áo thuộc dòng họ Habsburg trị vì.
Đế quốc Áo-Hung được thành lập sau chiến tranh Áo-Phổ, dựa trên sự hợp nhất Đế quốc Áo và Vương quốc Hungary vào ngày 30 tháng 3 năm 1867.
Đế quốc Áo-Hung theo thể chế liên bang đa quốc gia. Lãnh thổ của đế quốc bao gồm toàn bộ lưu vực sông Danube mà ngày nay thuộc các quốc gia như Áo, Cộng hoà Séc, Slovakia, Slovenia, Hungary, một phần lãnh thổ của Serbia, Romania và Ba Lan và vương quốc tự trị Croatia với tổng cộng 73 triệu dân. Trước năm 1914, đế quốc Áo-Hung có diện tích lớn thứ hai (sau Đế quốc Nga) và dân số đông thứ ba châu Âu (sau Nga và Đế quốc Đức).
Áo-Hung là một trong những cường quốc Trung tâm trong Chiến tranh thế giới thứ nhất, bắt đầu bằng tuyên bố chiến tranh Áo-Hung đối với Vương quốc Serbia vào ngày 28 tháng 7 năm 1914. Nó đã bị giải thể vào thời điểm các nhà chức trách quân sự ký hiệp định đình chiến Villa Giusti vào ngày 3 tháng 11 năm 1918. Vương quốc Hungary và Đệ Nhất Cộng hòa Áo được coi là nước kế tục của nó, trong khi nền độc lập của các sắc tộc Tây Slav và Nam Slav tạo nên Đệ Nhất Cộng hòa Tiệp Khắc, Đệ Nhị Cộng hòa Ba Lan, Vương quốc Nam Tư và hầu hết các yêu sách lãnh thổ của Vương quốc România cũng được các cường quốc chiến thắng công nhận vào năm 1920.

## Thành lập
Đế quốc Áo-Hung được cai trị bởi nhà Habsburg. Tổ tiên của vương triều này là một lãnh chúa phong kiến người Frank ở Thụy Sĩ. Đến đầu thế kỷ XIX, phần lớn các Hoàng đế La Mã Thần thánh đều thuộc dòng họ Habsburg. Dòng họ này luôn mở rộng lãnh địa bằng các cuộc hôn nhân hoặc thôn tính ở Tây Ban Nha, Hà Lan, Ý,...
Đến thế kỷ XVIII, cùng với sự phát triển của chủ nghĩa tư bản ở châu Âu mà đỉnh điểm là các cuộc cách mạng tư sản lần lượt lật đổ chế độ quân chủ chuyên chế ở Anh, Pháp khiến nhà Habsburg ngày càng suy yếu.
Cuộc Chiến tranh Áo-Phổ năm 1866, Áo bị vương quốc Phổ đánh bại và phải rút khỏi Liên minh Đức. Trước hoàn cảnh đó, nhà Habsburg liên minh với Vương quốc Hungary để đảm bảo quyền thống trị của mình ở Trung Âu.
Mùa xuân năm 1867, Áo và Hungary đi đến thống nhất việc thành lập đế quốc Áo-Hung, lấy sông Donau làm ranh giới, trong đó, đế quốc Áo-Hung bao gồm Áo, Séc, Slovenia; vương quốc Hungary bao gồm Hungary, Slovakia, Croatia. Hoàng đế Áo-Hung lúc đó là Franz Joseph I chính thức trở thành hoàng đế Habsburg đầu tiên cai trị Hungary.

## Tên gọi và thuật ngữ
Tên chính thức của vương quốc này tiếng Đức: Österreichisch-Ungarische Monarchie và tiếng Hungary: Osztrák–Magyar Monarchia (tiếng Anh: Austro-Hungarian Monarchy),. Mặc dù trong quan hệ quốc tế, Áo-Hung đã được sử dụng (tiếng Đức: Österreich-Ungarn; tiếng Hungary: Ausztria-Magyarország). Người Áo cũng sử dụng tên k. u. k. Monarchie (tiếng Anh: "k. u. k. monarchy) (chi tiết tiếng Đức: Kaiserliche und königliche Monarchie Österreich-Ungarn; tiếng Hungary: Császári és Királyi Osztrák–Magyar Monarchia) và Chế độ quân chủ Danubia (tiếng Đức: Donaumonarchie; tiếng Hungary: Dunai Monarchia) hoặc Chế độ quân chủ kép (tiếng Đức: Doppel-Monarchie; tiếng Hungary: Dual-Monarchia) và Đại bàng kép (tiếng Đức: Der Doppel-Adler; tiếng Hungary: Kétsas), nhưng không có tên nào trong số này trở nên phổ biến ở Hungary hoặc ở những nơi khác.
Tên đầy đủ của vương quốc được sử dụng trong chính quyền nội bộ là Vương quốc và Vùng đất được đại diện trong Hội đồng Hoàng gia và Vùng đất của Vương miện Thánh Stephen Thần thánh ở Hungary.
- Tiếng Đức: Die im Reichsrat vertretenen Königreiche und Länder und die Länder der Heiligen Ungarischen Stephanskrone
- Tiếng Hungary: A Birodalmi Tanácsban képviselt királyságok és országok és a Magyar Szent Korona országai

Từ năm 1867 trở đi, các chữ viết tắt của tên các tổ chức chính thức ở Áo-Hung phản ánh trách nhiệm của họ:
- k. u. k. (kaiserlich und königlich hoặc thuộc hoàng đế và vương thất) là tên hiệu cho các thể chế chung cho cả hai phần của Vương triều, ví dụ: k.u.k. Kriegsmarine (Hạm đội Chiến tranh) và trong chiến tranh, tàu k.u.k. Armee (Quân đội). Quân đội chung đổi nhãn từ k.k. tới k.u.k. chỉ vào năm 1889 theo yêu cầu của chính phủ Hungary.
- K. k. (kaiserlich-königlich) hay Imperial-Royal là thuật ngữ chỉ các tổ chức của Cisleithanien (Áo); "hoàng tộc" trong nhãn này là Vương miện của Bohemia.
- K. u. (königlich-ungarisch) hoặc M. k. (Magyar királyi) ("Hoàng gia Hungary") đề cập đến Transleithania, vùng đất của vương miện Hungary. Ở Vương quốc Croatia và Slavonia, các thể chế tự trị của nó có k. (kraljevski) ("Hoàng gia") theo Thỏa thuận Croatia-Hungary, ngôn ngữ chính thức duy nhất ở Croatia và Slavonia là tiếng Croatia và những thể chế đó "chỉ" là tiếng Croatia.

Theo quyết định của Franz Joseph I vào năm 1868, vương quốc mang tên chính thức Chế độ quân chủ / Vương quốc Áo-Hung (tiếng Đức: Österreichisch-Ungarische Monarchie/Reich; tiếng Hungary: Osztrák–Magyar Monarchia/Birodalom) trong quan hệ quốc tế. Nó thường được gọi là Chế độ quân chủ kép trong tiếng Anh hoặc đơn giản một cách không chính xác được gọi là Áo do được cai trị bởi Nhà Habsburg của Áo.

## Quốc kỳ và quốc huy
Đế quốc Áo-Hung không có bất kỳ quốc kỳ chính thức nào. Tuy nhiên quốc kỳ đen vàng của Đế Quốc Áo đôi lúc có thể coi là quốc kỳ de facto của Đế quốc Áo-hung.

Cờ của Đế quốc Áo
Cờ hiệu chiến tranh
Cờ dân sự của Đế quốc Áo-Hung
Quốc kỳ Vương quốc Hungary
Cờ dành cho nghi thức hoàng gia 1815–1918
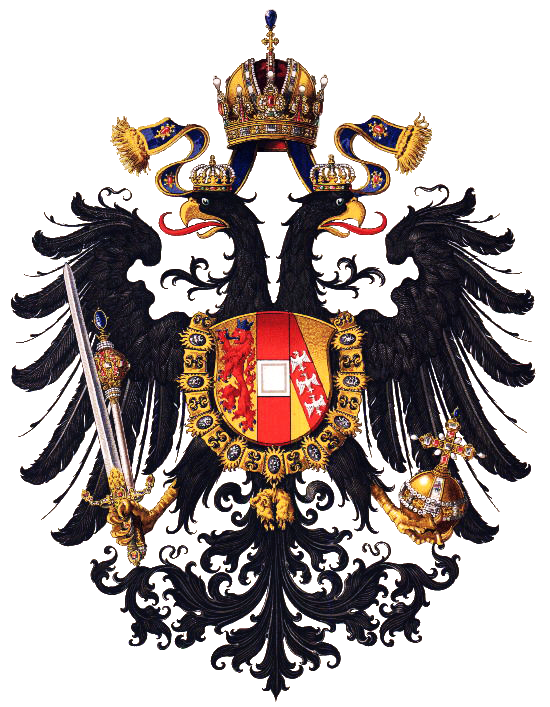
Quốc huy Áo (từ 1815)
Quốc huy Áo (từ 1867)
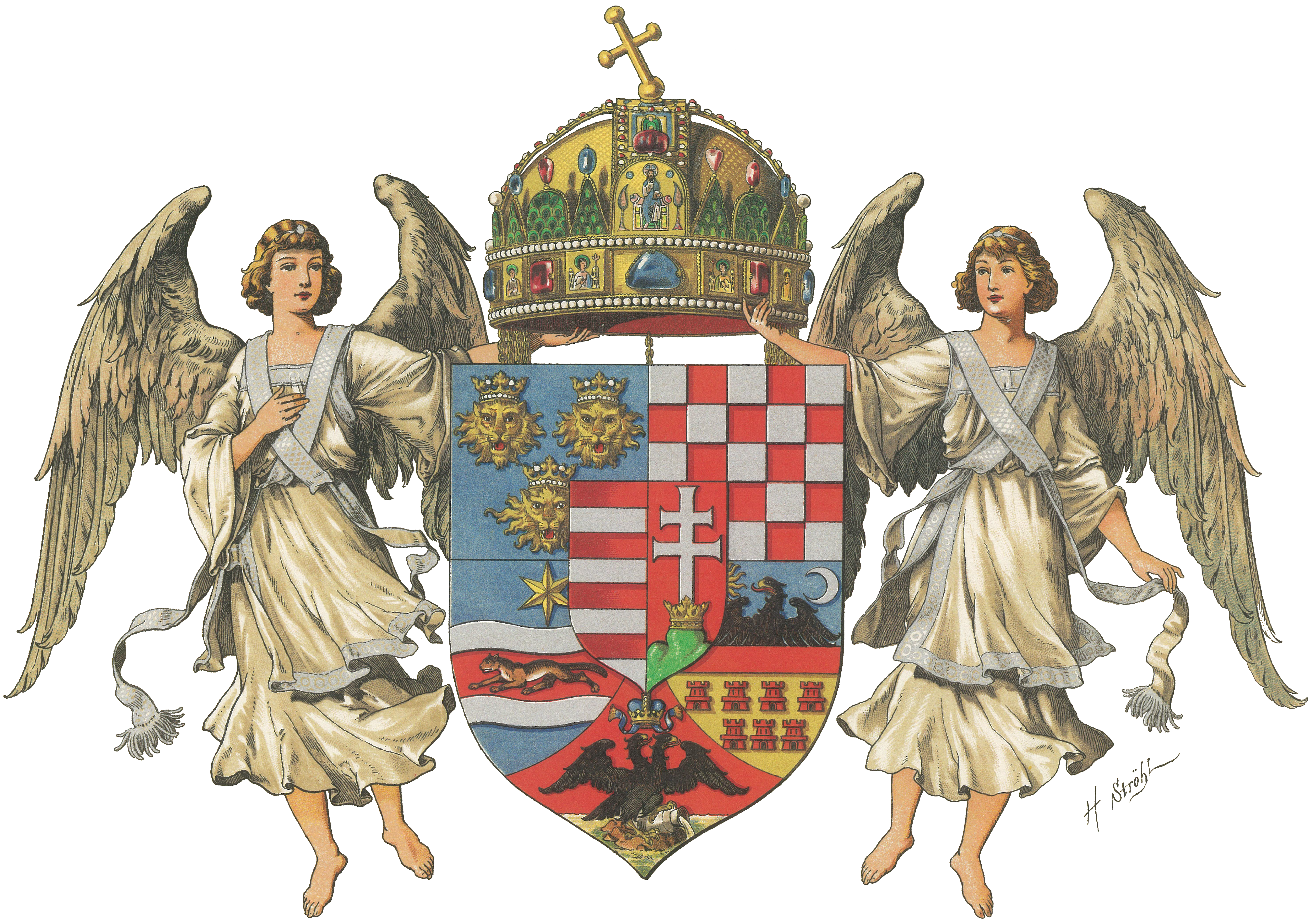
Quốc huy Vương quốc Hungary

## Cấu trúc
Quốc vương Habsburg cai trị với tư cách là Hoàng đế Áo đối với nửa phía tây và phía bắc của đất nước là Đế quốc Áo ("Các vùng đất được đại diện trong Hội đồng Hoàng gia" hay Cisleithania) và với tư cách là Vua Hungary đối với Vương quốc Hungary ("Vùng đất của Vương miện Thánh Stephen" hay Transleithania). Ngoại giao, chiến tranh và liên minh thuế quan được quản lý chung. Tất cả các chức năng nhà nước khác sẽ được xử lý riêng biệt bởi từng nước.
Một số vùng nhất định, chẳng hạn như Galicia thuộc Ba Lan trong Cisleithania và Croatia trong Transleithania được hưởng quy chế tự trị, mỗi vùng có cấu trúc chính quyền độc đáo của riêng mình (xem: Tự trị Ba Lan ở Galicia và Thỏa thuận Croatia-Hungary).

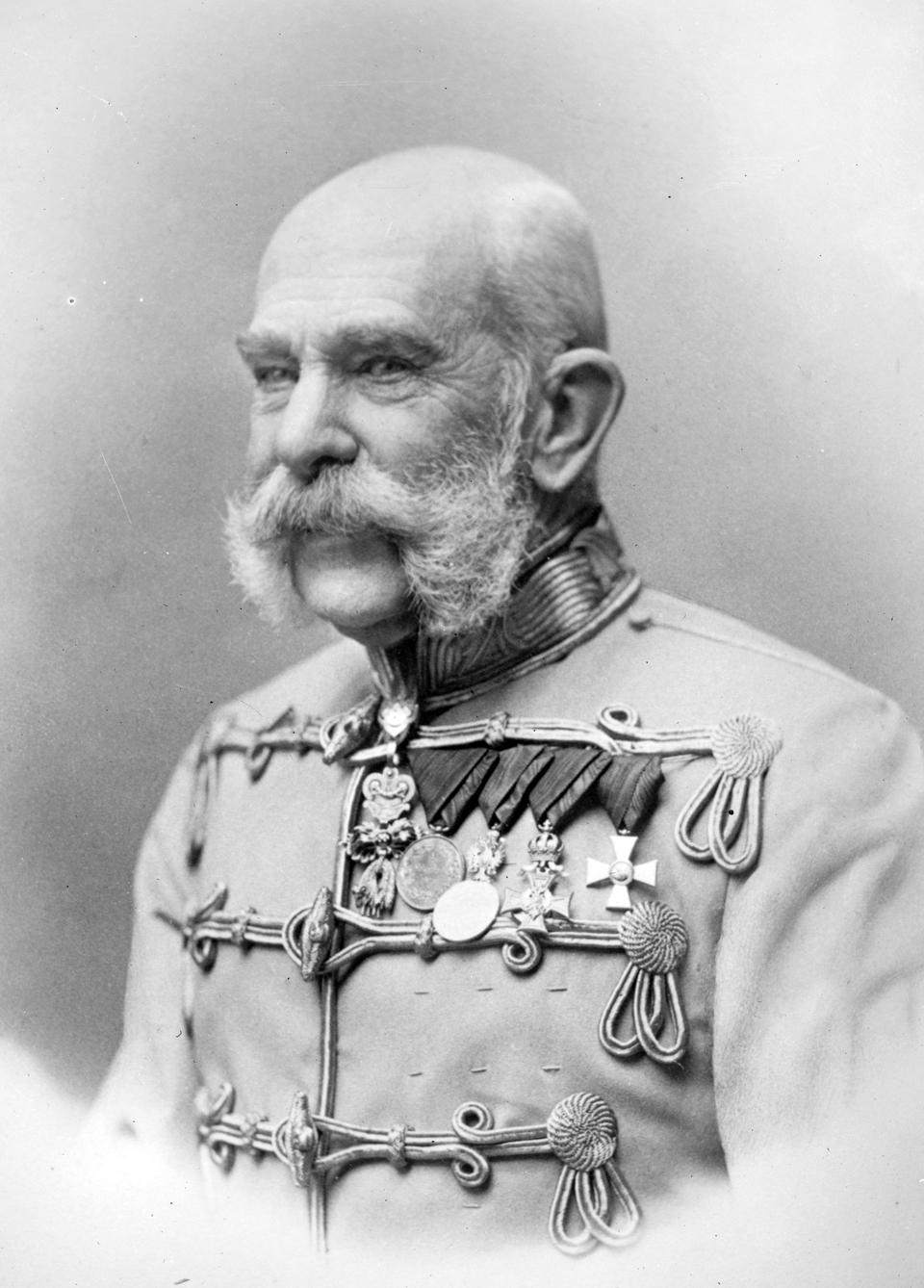
Hoàng đế Franz Joseph I năm 1905

Sự phân chia giữa Áo và Hungary rõ ràng đến mức không có quốc tịch chung: một người là công dân Áo hoặc công dân Hungary, không bao giờ là cả hai. Điều này cũng có nghĩa là luôn có hộ chiếu Áo và Hungary riêng biệt chứ không bao giờ có hộ chiếu chung. Tuy nhiên, cả hộ chiếu của Áo và Hungary đều không được sử dụng ở Vương quốc Croatia-Slavonia. Thay vào đó, Vương quốc đã phát hành hộ chiếu của riêng mình được viết bằng tiếng Croatia và tiếng Pháp và hiển thị quốc huy của Vương quốc Croatia-Slavonia-Dalmatia trên chúng. Croatia-Slavonia cũng có quyền tự chủ hành pháp liên quan đến nhập tịch và quyền công dân, được định nghĩa là "quốc tịch Hungary-Croatia" cho các công dân của vương quốc. Người ta không biết loại hộ chiếu nào đã được sử dụng ở Bosnia-Herzegovina, vốn nằm dưới sự kiểm soát của cả Áo và Hungary.
Vương quốc Hungary luôn duy trì một quốc hội riêng biệt là Nghị viện Hungary ngay cả sau khi Đế quốc Áo được thành lập vào năm 1804. Cơ quan hành chính và chính phủ của Vương quốc Hungary (cho đến cuộc cách mạng Hungary 1848–49) phần lớn vẫn chưa bị ảnh hưởng bởi cấu trúc chính phủ của Đế quốc Áo bao trùm. Các cơ cấu chính phủ trung ương của Hungary vẫn tách biệt rõ ràng với chính phủ đế quốc Áo. Đất nước được điều hành bởi Hội đồng trung ương Hungary (Gubernium) đặt tại Pressburg và sau đó là Pest và bởi Thủ hiến Tòa án Hoàng gia Hungary tại Viên. Chính phủ Hungary và quốc hội Hungary đã bị đình chỉ sau cuộc cách mạng Hungary năm 1848 và được phục hồi sau Thỏa hiệp Áo-Hung năm 1867.
Mặc dù Áo và Hungary dùng đồng tiền chung nhưng họ là những thực thể độc lập và có chủ quyền về mặt tài chính. Kể từ khi bắt đầu liên minh cá nhân (từ năm 1527), chính phủ Vương quốc Hungary có thể bảo toàn ngân sách riêng và độc lập của mình. Sau cuộc cách mạng 1848–1849, ngân sách Hungary được hợp nhất với Áo và chỉ sau Thỏa hiệp năm 1867, Hungary mới có được một ngân sách riêng. Từ năm 1527 (sự ra đời của liên minh cá nhân theo chế độ quân chủ) đến năm 1851, Vương quốc Hungary duy trì các biện pháp kiểm soát hải quan của riêng mình, điều này ngăn cách nó với các phần khác của lãnh thổ do nhà Habsburg cai trị. Sau năm 1867, hiệp định liên minh thuế quan Áo và Hungary phải được đàm phán lại và quy định mười năm một lần. Các hiệp định đã được Viên và Budapest gia hạn và ký kết vào cuối mỗi thập kỷ vì cả hai nước đều hy vọng đạt được lợi ích kinh tế chung từ liên minh thuế quan. Đế quốc Áo và Vương quốc Hungary ký kết các hiệp ước thương mại nước ngoài của họ một cách độc lập với nhau.
Viên từng là thủ đô chính của Vương triều. Phần Cisleithanien (Áo) chiếm khoảng 57% tổng dân số và chiếm phần lớn hơn các nguồn lực kinh tế so với phần Hungary.

## Chính phủ
Ba bộ phận cai trị ở Đế chế Áo-Hung là:
1. chính sách đối ngoại, quân sự chung và một chính sách tài chính chung (chỉ dành cho chi tiêu ngoại giao, quân sự và hải quân) dưới quyền quốc vương
2. chính phủ "Áo" hoặc Cisleithania (Vùng đất được đại diện trong Hội đồng Hoàng gia)
3. chính phủ "Hungary" hoặc Transleithania (Vùng đất của Vương miện Thánh Stephen)

| \| \| \| \| \| Áo-Hung \| \| \| \| \| \| \| \| \| \| \| \| \| \| \| \| \| \| \| \| \| \| \| \| \| \| \| \| \| \| \| \| \| \| \| \| \| \| \| \| \| \| \| \| \| \| \| \| \| \| Vùng đất được đại diện trong Hội đồng Hoàng gia \| Vùng đất được đại diện trong Hội đồng Hoàng gia \| Vùng đất được đại diện trong Hội đồng Hoàng gia \| Vùng đất được đại diện trong Hội đồng Hoàng gia \| Vùng đất được đại diện trong Hội đồng Hoàng gia \| Vùng đất được đại diện trong Hội đồng Hoàng gia \| \| \| Vùng đất của Vương miện Thánh Stephen \| Vùng đất của Vương miện Thánh Stephen \| Vùng đất của Vương miện Thánh Stephen \| Vùng đất của Vương miện Thánh Stephen \| Vùng đất của Vương miện Thánh Stephen \| Vùng đất của Vương miện Thánh Stephen \| \| \| \| \| \| \| \| \| \| \| \| \| \| Vùng đất được đại diện trong Hội đồng Hoàng gia \| Vùng đất được đại diện trong Hội đồng Hoàng gia \| Vùng đất được đại diện trong Hội đồng Hoàng gia \| Vùng đất được đại diện trong Hội đồng Hoàng gia \| Vùng đất được đại diện trong Hội đồng Hoàng gia \| Vùng đất được đại diện trong Hội đồng Hoàng gia \| \| \| Vùng đất của Vương miện Thánh Stephen \| Vùng đất của Vương miện Thánh Stephen \| Vùng đất của Vương miện Thánh Stephen \| Vùng đất của Vương miện Thánh Stephen \| Vùng đất của Vương miện Thánh Stephen \| Vùng đất của Vương miện Thánh Stephen \| \| \| \| \| \| \| \| \| \| \| \| \| \| \| \| \| \| Vương quốc Hungary \| Vương quốc Hungary \| Vương quốc Hungary \| Vương quốc Hungary \| Vương quốc Hungary \| Vương quốc Hungary \| \| \| Vương quốc Croatia-Slavonia \| Vương quốc Croatia-Slavonia \| Vương quốc Croatia-Slavonia \| Vương quốc Croatia-Slavonia \| Vương quốc Croatia-Slavonia \| Vương quốc Croatia-Slavonia \| \| \| \| \| \| \| \| \| | ← hoàng đế-vua chung, các bộ chung ← thực thể ← các quốc gia thành viên |                                                 |                                                 |                                                 |                                                 |                    |                    |                                       |                                       |                                       |                                       |                                       |                                       |                             |                             |                             |                             |  |  |  |  |  |  |  |  |
| |                                                                         |                                                 |                                                 | Áo-Hung                                         |                                                 |                    |                    |                                       |                                       |                                       |                                       |                                       |                                       |                             |                             |                             |                             |  |  |  |  |  |  |  |  |
| |                                                                         |                                                 |                                                 |                                                 |                                                 |                    |                    |                                       |                                       |                                       |                                       |                                       |                                       |                             |                             |                             |                             |  |  |  |  |  |  |  |  |
| Vùng đất được đại diện trong Hội đồng Hoàng gia | Vùng đất được đại diện trong Hội đồng Hoàng gia                         | Vùng đất được đại diện trong Hội đồng Hoàng gia | Vùng đất được đại diện trong Hội đồng Hoàng gia | Vùng đất được đại diện trong Hội đồng Hoàng gia | Vùng đất được đại diện trong Hội đồng Hoàng gia |                    |                    | Vùng đất của Vương miện Thánh Stephen | Vùng đất của Vương miện Thánh Stephen | Vùng đất của Vương miện Thánh Stephen | Vùng đất của Vương miện Thánh Stephen | Vùng đất của Vương miện Thánh Stephen | Vùng đất của Vương miện Thánh Stephen |                             |                             |                             |                             |  |  |  |  |  |  |  |  |
| Vùng đất được đại diện trong Hội đồng Hoàng gia | Vùng đất được đại diện trong Hội đồng Hoàng gia                         | Vùng đất được đại diện trong Hội đồng Hoàng gia | Vùng đất được đại diện trong Hội đồng Hoàng gia | Vùng đất được đại diện trong Hội đồng Hoàng gia | Vùng đất được đại diện trong Hội đồng Hoàng gia |                    |                    | Vùng đất của Vương miện Thánh Stephen | Vùng đất của Vương miện Thánh Stephen | Vùng đất của Vương miện Thánh Stephen | Vùng đất của Vương miện Thánh Stephen | Vùng đất của Vương miện Thánh Stephen | Vùng đất của Vương miện Thánh Stephen |                             |                             |                             |                             |  |  |  |  |  |  |  |  |
| |                                                                         |                                                 |                                                 | Vương quốc Hungary                              | Vương quốc Hungary                              | Vương quốc Hungary | Vương quốc Hungary | Vương quốc Hungary                    | Vương quốc Hungary                    |                                       |                                       | Vương quốc Croatia-Slavonia           | Vương quốc Croatia-Slavonia           | Vương quốc Croatia-Slavonia | Vương quốc Croatia-Slavonia | Vương quốc Croatia-Slavonia | Vương quốc Croatia-Slavonia |  |  |  |  |  |  |  |  |

### Chính phủ chung
Chính phủ chung được lãnh đạo bởi một Hội đồng Bộ trưởng (Ministerrat für Gemeinsame Angelegenheiten) chịu trách nhiệm về lục quân, hải quân, chính sách đối ngoại và liên minh thuế quan. Nó bao gồm ba Bộ liên hợp thuộc hoàng đế và vương thất (k.u.k. gemeinsame Ministerien):
- Bộ Ngoại giao thuộc hoàng đế và vương thất, được gọi là Văn phòng đại sứ Hoàng gia trước năm 1869;
- Bộ Chiến tranh thuộc hoàng đế và vương thất, được gọi là Bộ Chiến tranh Hoàng gia trước năm 1911;
- Bộ Tài chính thuộc hoàng đế và vương thất, được gọi là Bộ Tài chính Hoàng gia trước năm 1908, chỉ chịu trách nhiệm về tài chính của hai bộ liên hợp khác.[26]

Ngoài ba bộ trưởng, Hội đồng Bộ trưởng còn có thủ tướng Hungary, thủ tướng Cisleithania, một số Đại công tước và quốc vương. Tổng Tham mưu trưởng cũng thường tham dự. Hội đồng thường do Bộ trưởng Bộ Hộ và Bộ Ngoại giao chủ trì, trừ khi Quốc vương có mặt. Ngoài hội đồng, nghị viện Áo và Hungary mỗi quốc hội bầu ra một phái đoàn gồm 60 thành viên, nhóm họp riêng và biểu quyết về các chi tiêu của Hội đồng Bộ trưởng để hai chính phủ có ảnh hưởng trong nền hành chính chung. Tuy nhiên, các bộ trưởng cuối cùng chỉ trả lời cho quốc vương, người có quyết định cuối cùng về các vấn đề chính sách đối ngoại và quân sự.
Việc chồng chéo trách nhiệm giữa các bộ liên hợp và các bộ của hai vùng đã gây ra xích mích và kém hiệu quả. Các lực lượng vũ trang đặc biệt bị chồng chéo. Mặc dù chính phủ thống nhất đã xác định phương hướng quân sự tổng thể, nhưng chính phủ Áo và Hungary mỗi bên vẫn chịu trách nhiệm tuyển mộ, tiếp tế và huấn luyện. Mỗi chính phủ có thể có ảnh hưởng mạnh mẽ đến các trách nhiệm chung của chính phủ. Mỗi chính phủ của Chế độ quân chủ kép đều tỏ ra sẵn sàng phá vỡ các hoạt động chung để thúc đẩy lợi ích riêng của mình.
Các mối quan hệ trong nửa thế kỷ sau năm 1867 giữa hai phần của chế độ quân chủ kép làm xuất hiện những tranh chấp lặp đi lặp lại về các thỏa thuận thuế quan bên ngoài được chia sẻ và về sự đóng góp tài chính của mỗi chính phủ cho ngân khố chung. Những vấn đề này được xác định bởi Thỏa ước Áo-Hung năm 1867, trong đó chi tiêu chung được phân bổ 70% cho Áo và 30% cho Hungary. Sự phân chia này đã phải được thương lượng lại sau mỗi mười năm. Có bất ổn chính trị trong quá trình xây dựng đến mỗi lần gia hạn thỏa thuận. Đến năm 1907, đóng góp chi tiêu của Hungary đã tăng lên 36,4%. Các tranh chấp lên đến đỉnh điểm vào đầu những năm 1900 trong một cuộc khủng hoảng hiến pháp kéo dài. Nó được kích hoạt bởi sự bất đồng về ngôn ngữ sử dụng để chỉ huy trong các đơn vị quân đội Hungary và trở nên sâu sắc hơn khi một liên minh dân tộc Hungary lên nắm quyền ở Budapest vào tháng 4 năm 1906. Việc gia hạn tạm thời các thỏa thuận chung xảy ra vào tháng 10 năm 1907 và vào tháng 11 năm 1917 trên cơ sở nguyên trạng. Các cuộc đàm phán năm 1917 kết thúc với việc giải thể Chế độ quân chủ kép.

### Nghị viện

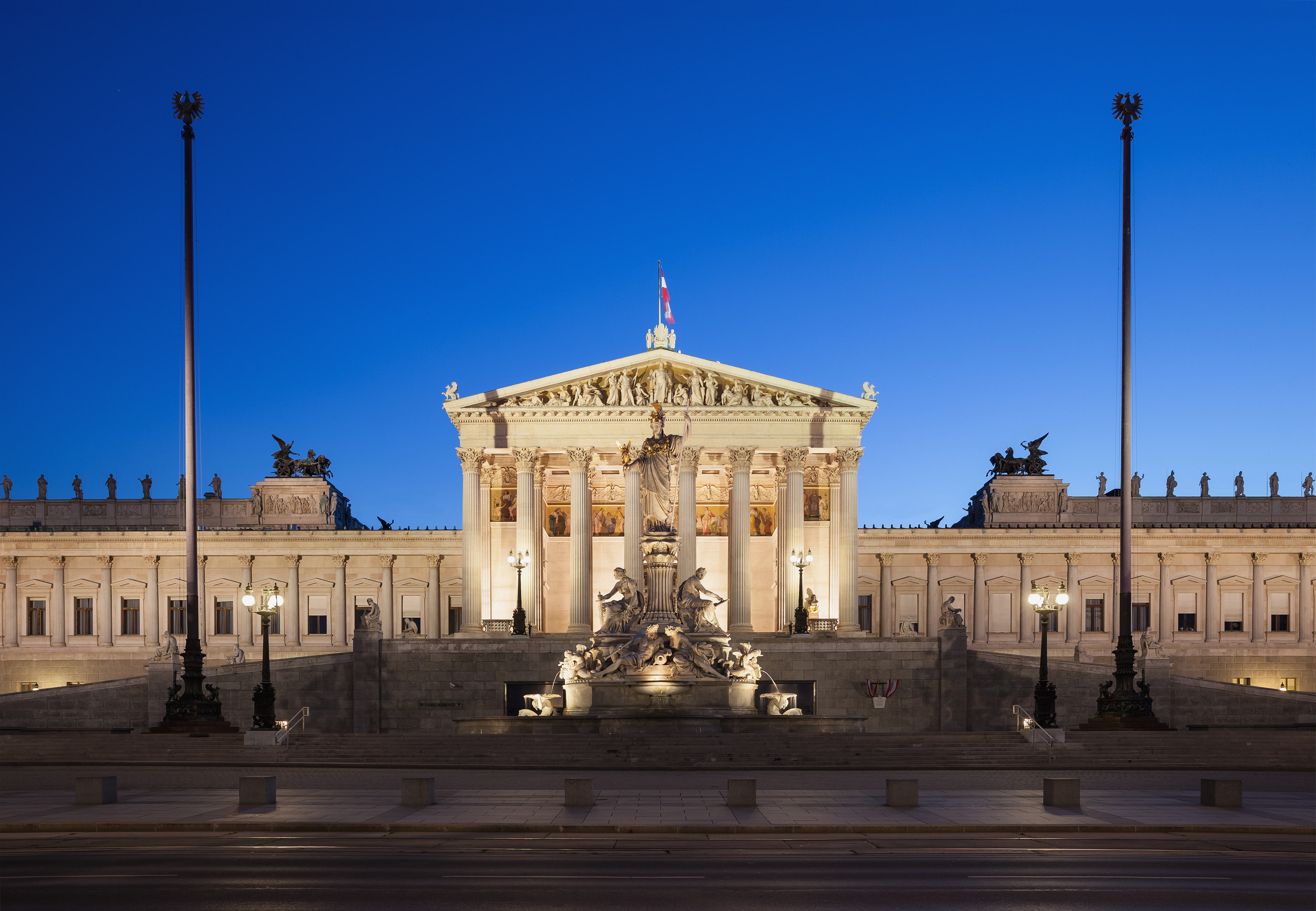
Tòa nhà Nghị viện Áo

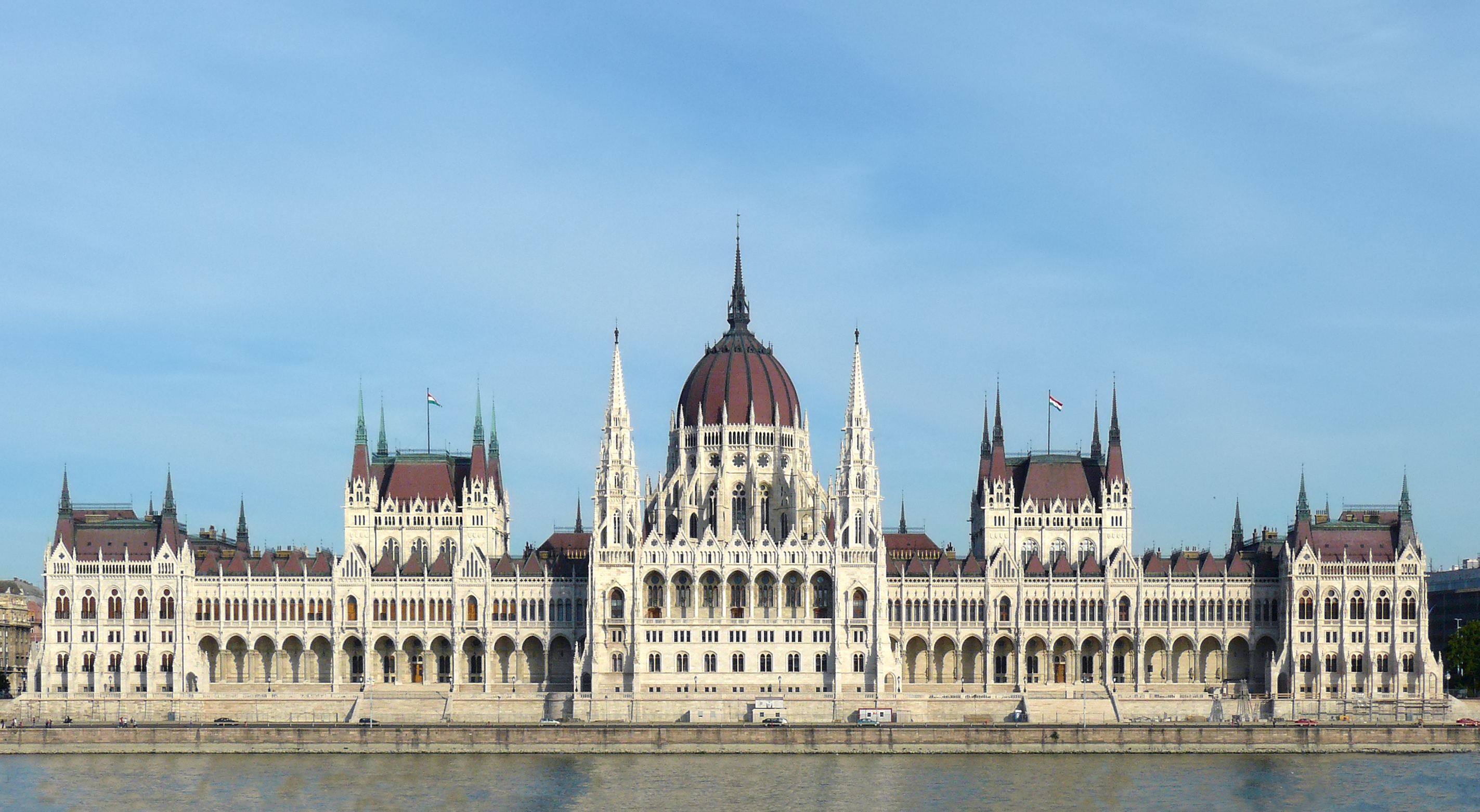
Tòa nhà Nghị viện Hungary

Hungary và Áo duy trì các nghị viện riêng biệt, mỗi nghị viện có thủ tướng riêng: Nghị viện Hungary (thường được gọi là Nghị viện) và Hội đồng Hoàng gia ở Cisleithania. Mỗi nghị viện có chính phủ hành pháp riêng do quốc vương bổ nhiệm. Theo nghĩa này, Áo-Hung vẫn nằm dưới một chính phủ chuyên chế vì Hoàng đế đã bổ nhiệm cả thủ tướng Áo và Hungary cùng với các nội các tương ứng của họ. Điều này khiến cả hai chính phủ phải chịu trách nhiệm trước Hoàng đế-Vua vì không một nửa nào có thể có một chính phủ với chương trình trái ngược với quan điểm của quốc vương. Chẳng hạn, Hoàng đế-Vua có thể bổ nhiệm các chính phủ không thuộc nghị viện hoặc giữ một chính phủ không do đa số nghị viện nắm quyền để ngăn chặn việc thành lập một chính phủ khác mà ông không chấp thuận.
Hội đồng Hoàng gia là cơ quan lưỡng viện: thượng viện là Thượng nghị viện (tiếng Đức: Herrenhaus) và hạ viện là Viện dân biểu (tiếng Đức: Abgeordnetenhaus). Các thành viên của Hạ viện được bầu thông qua một hệ thống "curiae" có trọng lượng đại diện ủng hộ những người giàu có, nhưng đã được cải cách dần dần cho đến khi quyền đầu phiếu phổ thông cho nam giới được áp dụng vào năm 1906. Để trở thành luật, các dự luật phải được cả hai viện thông qua, có chữ ký của bộ trưởng chính phủ chịu trách nhiệm và sau đó được sự đồng ý của Hoàng gia.
Nghị viện Hungary cũng là lưỡng viện: Thượng viện là Viện người quyền quý (tiếng Hungary: Főrendiház) và hạ viện là Viện dân biểu (tiếng Hungary: Képviselőház). Hệ thống "curiae" cũng được sử dụng để bầu chọn các thành viên của Hạ viện. Quyền bầu cử rất hạn chế với khoảng 5% nam giới đủ điều kiện bỏ phiếu vào năm 1874, tăng lên 8% vào đầu Thế chiến thứ nhất. Quốc hội Hungary có quyền lập pháp về tất cả các vấn đề liên quan đến Hungary, nhưng đối với Croatia-Slavonia thì chỉ là những vấn đề mà Nghị viện này chia sẻ với Hungary. Riêng các vấn đề liên quan đến Croatia-Slavonia thuộc về Nghị viện Croatia-Slavonia (thường được gọi là Nghị viện Croatia). Quân chủ có quyền phủ quyết bất kỳ loại Dự luật nào trước khi nó được trình ra Nghị viện, quyền phủ quyết tất cả các đạo luật đã được Nghị viện thông qua và quyền ủng hộ hoặc giải tán Quốc hội và kêu gọi các cuộc bầu cử mới. Trong thực tế, những quyền này hiếm khi được sử dụng.

### Hành chính công và chính quyền địa phương

#### Đế quốc Áo (Cisleithania)

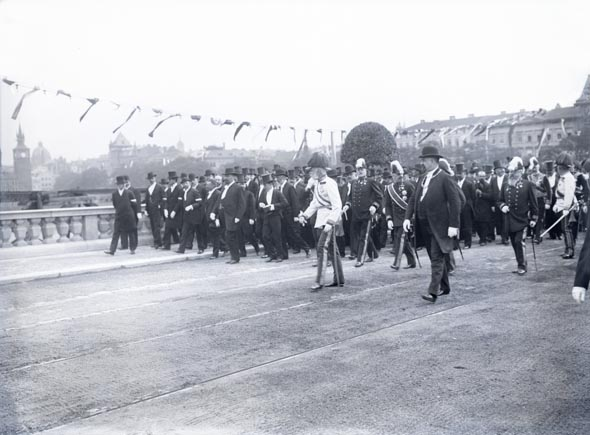
Hoàng đế Franz Joseph I đến thăm Praha và khánh thành Cầu Hoàng đế Franz I mới vào năm 1901

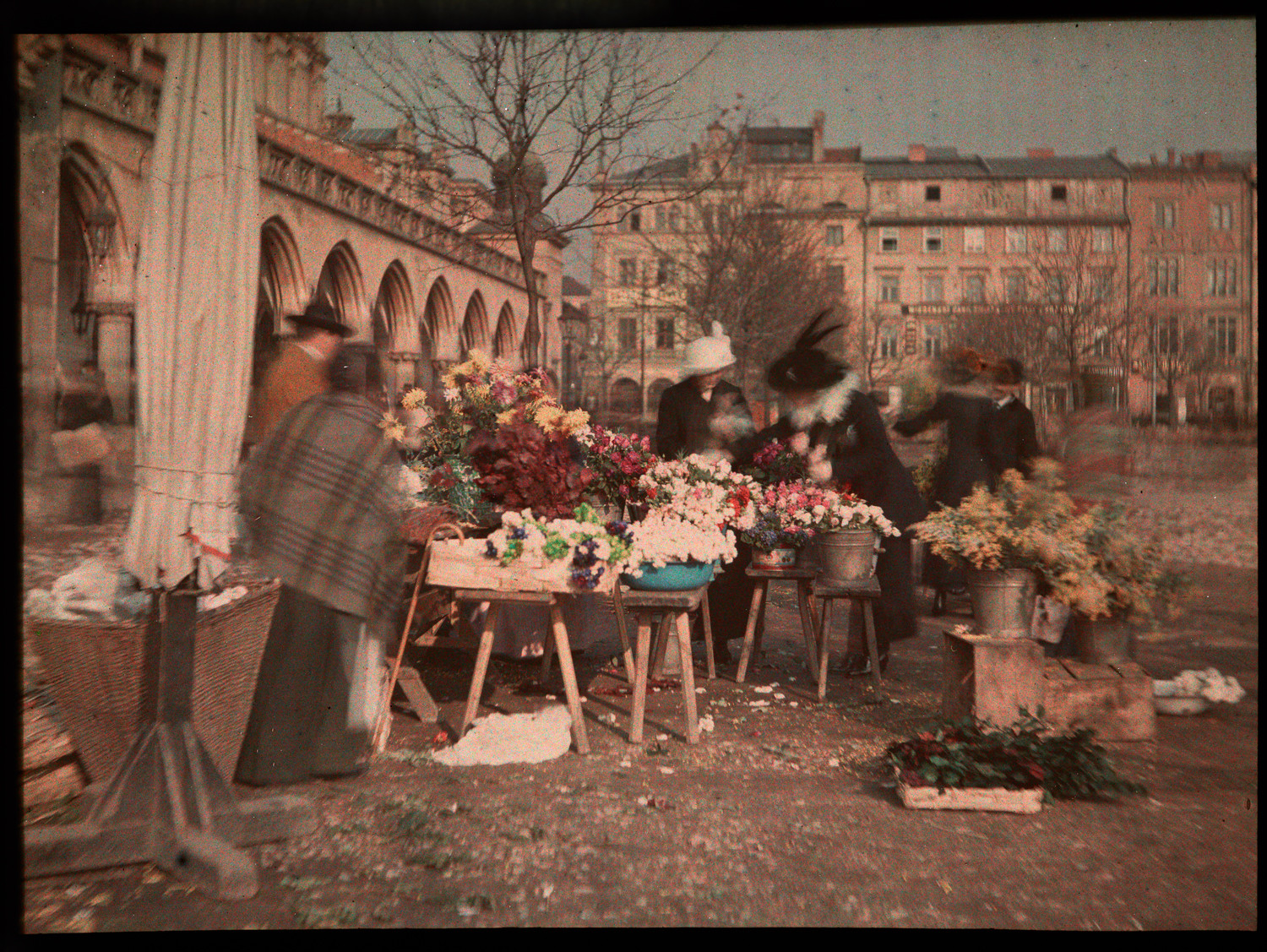
Kraków, một thành phố lịch sử của Ba Lan trong Đế quốc Áo-Hung, nơi vào năm 1870, chính quyền đã cho phép sử dụng tiếng Ba Lan ở Đại học Jagiellonia

Hệ thống hành chính ở Đế quốc Áo bao gồm ba cấp: chính quyền nhà nước trung ương, các vùng (Länder) và chính quyền cấp xã địa phương. Hành chính nhà nước bao gồm tất cả các công việc liên quan đến quyền, nghĩa vụ và lợi ích "chung cho mọi lãnh thổ"; tất cả các nhiệm vụ hành chính khác được để lại cho các vùng. Cuối cùng, các xã với chính quyền tự quản trong phạm vi của mình.
Các cơ quan trung ương được gọi là "Bộ" (Ministerium). Năm 1867, có bảy bộ gồm: Nông nghiệp, Tôn giáo và Giáo dục, Tài chính, Nội vụ, Tư pháp, Thương mại và Công trình Công cộng, Quốc phòng. Bộ Đường sắt được thành lập vào năm 1896 và Bộ Công trình công cộng được tách ra khỏi bộ Thương mại vào năm 1908. Các Bộ Sức khỏe cộng đồng và Phúc lợi Xã hội được thành lập vào năm 1917 để giải quyết các vấn đề phát sinh từ Thế chiến I. Các bộ đều có tiêu đề kk ("Hoàng gia-Vương thất") đề cập đến vương miện của Hoàng gia Áo và vương miện hoàng gia Bohemia.
Mỗi vùng trong số mười bảy vùng đều có chính quyền riêng do một Thống đốc (tên chính thức là Landeschef, nhưng thường được gọi là Statthalter hoặc Landespräsident) được chỉ định bởi Hoàng đế làm đại diện của ông. Thông thường, một vùng tương đương với lãnh thổ vương địa (Kronland), nhưng sự khác biệt lớn về diện tích của các lãnh thổ vương địa có nghĩa là có một số ngoại lệ. Mỗi vùng có hội đồng vùng (Landtag) và cơ quan hành pháp (Landesausschuss) riêng. Hội đồng vùng và cơ quan hành pháp được lãnh đạo bởi Landeshauptmann (tức là thủ tướng vùng) được chỉ định bởi Hoàng đế từ các thành viên của hội đồng vùng. Nhiều nhánh của các cơ quan hành chính vùng có những điểm tương đồng lớn với các cơ quan của Nhà nước, do đó, các lĩnh vực hoạt động của chúng thường xuyên chồng chéo và có sự va chạm. "Đường đôi" hành chính, như nó được gọi, phần lớn xuất phát từ nguồn gốc của Nhà nước - phần lớn là thông qua một liên minh tự nguyện của các quốc gia có ý thức mạnh mẽ về bản thân.
Bên dưới vùng là quận (Bezirk) dưới quyền một quận trưởng (Bezirkshauptmann) do chính quyền trung ương bổ nhiệm. Các quận trưởng này thống nhất gần như tất cả các chức năng hành chính được phân chia giữa các bộ khác nhau. Mỗi quận được chia thành một số thành phố tự trị (Ortsgemeinden), mỗi khu có thị trưởng được bầu riêng (Bürgermeister). Chín thành phố theo luật định là các đơn vị tự trị ở cấp huyện.
Sự phức tạp của hệ thống này, đặc biệt là sự chồng chéo giữa hành chính nhà nước và vùng đã dẫn đến những động thái cải cách hành chính. Ngay từ năm 1904, thủ tướng Ernest von Koerber đã tuyên bố rằng việc thay đổi hoàn toàn các nguyên tắc quản lý là điều cần thiết nếu bộ máy của Nhà nước tiếp tục hoạt động. Hành động cuối cùng của Richard von Bienerth với tư cách là thủ tướng Áo vào tháng 5 năm 1911 là bổ nhiệm một ủy ban do Hoàng đế đề cử để vạch ra một kế hoạch cải cách hành chính. Bản ghi chép của triều đình không trình bày những cải cách như một vấn đề cấp bách hay vạch ra một triết lý tổng thể cho họ. Sự tiến bộ không ngừng của xã hội đã đặt ra yêu cầu ngày càng cao đối với nền hành chính, nghĩa là người ta cho rằng cần phải cải cách vì thời thế thay đổi, chứ không phải những vấn đề cơ bản của cơ cấu hành chính. Ủy ban cải cách lần đầu tiên tự mình thực hiện những cải cách mà không có gì phải bàn cãi. Năm 1912, nó xuất bản "Đề xuất đào tạo các quan chức Nhà nước". Ủy ban đã đưa ra một số báo cáo khác trước khi công việc của họ bị gián đoạn do Chiến tranh thế giới thứ nhất bùng nổ vào năm 1914. Mãi đến tháng 3 năm 1918, Chính phủ Seidler mới quyết định về một chương trình tự chủ quốc gia làm cơ sở cho cải cách hành chính. Tuy nhiên, chương trình đó không bao giờ có hiệu lực.

#### Vương quốc Hungary (Transleithania)

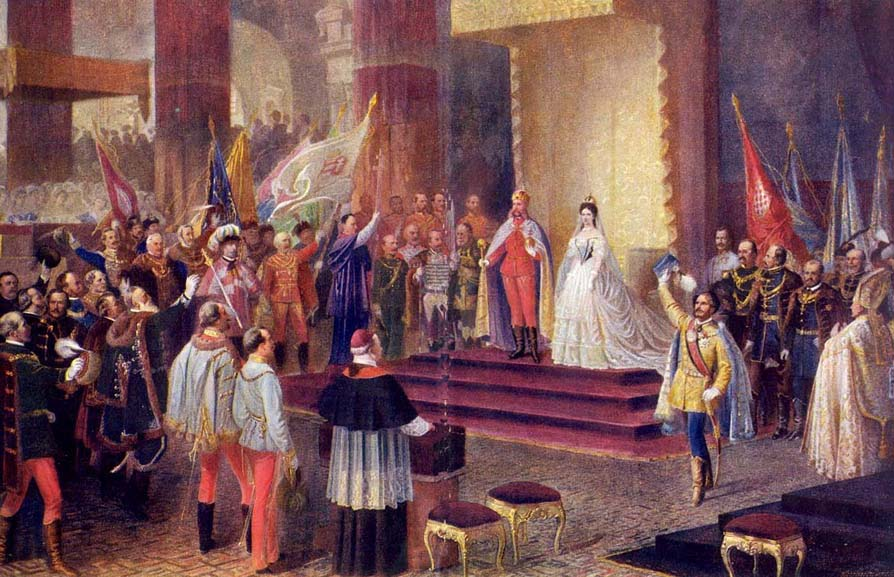
Lễ Đăng quang của Franz Joseph I và Hoàng hậu Elisabeth Amalie tại Nhà thờ Matthias, Buda, Ngày 8 tháng 6 năm 1867

Bản đồ các hạt của Vùng đất của Vương miện St. Stephen (Hungary và Croatia-Slavonia)

Quyền hành pháp ở Transleithania được trao cho một nội các chịu trách nhiệm trước Nghị viện bao gồm mười bộ trưởng là: Thủ tướng, Bộ trưởng Croatia-Slavonia, Bộ trưởng Ngoại giao và các Bộ trưởng Nội vụ, Quốc phòng, Tôn giáo và Giáo dục Công, Tài chính, Nông nghiệp, Công nghiệp và Thương mại, Công chính và Giao thông và Tư pháp. Bộ trưởng Ngoại giao chịu trách nhiệm phối hợp với Áo và triều đình Viên. Năm 1889, Bộ Nông nghiệp, Công nghiệp và Thương mại được tách thành các Bộ Nông nghiệp và Bộ Thương mại. Bộ Công chính và Giao thông vận tải được gộp lại thành Bộ Thương mại mới.
Từ năm 1867, các khu vực hành chính và chính trị của các vùng thuộc vương quốc Hungary đã được tu sửa lại do một số đợt trùng tu và thay đổi khác. Năm 1868, Siebenbürgen chắc chắn được thống nhất về Hungary, thị trấn và quận Fiume vẫn là một Corpus separatum ("lãnh thổ ly khai"). "Biên giới quân sự" đã bị bãi bỏ trong các giai đoạn từ năm 1871 đến năm 1881 với việc Banat và Šajkaška được hợp nhất vào Hungary và Biên giới quân sự Croatia và Slavonia sáp nhập với Croatia-Slavonia.
Về chính quyền địa phương, trước đó, Hungary được chia thành khoảng 70 quận (tiếng Hungary: megyék, số ít là megye; tiếng Croatia: županija) và một loạt các huyện và thành phố có vị thế đặc biệt. Hệ thống này đã được cải cách trong hai giai đoạn. Năm 1870, hầu hết các đặc quyền lịch sử của các vùng lãnh thổ đã bị bãi bỏ nhưng các tên và lãnh thổ hiện có vẫn được giữ lại. Tại thời điểm đó, có tổng cộng 175 vùng lãnh thổ: 65 quận (49 thuộc Hungary, 8 ở Siebenbürgen và 8 ở Croatia), 89 thành phố có quyền tự quản và 21 loại hình đô thị tự trị khác (3 ở Hungary và 18 ở Siebenbürgen). Trong một cuộc cải cách tiếp theo vào năm 1876, hầu hết các thành phố và các loại đô thị tự trị khác được hợp nhất thành các quận. Các quận ở Hungary được nhóm lại thành bảy địa phận, không có chức năng hành chính. Cấp hành chính thấp nhất là huyện hay processus (tiếng Hungary: szolgabírói járás).
Sau năm 1876, một số thành phố trực thuộc trung ương vẫn độc lập với các quận mà chúng tọa lạc. Có 26 trong số các thành phố trực thuộc trung ương ở Hungary: Arad, Baja, Debreczen, Győr, Hódmezővásárhely, Kassa, Kecskemét, Kolozsvár, Komárom, Marosvásárhely, Nagyvárad, Pancsova, Pézeka, Bézmeged, Sésron, Soptin, Sédésron, Székesfehervár, Temesvár, Újvidék, Versecz, Zombor và Budapest, thủ đô của đất nước. Ở Croatia-Slavonia, có bốn thành phố trực thuộc trung ương: Osijek, Varaždin, Zagreb và Zemun. Fiume tiếp tục là một lãnh thổ tách rời.
Việc quản lý các đô thị được thực hiện bởi một quan chức do nhà vua bổ nhiệm. Mỗi thành phố này có một hội đồng gồm hai mươi thành viên. Các quận được lãnh đạo bởi Quận trưởng (tiếng Hungary: Ispán hoặc tiếng Croatia: župan) do nhà vua bổ nhiệm và chịu sự kiểm soát của Bộ Nội vụ. Mỗi quận có một ủy ban thành phố gồm 20 thành viên, bao gồm 50% người trồng nho (người trả thuế trực thu cao nhất) và 50% người được bầu đáp ứng điều tra dân số theo quy định và các thành viên chính thức (phó quận trưởng, công chứng viên chính và những người khác). Quyền hạn và trách nhiệm của các quận liên tục bị giảm sút và được chuyển giao cho các cơ quan khu vực thuộc các bộ của vương quốc.

#### Bosna và Hercegovina

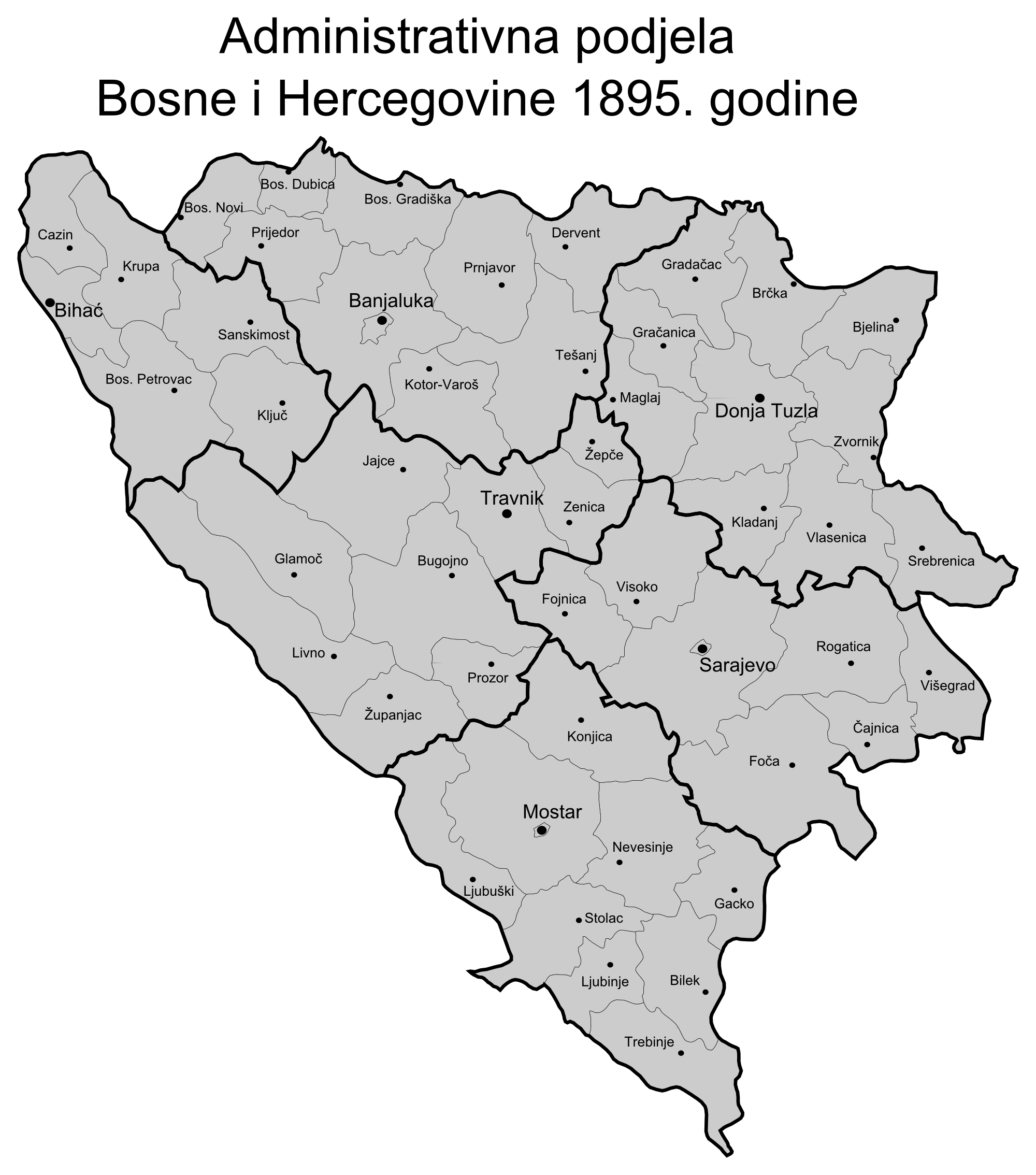
Các địa phận (Kreise) của Bosna và Hercegovina:
Banja Luka, Bihać, Mostar, Sarajevo, Travnik, Tuzla

Năm 1878, Hội nghị Berlin đặt Vilayet Bosna của Đế quốc Ottoman dưới sự chiếm đóng của Áo-Hung. Khu vực này chính thức được sáp nhập vào năm 1908, khu vực này do Áo và Hungary cùng quản lý thông qua Văn phòng Bosnia của Bộ Tài chính Hoàng gia và Vương thất (tiếng Đức: Bosnische Amt). Chính phủ Bosna và Hercegovina do một thống đốc (tiếng Đức: Landsschef) đứng đầu, người cũng là chỉ huy lực lượng quân sự đóng tại Bosnia và Herzegovina. Cơ quan hành pháp đứng đầu bởi một Hội đồng quốc gia do thống đốc làm chủ tịch và có phó thống đốc và các trưởng phòng. Lúc đầu, chính phủ chỉ có ba bộ phận là hành chính, tài chính và lập pháp. Sau đó, các bộ phận khác bao gồm xây dựng, kinh tế, giáo dục, tôn giáo và kỹ thuật cũng được thành lập.
Nghị viện Bosna được thành lập vào năm 1910, có quyền lập pháp rất hạn chế. Quyền lập pháp chính nằm trong tay hoàng đế, nghị viện ở Viên và Budapest và bộ trưởng tài chính chung. Nghị viện Bosna có thể đưa ra các đề xuất nhưng chúng phải được cả hai quốc hội ở Viên và Budapest chấp thuận. Nghị viện chỉ có thể cân nhắc về những vấn đề ảnh hưởng riêng đến Bosna và Hercegovina; các quyết định về lực lượng vũ trang, kết nối thương mại và giao thông, hải quan và các vấn đề tương tự, được đưa ra bởi quốc hội ở Viên và Budapest. Nghị viện cũng không có quyền kiểm soát đối với Hội đồng Quốc gia hoặc các hội đồng thành phố.
Chính quyền Áo-Hung vẫn để nguyên sư đoàn Ottoman gồm Bosna và Hercegovina, họ chỉ đổi tên các đơn vị sư đoàn. Do đó Vilayet Bosna được đổi tên thành Reichsland, các sanjak được đổi tên thành Kreise (Địa phận), kaza được đổi tên thành Bezirke (Huyện), và nahiyah trở thành Exposituren. Có sáu Kreise và 54 Bezirke. Những người đứng đầu Kreise là Kreiseleiter và những người đứng đầu Bezirke là Bezirkesleiter.

### Hệ thống tư pháp

#### Đế quốc Áo
Hiến pháp tháng 12 năm 1867 khôi phục pháp quyền, độc lập tư pháp và các phiên tòa xét xử bồi thẩm đoàn công khai ở Áo. Hệ thống tòa án chung có bốn bậc giống như ngày nay:
- Tòa án quận (Bezirksgerichte);
- Tòa án khu vực (Kreisgerichte);
- Tòa án cấp khu vực cao hơn (Oberlandesgerichte);
- Tòa án Tối cao (Oberster Gerichts- und Kassationshof).

Các thần dân của Habsburg từ nay có thể đưa Nhà nước ra tòa nếu nó vi phạm các quyền cơ bản của họ. Vì các tòa án thông thường vẫn không thể vượt qua bộ máy hành chính, ít hơn nhiều so với cơ quan lập pháp, những đảm bảo này đòi hỏi phải thành lập các tòa án chuyên biệt có thể:
- Tòa án hành chính (Verwaltungsgerichtshof): được quy định bởi Luật cơ bản về quyền tư pháp năm 1867 (Staatsgrundgesetz über die richterliche Gewalt) và được thực hiện vào năm 1876. Nó có quyền xem xét tính hợp pháp của các hành vi hành chính, đảm bảo rằng cơ quan hành pháp vẫn trung thành với nguyên tắc pháp quyền.
- Tòa án Hoàng gia (Reichsgericht): được quy định bởi Luật cơ bản về việc thành lập Tòa án Hoàng gia (Staatsgrundgesetz über die Einrichtung eines Reichsgerichtes) vào năm 1867 và được thực hiện vào năm 1869, quyết định các xung đột về ranh giới giữa các tòa án và bộ máy hành chính, giữa các lãnh thổ cấu thành của nó và giữa các lãnh thổ tách rời với Đế quốc.[39][40] Tòa án Hoàng gia cũng đã nghe các đơn khiếu nại của những công dân bị cho là đã bị vi phạm quyền hiến định của họ mặc dù quyền hạn của nó không phải là phá án: nó chỉ có thể minh oan cho người khiếu nại bằng cách tuyên bố chính phủ đã sai, chứ không phải bằng cách thực sự hủy bỏ các quyết định sai trái của mình.[39][41]
- Tòa án Nhà nước (Staatsgerichtshof) buộc các bộ trưởng của Hoàng đế phải chịu trách nhiệm về những hành vi sai trái chính trị được thực hiện trong nhiệm kỳ.[42][43] Mặc dù không thể đưa Hoàng đế ra tòa nhưng nhiều sắc lệnh của ông hiện nay phụ thuộc vào bộ trưởng có liên quan để ký. Cách tiếp cận kép này trước hết khiến Hoàng đế phụ thuộc vào các bộ trưởng của mình và cũng khiến các bộ trưởng phải chịu trách nhiệm hình sự về kết quả xấu, thứ hai là thúc đẩy các bộ trưởng gây áp lực lên quốc vương.[44]

#### Vương quốc Hungary
Quyền tư pháp cũng độc lập với quyền hành pháp ở Hungary. Sau Thỏa thuận Croatia-Hungary năm 1868, Croatia-Slavonia có hệ thống tư pháp độc lập của riêng mình (Tòa số 7 là tòa án xét xử cấp cao nhất ở Croatia-Slavonia với quyền tài phán dân sự và hình sự mức cao nhất). Các cơ quan tư pháp ở Hungary là:
1. các tòa án quận với một thẩm phán duy nhất (458 tòa vào năm 1905);
2. các tòa án quận có chức vụ thẩm phán đại học (76 tòa án); trong số này có 15 tòa án bồi thẩm đoàn cho các tội liên quan đến báo chí. Đây là các tòa án sơ thẩm. Ở Croatia-Slavonia, chúng được gọi là tòa án sau năm 1874;
3. Tòa án Hoàng gia (số lượng 12) là các tòa án sơ thẩm, được thành lập tại Budapest, Debrecen, Győr, Kassa, Kolozsvár, Marosvásárhely, Nagyvárad, Pécs, Pressburg, Szeged, Temesvár và tòa án của Ban tại Zagreb.
4. Tòa án Tối cao Hoàng gia tại Budapest, Tòa án Tư pháp Tối cao hay Tòa số Bảy tại Zagreb là những cơ quan tư pháp cao nhất. Cũng có một tòa án thương mại đặc biệt tại Budapest, một tòa án hải quân ở Fiume và các tòa án quân sự đặc biệt.[22]

## Chính trị

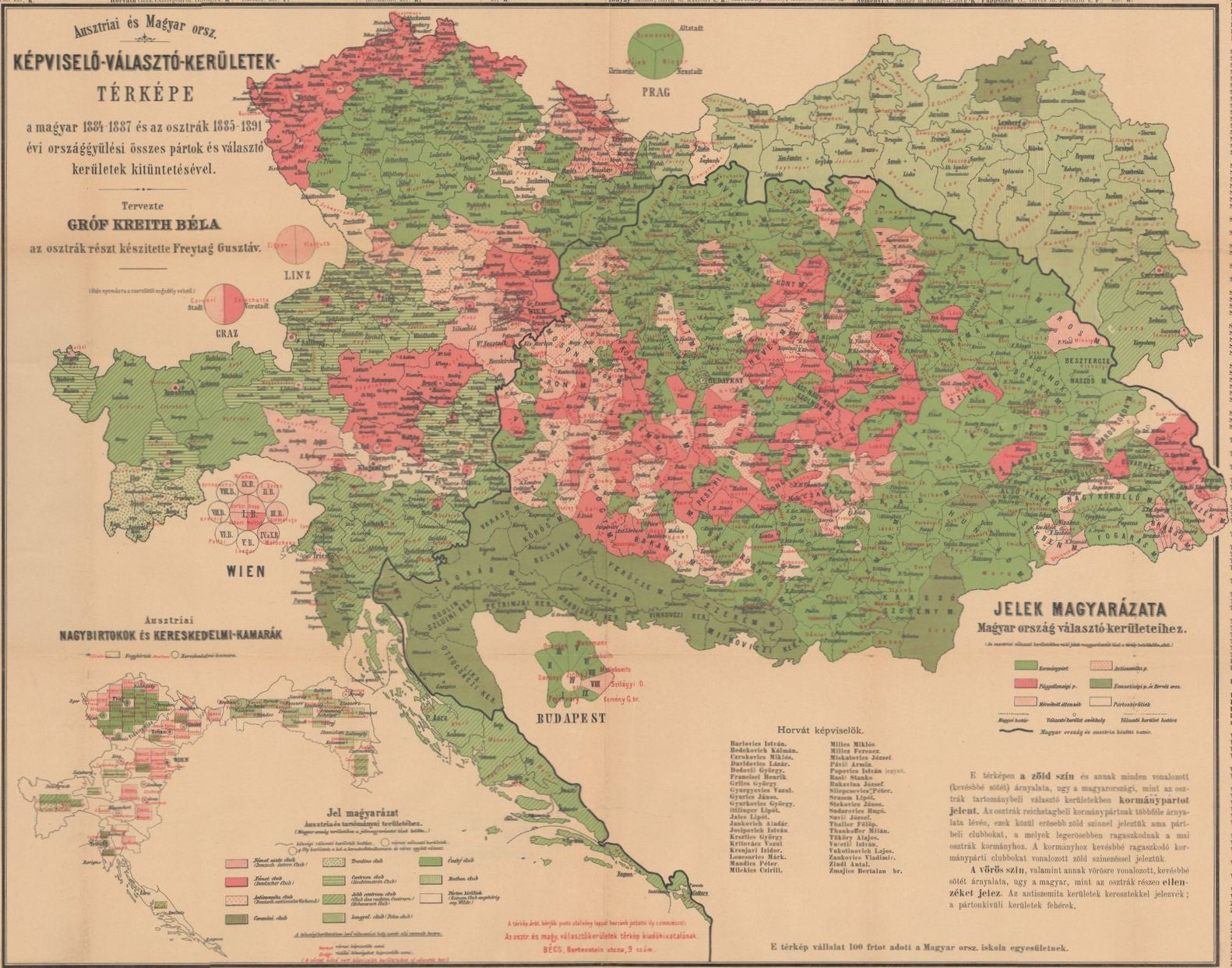
Các khu vực bầu cử của Áo và Hungary trong những năm 1880. Trên bản đồ, các quận đối lập được đánh dấu bằng các sắc thái khác nhau của màu đỏ, các quận của đảng cầm quyền có màu xanh khác nhau, các quận độc lập có màu trắng.

Thủ tướng đầu tiên của Hungary sau Thỏa hiệp là Bá tước Gyula Andrássy (1867–1871). Hiến pháp Hungary cũ được khôi phục và Franz Joseph được đăng quang làm Vua Hungary. Andrássy tiếp theo làm Bộ trưởng Ngoại giao Áo-Hung (1871–1879).
Đế chế ngày càng phụ thuộc vào một bộ máy quan liêu quốc tế - trong đó người Séc đóng một vai trò quan trọng - được hậu thuẫn bởi các phần tử trung thành, bao gồm một phần lớn tầng lớp quý tộc Đức, Hungary, Ba Lan và Croat.

### Các cuộc đấu tranh chính trị trong Đế chế
Tầng lớp quý tộc truyền thống và tầng lớp quý tộc có đất đai dần dần phải đối mặt với những người ngày càng giàu có ở các thành phố, những người đạt được sự giàu có nhờ thương mại và công nghiệp hóa. Tầng lớp trung lưu và thượng lưu thành thị có xu hướng tìm kiếm quyền lực của riêng họ và ủng hộ các phong trào tiến bộ sau hậu quả của các cuộc cách mạng ở châu Âu.
Cũng như ở Đế quốc Đức, Đế quốc Áo-Hung thường xuyên sử dụng các chính sách và thực tiễn kinh tế tự do. Từ những năm 1860, các doanh nhân đã thành công trong việc công nghiệp hóa của Đế quốc. Các thành viên mới thịnh vượng của giai cấp tư sản đã dựng lên những ngôi nhà lớn và bắt đầu có những vai trò nổi bật trong đời sống thành thị sánh ngang với tầng lớp quý tộc. Trong thời kỳ đầu, họ khuyến khích chính phủ tìm kiếm đầu tư nước ngoài để xây dựng cơ sở hạ tầng, chẳng hạn như đường sắt, nhằm hỗ trợ công nghiệp hóa, giao thông vận tải và thông tin liên lạc và sự phát triển.

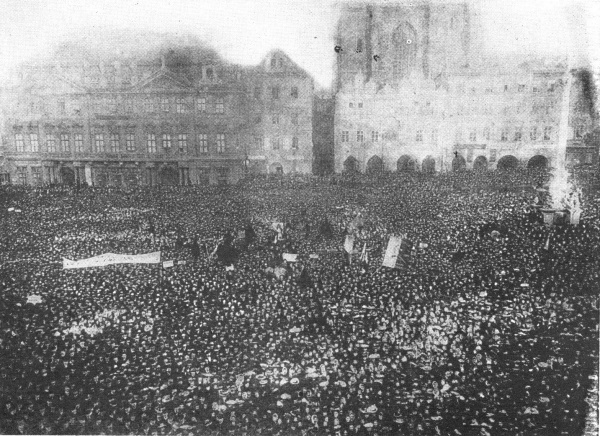
Biểu tình đòi quyền bầu cử phổ thông ở Praha, Bohemia, 1905

Ảnh hưởng của những người theo chủ nghĩa tự do ở Áo, hầu hết là người thuộc dân tộc Đức, đã suy yếu dưới sự lãnh đạo của Bá tước Eduard von Taaffe, thủ tướng Áo từ năm 1879 đến năm 1893. Taaffe sử dụng một liên minh gồm các giáo sĩ, phe bảo thủ và các đảng phái người Slav để làm suy yếu phe tự do. Ví dụ, ở Bohemia, ông đã cho phép tiếng Séc là ngôn ngữ chính thức trong hệ thống quan liêu và trường học, do đó phá vỡ độc quyền giữ chức vụ của những người nói tiếng Đức. Những cải cách như vậy cũng khuyến khích các dân tộc khác thúc đẩy quyền tự chủ lớn hơn. Bằng cách loại bỏ các quốc gia khác nhau, chính phủ đảm bảo vai trò trung tâm của chế độ quân chủ trong việc nắm giữ các nhóm lợi ích cạnh tranh với nhau trong thời đại thay đổi nhanh chóng.
Trong Chiến tranh thế giới thứ nhất, tình cảm dân tộc dâng cao và phong trào lao động đã góp phần gây ra các cuộc đình công, biểu tình và bất ổn dân sự ở Đế quốc. Sau chiến tranh, các đảng cộng hòa, quốc gia góp phần vào sự tan rã và sụp đổ của chế độ quân chủ ở Áo và Hungary. Các nền cộng hòa được thành lập ở Viên và Budapest.
Lập pháp nhằm giúp giai cấp công nhân nổi lên khỏi những người bảo thủ Công giáo. Họ chuyển sang cải cách xã hội bằng cách sử dụng mô hình Thụy Sĩ và Đức và can thiệp vào công nghiệp tư nhân. Ở Đức, Thủ tướng Otto von Bismarck đã sử dụng các chính sách như vậy để vô hiệu hóa những lời hứa của chủ nghĩa xã hội. Những người Công giáo đã nghiên cứu Đạo luật Nhà máy Thụy Sĩ năm 1877 giới hạn giờ làm việc cho tất cả mọi người và đưa ra trợ cấp thai sản và luật pháp của Đức bảo hiểm tai nạn lao động cho người lao động tại nơi làm việc. Đây là cơ sở cho Tu chính án Bộ luật Thương mại năm 1885 của Áo.

#### Sự thống trị của các đảng tự do dân tộc thiểu số được bầu chọn trong Nghị viện Hungary
Thỏa hiệp Áo-Hung và những người ủng hộ nó vẫn làm mếch lòng các cử tri Hungary sắc tộc một cách gay gắt và thành công liên tục trong các cuộc bầu cử của Đảng Tự do ủng hộ thỏa hiệp đã làm nhiều cử tri Hungary thất vọng. Dù các đảng tự do ủng hộ thỏa hiệp phổ thường là các đảng của các dân tộc thiểu số, vẫn có các đảng thiểu số của người Slovak, Serb và Romania phản đối nó. Các đảng Hungary theo chủ nghĩa dân tộc - được đa số cử tri dân tộc Hungary ủng hộ - vẫn ở trong phe đối lập, ngoại trừ từ năm 1906 đến năm 1910, nơi các đảng Hungary theo chủ nghĩa dân tộc có thể thành lập chính phủ.

### Chính sách đối ngoại

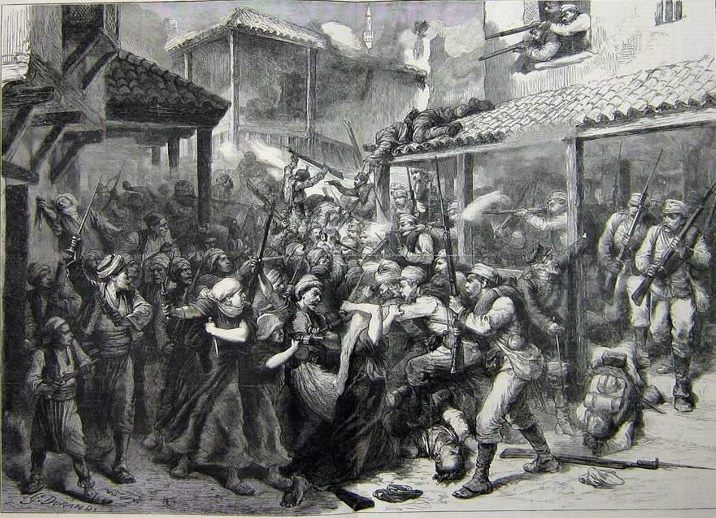
Người Hồi giáo Bosna kháng cự trong trận Sarajevo năm 1878 chống lại sự chiếm đóng của Áo-Hung

Bộ trưởng Bộ Ngoại giao tiến hành quan hệ đối ngoại của Chế độ quân chủ kép và đàm phán các hiệp ước.
Chế độ quân chủ kép được thành lập sau một cuộc chiến thất bại năm 1866 với Phổ và Ý. Để tạo dựng lại uy tín của nhà Habsburg và trả thù nước Phổ, bá tước Friedrich Ferdinand von Beust trở thành ngoại trưởng. Ông ghét nhà ngoại giao của Phổ Otto von Bismarck, người đã nhiều lần qua mặt ông. Beust tìm đến Pháp và đàm phán với Hoàng đế Napoléon III và Ý về một liên minh chống Phổ. Không có điều khoản nào có thể đạt được. Chiến thắng quyết định của quân đội Phổ-Đức trong cuộc chiến năm 1870 với Pháp và sự thành lập Đế chế Đức đã chấm dứt mọi hy vọng trả thù và Beust rút lui.
Sau khi bị buộc rời khỏi Đức và Ý, Chế độ quân chủ kép chuyển sang vùng Balkan, nơi đang gây xáo trộn khi các nỗ lực dân tộc chủ nghĩa đang cố gắng chấm dứt sự thống trị của người Ottoman. Cả Nga và Áo-Hung đều nhìn thấy cơ hội mở rộng trong khu vực này. Nga đặc biệt đảm nhận vai trò bảo vệ người Slav và Chính thống giáo Đông phương. Áo đã hình dung ra một đế chế đa sắc tộc, đa dạng về tôn giáo dưới sự kiểm soát của Viên. Bá tước Gyula Andrássy, người Hungary từng là Bộ trưởng Ngoại giao (1871-1879) coi trọng tâm trong chính sách của mình là phản đối sự bành trướng của Nga ở Balkan và ngăn chặn tham vọng của người Serbia nhằm thống trị một liên bang Nam Slav mới. Ông muốn Đức liên minh với Áo chứ không phải Nga.
Khi Nga đánh bại Thổ Nhĩ Kỳ trong một cuộc chiến, Hiệp ước San Stefano ở Áo được coi là quá thuận lợi cho Nga và các mục tiêu Chính thống giáo-Slav của nước này. Đại hội Berlin năm 1878 để Áo chiếm (nhưng không sát nhập) tỉnh Bosna và Hercegovina, một khu vực chủ yếu là người Slav. Năm 1914, các chiến binh người Slav ở Bosna bác bỏ kế hoạch tiếp quản toàn bộ khu vực của Áo; họ đã ám sát người thừa kế ngai vàng Áo và gây ra Thế chiến thứ nhất.

### Quyền bầu cử
Vào cuối thế kỷ 19, một nửa chế độ quân chủ kép ở Áo bắt đầu chuyển sang chủ nghĩa hợp hiến. Một hệ thống hiến pháp với nghị viện Reichsrat được thành lập và một dự luật về quyền bỏ phiếu cũng được ban hành vào năm 1867. Quyền tự quyết đối với hạ viện Reichstag dần dần được mở rộng cho đến năm 1907, khi quyền bầu cử bình đẳng cho tất cả các công dân nam được áp dụng.
Cuộc bầu cử lập pháp Cisleithania năm 1907 là cuộc bầu cử đầu tiên được tổ chức theo chế độ phổ thông đầu phiếu của nam giới sau khi một cuộc cải cách bầu cử bãi bỏ yêu cầu đóng thuế cử tri đã được hội đồng thông qua và được Hoàng đế Franz Joseph tán thành vào đầu năm. Tuy nhiên, việc phân bổ ghế dựa trên doanh thu thuế từ các bang.

## Nhân khẩu học
Dữ liệu sau đây dựa trên cuộc điều tra dân số chính thức của Áo-Hung được tiến hành vào năm 1910.

### Dân số và diện tích

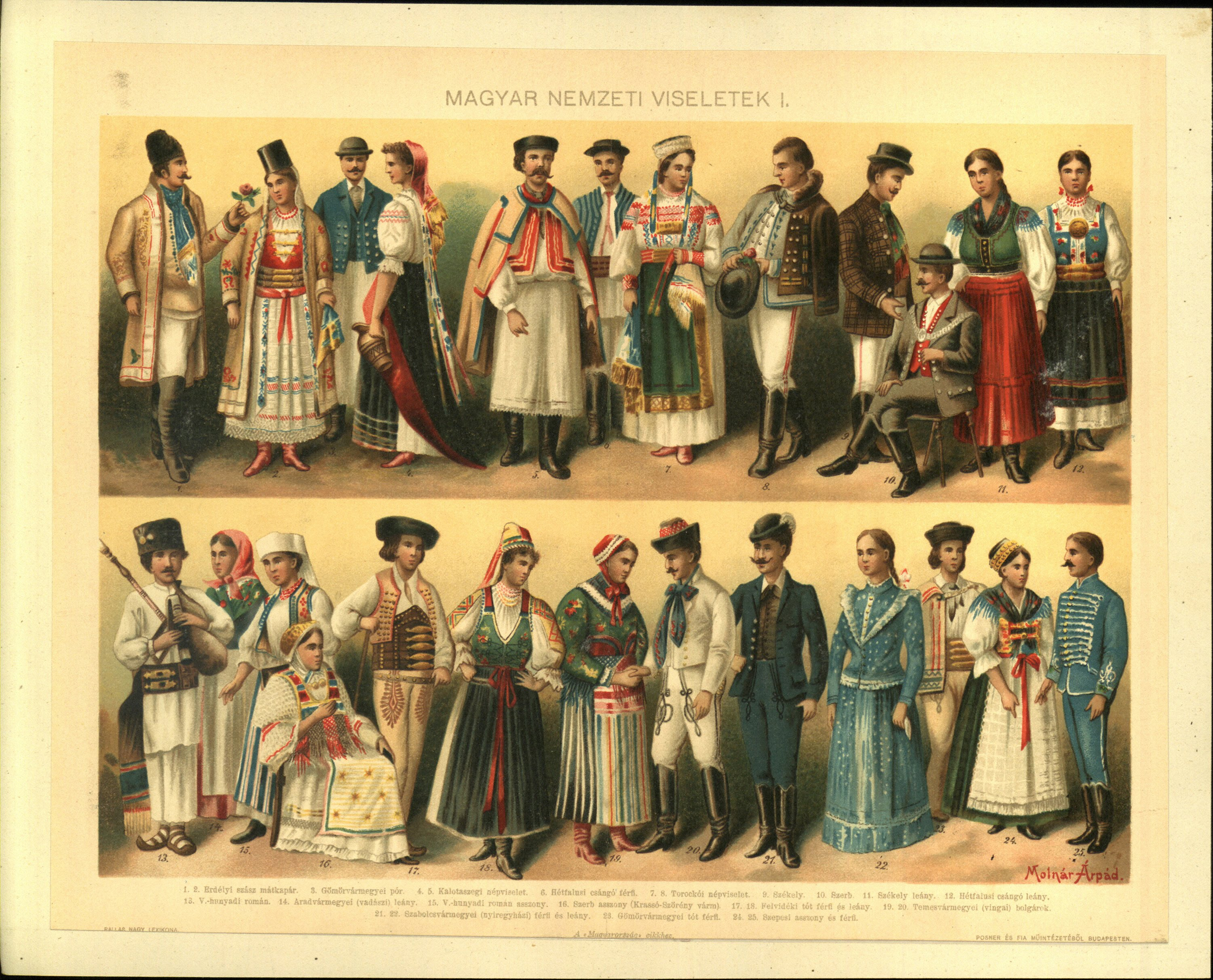
Trang phục truyền thống ở Hungary, cuối thế kỷ 19

| Khu vực                           | Diện tích lãnh thổ (km²)   | Dân số                          |
| --------------------------------- | -------------------------- | ------------------------------- |
| Đế quốc Áo                        | 300,005 (≈48% của Áo-Hung) | 28,571,934 (≈57.8% của Áo-Hung) |
| Vương quốc Hungary                | 325,411 (≈52% của Áo-Hung) | 20,886,487 (≈42.2% của Áo-Hung) |
| Bosnia & Herzegovina              | 51,027                     | 1,931,802                       |
| Sandžak (chiếm đóng đến năm 1909) | 8,403                      | 135,000                         |

### Ngôn ngữ
Tại Áo (Cisleithania), cuộc điều tra dân số năm 1910 đã ghi lại Umgangssprache, ngôn ngữ hàng ngày. Người Do Thái và những người sử dụng tiếng Đức trong cơ quan thường nói tiếng Đức như là Umgangssprache của họ, ngay cả khi có một Muttersprache khác. Có 36,8% tổng dân số nói tiếng Đức như ngôn ngữ mẹ đẻ của họ và hơn 71% cư dân nói một số tiếng Đức.
Tại Hungary (Transleithania), cuộc điều tra dân số chủ yếu dựa trên tiếng mẹ đẻ, 48,1% tổng dân số nói tiếng Hungary như ngôn ngữ mẹ đẻ của họ. Không tính Croatia-Slavonia tự trị, hơn 54,4% cư dân của Vương quốc Hungary là người nói tiếng Hungary bản địa (bao gồm cả người Do Thái - khoảng 5% dân số -, phần lớn họ nói tiếng Hungary).
Lưu ý rằng một số ngôn ngữ được coi là phương ngữ của các ngôn ngữ được sử dụng rộng rãi hơn. Ví dụ: trong điều tra dân số, các ngôn ngữ Rhaeto-Romance được tính là "tiếng Ý", trong khi tiếng Istria-România được tính là "tiếng Romania". Tiếng Yiddish được coi là "tiếng Đức" ở cả Áo và Hungary.
| Ngôn ngữ             | Số lượng người nói | %      |
| -------------------- | ------------------ | ------ |
| Tiếng Đức            | 12,006,521         | 23.36  |
| Tiếng Hungary        | 10,056,315         | 19.57  |
| Tiếng Séc            | 6,442,133          | 12.54  |
| Tiếng Serbia-Croatia | 5,621,797          | 10.94  |
| Tiếng Ba Lan         | 4,976,804          | 9.68   |
| Tiếng Ruthenia       | 3,997,831          | 7.78   |
| Tiếng Rumani         | 3,224,147          | 6.27   |
| Tiếng Slovak         | 1,967,970          | 3.83   |
| Tiếng Slovene        | 1,255,620          | 2.44   |
| Tiếng Ý              | 768,422            | 1.50   |
| Khác                 | 1,072,663          | 2.09   |
| Tổng cộng            | 51,390,223         | 100.00 |

| Vùng                 | Ngôn ngữ phổ biến nhất | Ngôn ngữ phổ biến nhất | Các ngôn ngữ khác (hơn 2%) | Các ngôn ngữ khác (hơn 2%) | Các ngôn ngữ khác (hơn 2%) | Các ngôn ngữ khác (hơn 2%) | Các ngôn ngữ khác (hơn 2%) | Các ngôn ngữ khác (hơn 2%) |
| -------------------- | ---------------------- | ---------------------- | -------------------------- | -------------------------- | -------------------------- | -------------------------- | -------------------------- | -------------------------- |
| Bohemia              | 63.2%                  | Tiếng Séc              | 36.45% (2,467,724)         | Tiếng Đức                  |                            |                            |                            |                            |
| Dalmatia             | 96.2%                  | Tiếng Serbia-Croatia   | 2.8%                       | Tiếng Ý                    |                            |                            |                            |                            |
| Galicia              | 58.6%                  | Tiếng Ba Lan           | 40.2%                      | Tiếng Ruthenia             | 1.1%                       | Tiếng Đức                  |                            |                            |
| Hạ Áo                | 95.9%                  | Tiếng Đức              | 3.8%                       | Tiếng Séc                  |                            |                            |                            |                            |
| Thượng Áo            | 99.7%                  | Tiếng Đức              | 0.2%                       | Tiếng Séc                  |                            |                            |                            |                            |
| Bukovina             | 38.4%                  | Tiếng Ruthenia         | 34.4%                      | Tiếng Rumani               | 21.2%                      | Tiếng Đức                  | 4.6%                       | Tiếng Ba Lan               |
| Công quốc Kärnten    | 78.6%                  | Tiếng Đức              | 21.2%                      | Tiếng Slovene              |                            |                            |                            |                            |
| Công quốc Kranjska   | 94.4%                  | Tiếng Slovene          | 5.4%                       | Tiếng Đức                  |                            |                            |                            |                            |
| Công quốc Salzburg   | 99.7%                  | Tiếng Đức              | 0.1%                       | Tiếng Séc                  |                            |                            |                            |                            |
| Silesia thuộc Áo     | 43.9%                  | Tiếng Đức              | 31.7%                      | Tiếng Ba Lan               | 24.3%                      | Tiếng Séc                  |                            |                            |
| Công quốc Steiermark | 70.5%                  | Tiếng Đức              | 29.4%                      | Tiếng Slovene              |                            |                            |                            |                            |
| Moravia              | 71.8%                  | Tiếng Séc              | 27.6%                      | Tiếng Đức                  | 0.6%                       | Tiếng Ba Lan               |                            |                            |
| Gorizia và Gradisca  | 59.3%                  | Tiếng Slovene          | 34.5%                      | Tiếng Ý                    | 1.7%                       | Tiếng Đức                  |                            |                            |
| Trieste              | 51.9%                  | Tiếng Ý                | 24.8%                      | Tiếng Slovene              | 5.2%                       | Tiếng Đức                  | 1.0%                       | Tiếng Serbia-Croatia       |
| Istria               | 41.6%                  | Tiếng Serbia-Croatia   | 36.5%                      | Tiếng Ý                    | 13.7%                      | Tiếng Slovene              | 3.3%                       | Tiếng Đức                  |
| Tyrol                | 57.3%                  | Tiếng Đức              | 38.9%                      | Tiếng Ý                    |                            |                            |                            |                            |
| Vorarlberg           | 95.4%                  | Tiếng Đức              | 4.4%                       | Tiếng Ý                    |                            |                            |                            |                            |

| Ngôn ngữ                            | Hungary      | Hungary       | Croatia-Slavonia | Croatia-Slavonia |
| Ngôn ngữ                            | Số người nói | % trên dân số | Số người nói     | % trên dân số    |
| ----------------------------------- | ------------ | ------------- | ---------------- | ---------------- |
| Tiếng Hungary                       | 9,944,627    | 54.5%         | 105,948          | 4.1%             |
| Tiếng România                       | 2,948,186    | 16.0%         | 846              | <0.1%            |
| Tiếng Slovak                        | 1,946,357    | 10.7%         | 21,613           | 0.8%             |
| Tiếng Đức                           | 1,903,657    | 10.4%         | 134, 078         | 5.1%             |
| Tiếng Serbia                        | 461,516      | 2.5%          | 644,955          | 24.6%            |
| Tiếng Ruthenia                      | 464,270      | 2.3%          | 8,317            | 0.3%             |
| Tiếng Croatia                       | 194,808      | 1.1%          | 1,638,354        | 62.5%            |
| Các ngôn ngữ khác và không xác định | 401,412      | 2.2%          | 65,843           | 2.6%             |
| Tổng số                             | 18,264,533   | 100%          | 2,621,954        | 100%             |

Các vùng lịch sử:
| Vùng           | Tiếng mẹ đẻ                                 | Ngôn ngữ Hungary            | Các ngôn ngữ khác                                                                                          |
| -------------- | ------------------------------------------- | --------------------------- | --- |
| Siebenbürgen   | Tiếng România – 2,819,467 (54%)             | 1,658,045 (31.7%)           | Tiếng Đức – 550,964 (10.5%)                                                                                |
| Thượng Hungary | Tiếng Slovak – 1,688,413 (55.6%)            | 881,320 (32.3%)             | Tiếng Đức – 198,405 (6.8%)                                                                                 |
| Délvidék       | Tiếng Serbia-Croatia – 601,770 (39.8%)      | 425,672 (28.1%)             | Tiếng Đức – 324,017 (21.4%) Tiếng România – 75,318 (5.0%) Tiếng Slovak – 56,690 (3.7%)                     |
| Transcarpathia | Tiếng Ruthenia – 330,010 (54.5%)            | 185,433 (30.6%)             | Tiếng Đức – 64,257 (10.6%)                                                                                 |

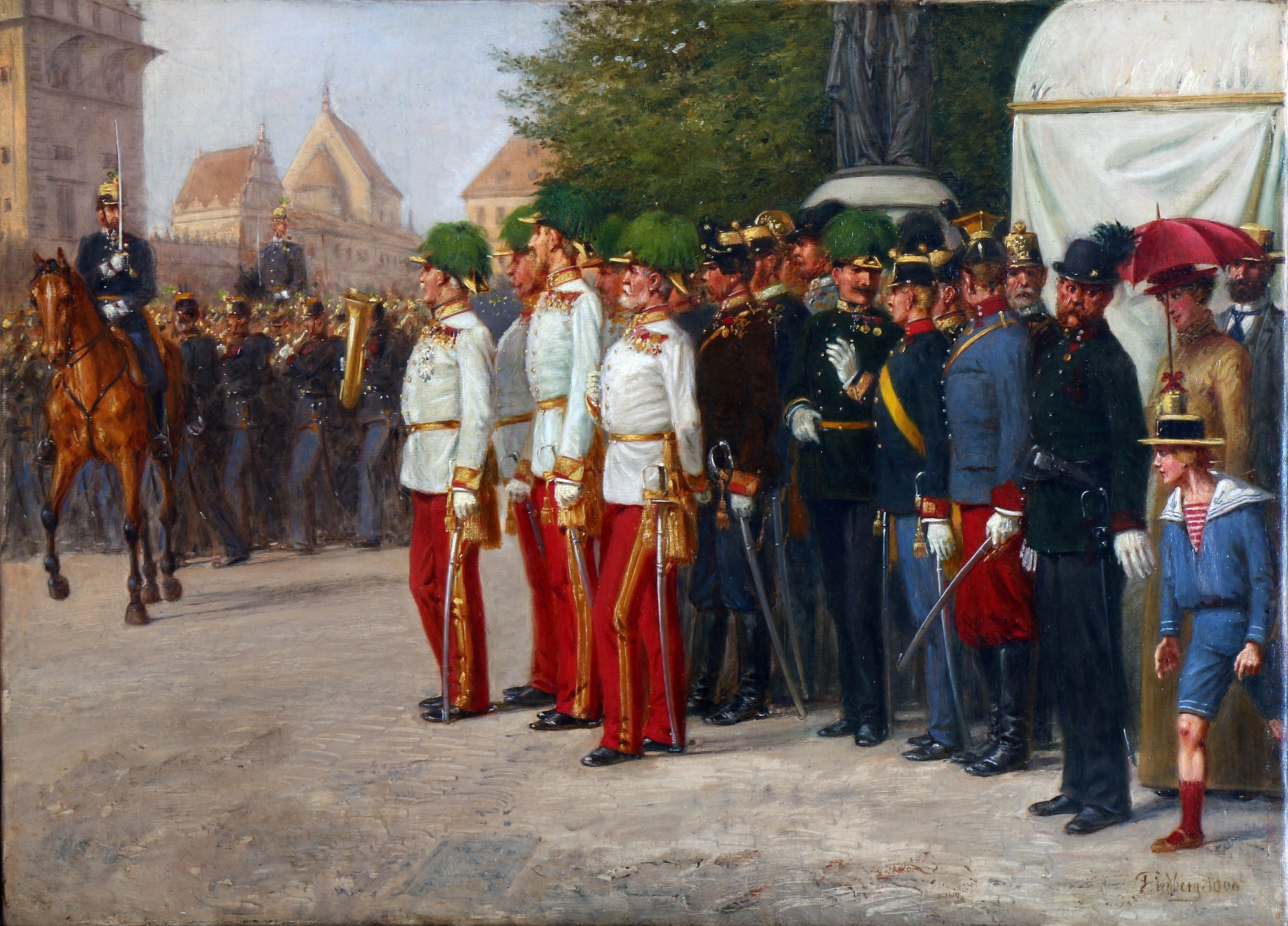
Diễu hành ở Praha, Vương quốc Bohemia, 1900

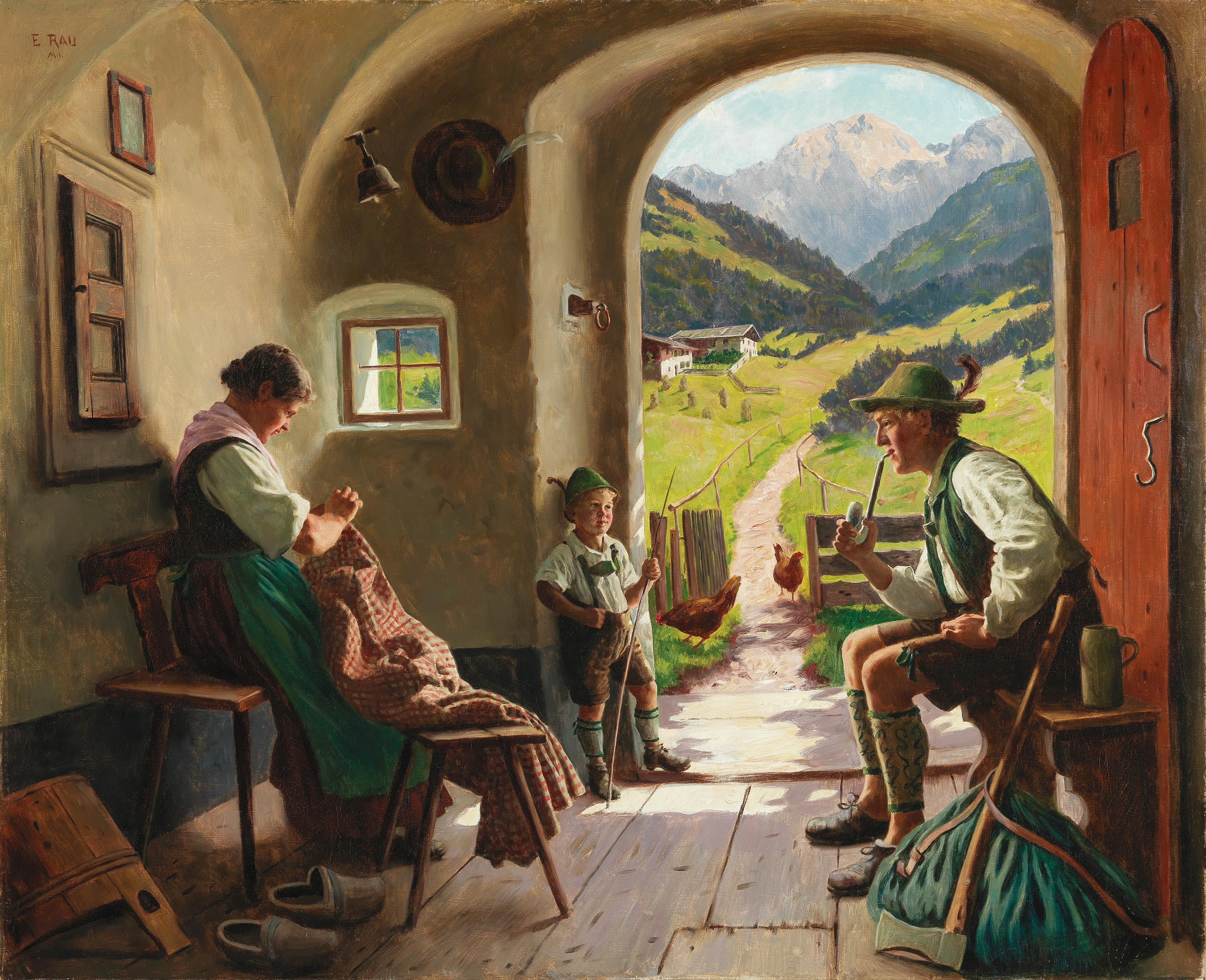
Trang phục truyền thống ở Tyrol

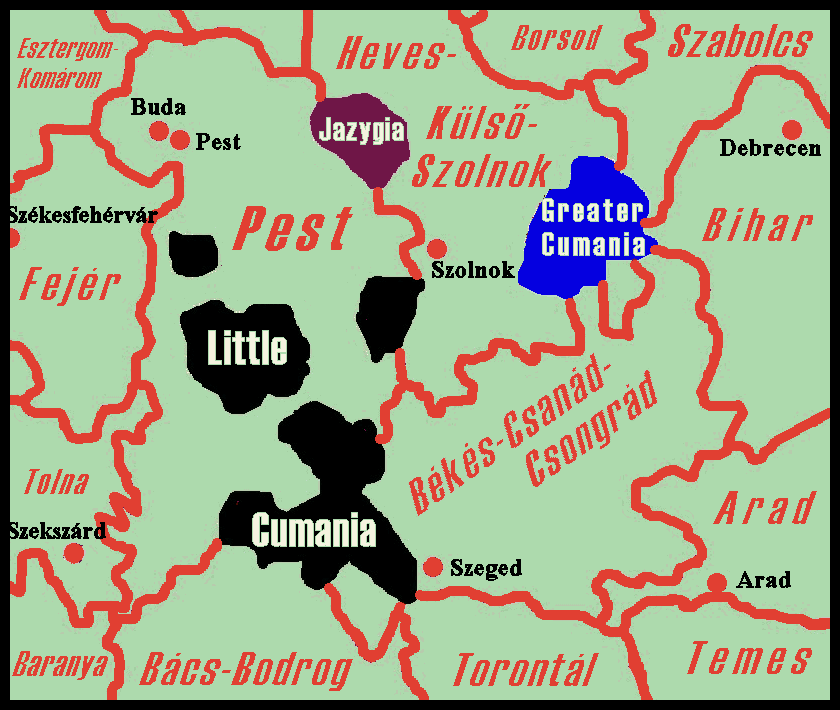
Người Cuman và người Jasz giữ quyền tự trị khu vực của họ (Cumania và Jazygia) cho đến năm 1876.

| Fiume          | Tiếng Ý – 24,212 (48.6%)                    | 6,493 (13%)                 | - Tiếng Croatia và tiếng Serbia – 13,351 (26.8%) - Tiếng Slovene – 2,336 (4.7%) - Tiếng Đức – 2,315 (4.6%) |
| Őrvidék        | Tiếng Đức – 217,072 (74.4%)                 | 26,225 (9%)                 | Tiếng Croatia – 43,633 (15%)                                                                               |
| Prekmurje      | Tiếng Slovene – 74,199 (80.4%) – trong 1921 | 14,065 (15.2%) – trong 1921 | Tiếng Đức – 2,540 (2.8%) – trong 1921                                                                      |

### Tôn giáo

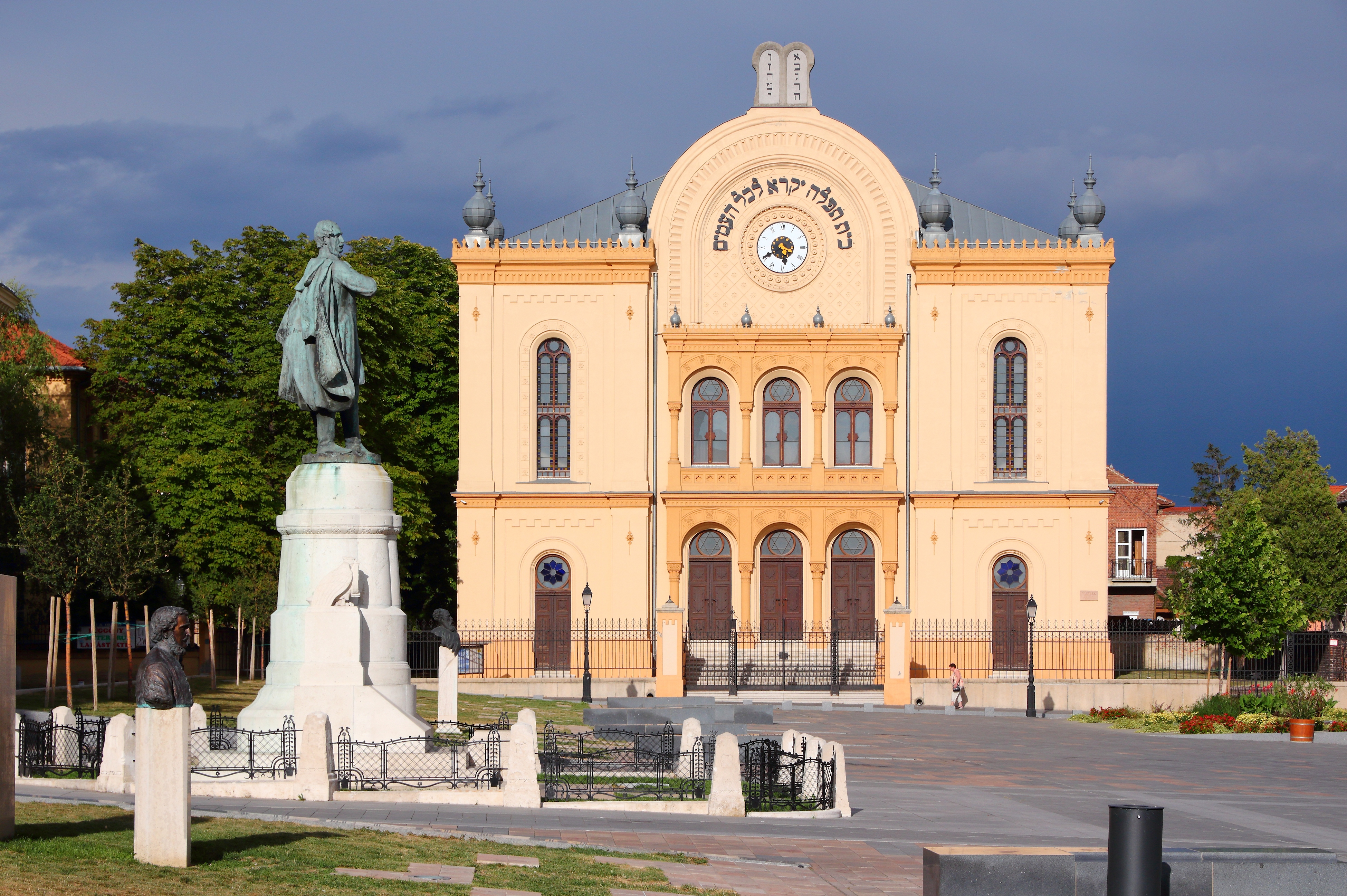
Đại giáo đường Do Thái phong cách La Mã ở Pécs do cộng đồng Neolog xây dựng vào năm 1869.

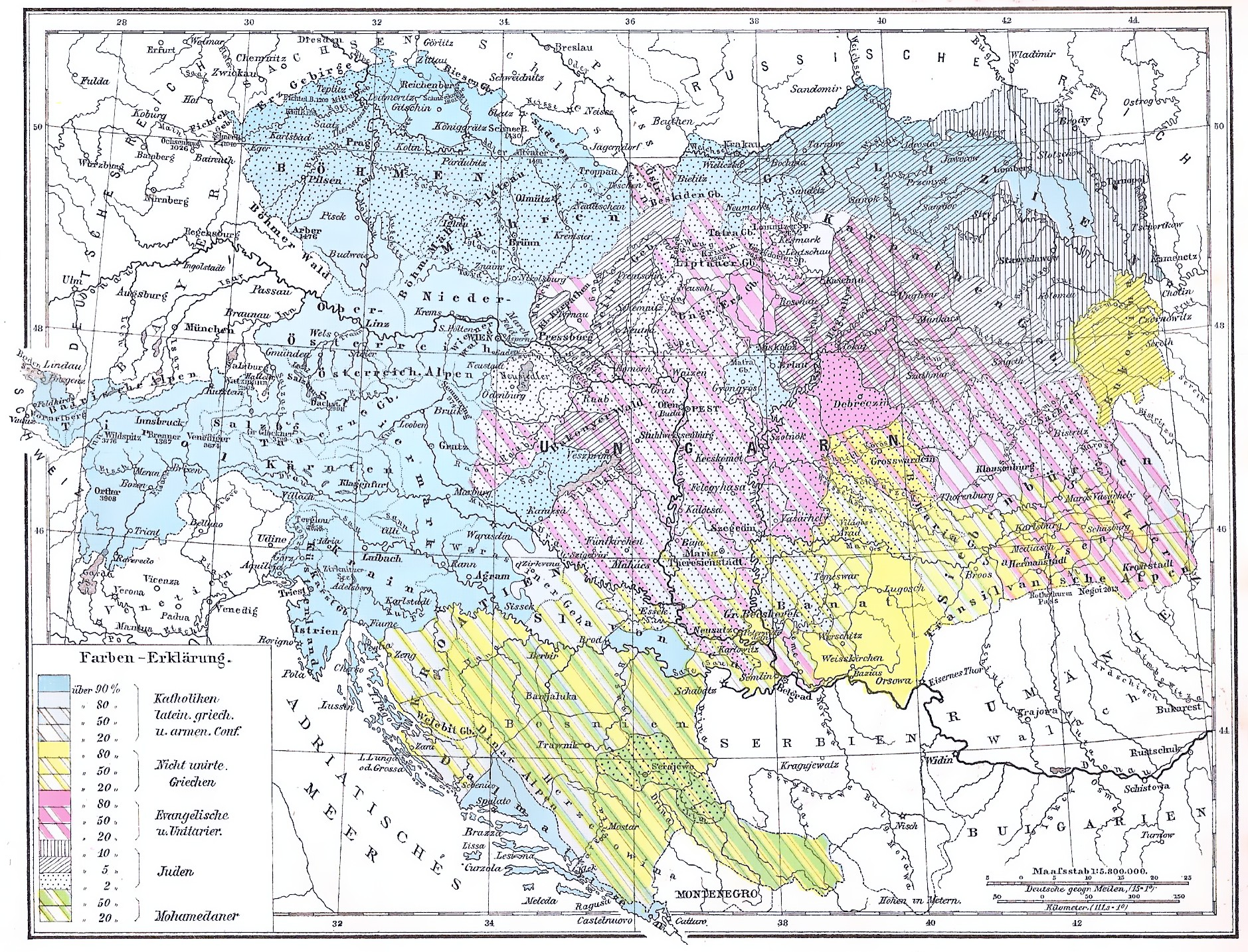
Các tôn giáo ở Áo-Hung từ ấn bản năm 1881 của Andrees Allgemeiner Handatlas. Người Công giáo (cả La Mã và Công giáo Đông phương) có màu xanh lam, màu tím của Tin lành, màu vàng của Chính thống giáo Đông phương và màu xanh lục của Hồi giáo.

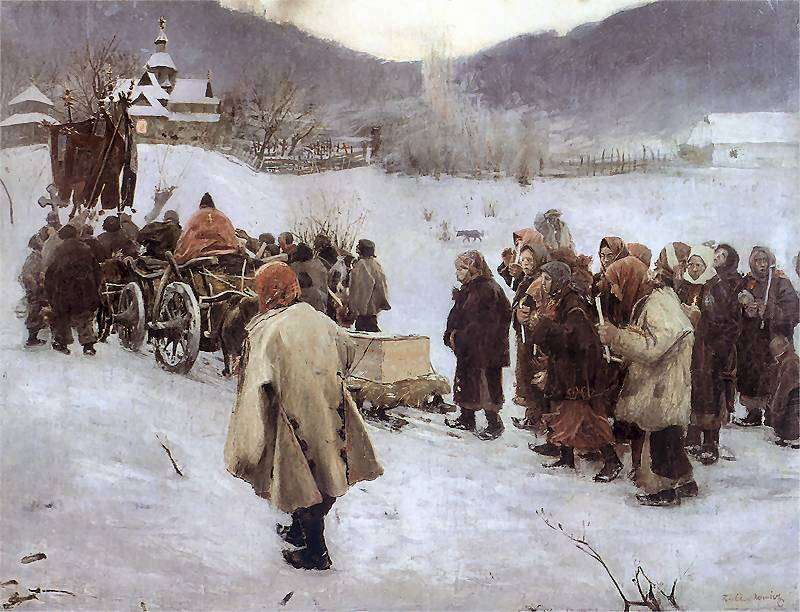
Tang lễ ở Galicia của Teodor Axentowicz, 1882

| Tôn giáo                                     | Áo-Hung | Áo/Cisleithania | Hungary/Transleithania | Bosna và Hercegovina |
| -------------------------------------------- | ------- | --------------- | ---------------------- | -------------------- |
| Giáo hội Công giáo (cả La Mã và phương Đông) | 76.6%   | 90.9%           | 61.8%                  | 22.9%                |
| Kháng Cách                                   | 8.9%    | 2.1%            | 19.0%                  | 0%                   |
| Chính thống giáo Đông phương                 | 8.7%    | 2.3%            | 14.3%                  | 43.5%                |
| Do Thái giáo                                 | 4.4%    | 4.7%            | 4.9%                   | 0.6%                 |
| Hồi giáo                                     | 1.3%    | 0%              | 0%                     | 32.7%                |

Chỉ có ở Đế quốc Áo:
| Tôn giáo                             | Áo                 |
| ------------------------------------ | ------------------ |
| Giáo hội Latinh                      | 79.1% (20,661,000) |
| Giáo hội Công giáo Đông phương       | 12% (3,134,000)    |
| Do Thái giáo                         | 4.7% (1,225,000)   |
| Chính thống giáo Đông phương         | 2.3% (607,000)     |
| Giáo hội Luther                      | 1.9% (491,000)     |
| Tôn giáo khác hoặc không có tôn giáo | 14,000             |

Chỉ ở Vương quốc Hungary:
| Tôn giáo                             | Hungary & Fiume   | Croatia & Slavonia |
| ------------------------------------ | ----------------- | ------------------ |
| Giáo hội Latinh                      | 49.3% (9,010,305) | 71.6% (1,877,833)  |
| Thần học Calvin                      | 14.3% (2,603,381) | 0.7% (17,948)      |
| Chính thống giáo Đông phương         | 12.8% (2,333,979) | 24.9% (653,184)    |
| Công giáo Đông phương                | 11.0% (2,007,916) | 0.7% (17,592)      |
| Giáo hội Luther                      | 7.1% (1,306,384)  | 1.3% (33,759)      |
| Do Thái giáo                         | 5.0% (911,227)    | 0.8% (21,231)      |
| Nhất vị luận                         | 0.4% (74,275)     | 0.0% (21)          |
| Tôn giáo khác hoặc không có tôn giáo | 0.1% (17,066)     | 0.0 (386)          |

### Các thành phố lớn nhất
Dữ liệu: điều tra dân số năm 1910
| Xếp hạng | Tên tiếng Anh hiện tại | Tên chính thức ngày nay | Khác                           | Quốc gia ngày nay | Dân số năm 1910                               | Dân số ngày nay                    |
| -------- | ---------------------- | ----------------------- | ------------------------------ | ----------------- | --------------------------------------------- | ---------------------------------- |
| 1.       | Viên                   | Wien                    | Bécs, Beč, Dunaj               | Áo                | 2,031,498 (không tính vùng ngoại ô 1,481,970) | 1,840,573 (vùng đô thị: 2,600,000) |
| 2.       | Prague                 | Prag, Praha             | Prága                          | Cộng hòa Séc      | 668,000 (không tính vùng ngoại ô 223,741)     | 1,301,132 (vùng đô thị: 2,620,000) |
| 3.       | Trieste                | Triest                  | Trieszt, Trst                  | Ý                 | 229,510                                       | 204,420                            |
| 4.       | Lviv                   | Lemberg, Lwów           | Ilyvó, Львів, Lvov, Львов      | Ukraina           | 206,113                                       | 728,545                            |
| 5.       | Kraków                 | Krakau, Kraków          | Krakkó, Krakov                 | Ba Lan            | 151,886                                       | 762,508                            |
| 6.       | Graz                   |                         | Grác, Gradec                   | Áo                | 151,781                                       | 328,276                            |
| 7.       | Brno                   | Brünn, Brno             | Berén, Börön, Börénvásár       | Cộng hòa Séc      | 125,737                                       | 377,028                            |
| 8.       | Chernivtsi             | Czernowitz              | Csernyivci, Cernăuți, Чернівці | Ukraina           | 87,128                                        | 242,300                            |
| 9.       | Plzeň                  | Pilsen, Plzeň           | Pilzen                         | Cộng hòa Séc      | 80,343                                        | 169,858                            |
| 10.      | Linz                   |                         | Linec                          | Áo                | 67,817                                        | 200,841                            |

| Hạng | Tên tiếng Anh hiện tại | Tên chính thức ngày nay | Khác                 | Quốc gia ngày nay | Dân số năm 1910                                       | Dân số ngày nay                    |
| ---- | ---------------------- | ----------------------- | -------------------- | ----------------- | ----------------------------------------------------- | ---------------------------------- |
| 1.   | Budapest               |                         | Budimpešta           | Hungary           | 1,232,026 (thành phố không tính vùng ngoại ô 880,371) | 1,735,711 (vùng đô thị: 3,303,786) |
| 2.   | Szeged                 |                         | Szegedin, Segedin    | Hungary           | 118,328                                               | 170,285                            |
| 3.   | Subotica               | Szabadka                | Суботица             | Serbia            | 94,610                                                | 105,681                            |
| 4.   | Debrecen               |                         |                      | Hungary           | 92,729                                                | 208,016                            |
| 5.   | Zagreb                 |                         | Zágráb, Agram        | Croatia           | 79,038                                                | 803,000 (vùng đô thị: 1,228,941)   |
| 6.   | Bratislava             | Pozsony                 | Pressburg, Prešporok | Slovakia          | 78,223                                                | 425,167                            |
| 7.   | Timișoara              | Temesvár                | Temeswar             | România           | 72,555                                                | 319,279                            |
| 8.   | Kecskemét              |                         |                      | Hungary           | 66,834                                                | 111,411                            |
| 9.   | Oradea                 | Nagyvárad               | Großwardein          | România           | 64,169                                                | 196,367                            |
| 10.  | Arad                   | Arad                    |                      | România           | 63,166                                                | 159,074                            |
| 11.  | Hódmezővásárhely       |                         |                      | Hungary           | 62,445                                                | 46,047                             |
| 12.  | Cluj-Napoca            | Kolozsvár               | Klausenburg          | România           | 60,808                                                | 324,576                            |
| 13.  | Újpest                 |                         |                      | Hungary           | 55,197                                                | 100,694                            |
| 14.  | Miskolc                |                         |                      | Hungary           | 51,459                                                | 157,177                            |
| 15.  | Pécs                   |                         |                      | Hungary           | 49,852                                                | 145,347                            |

### Quan hệ sắc tộc

Bản đồ ngôn ngữ dân tộc của Áo-Hung, 1910

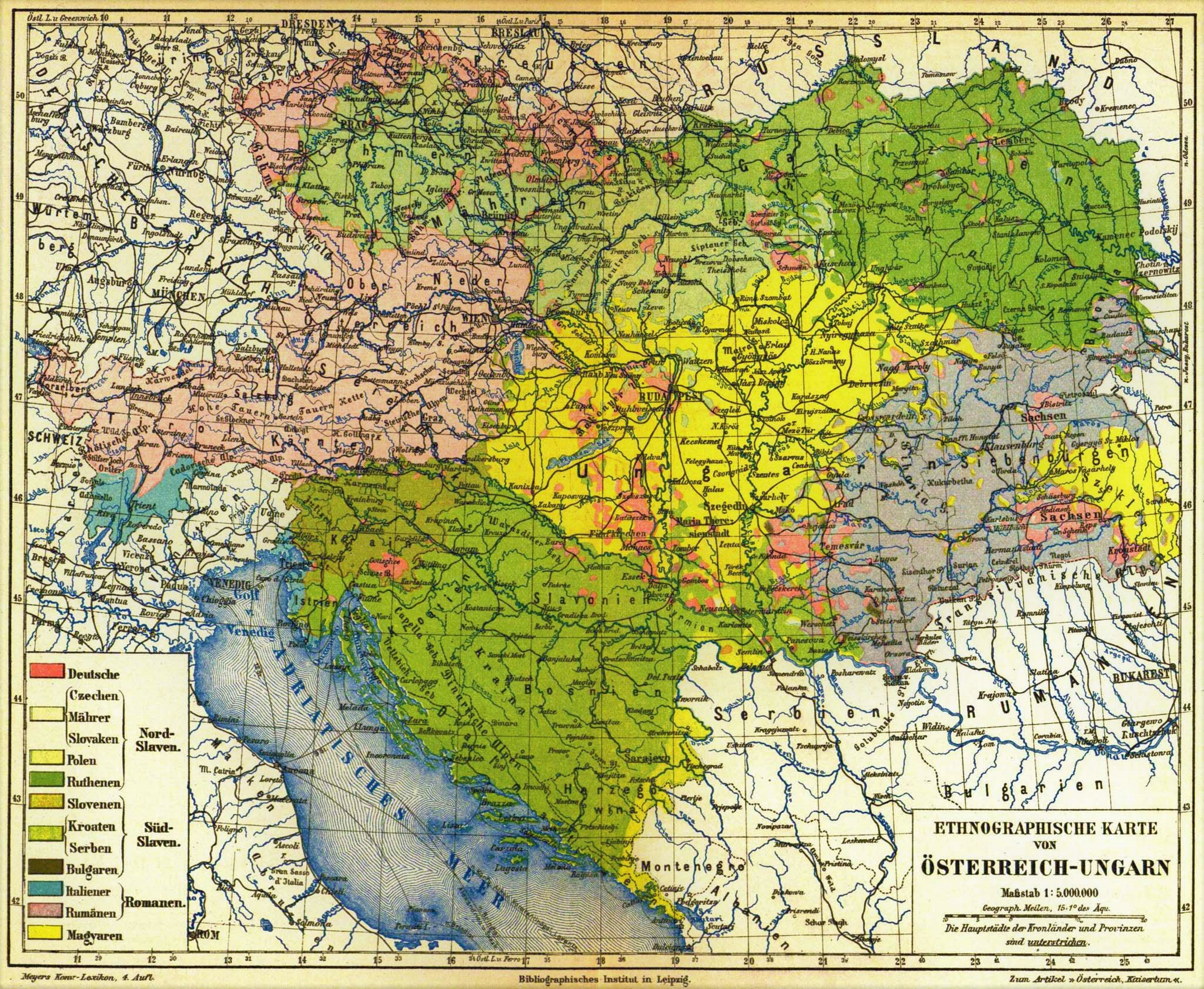
Bản đồ dân tộc học Meyers Konversations-Lexikon của Áo-Hung, 1885

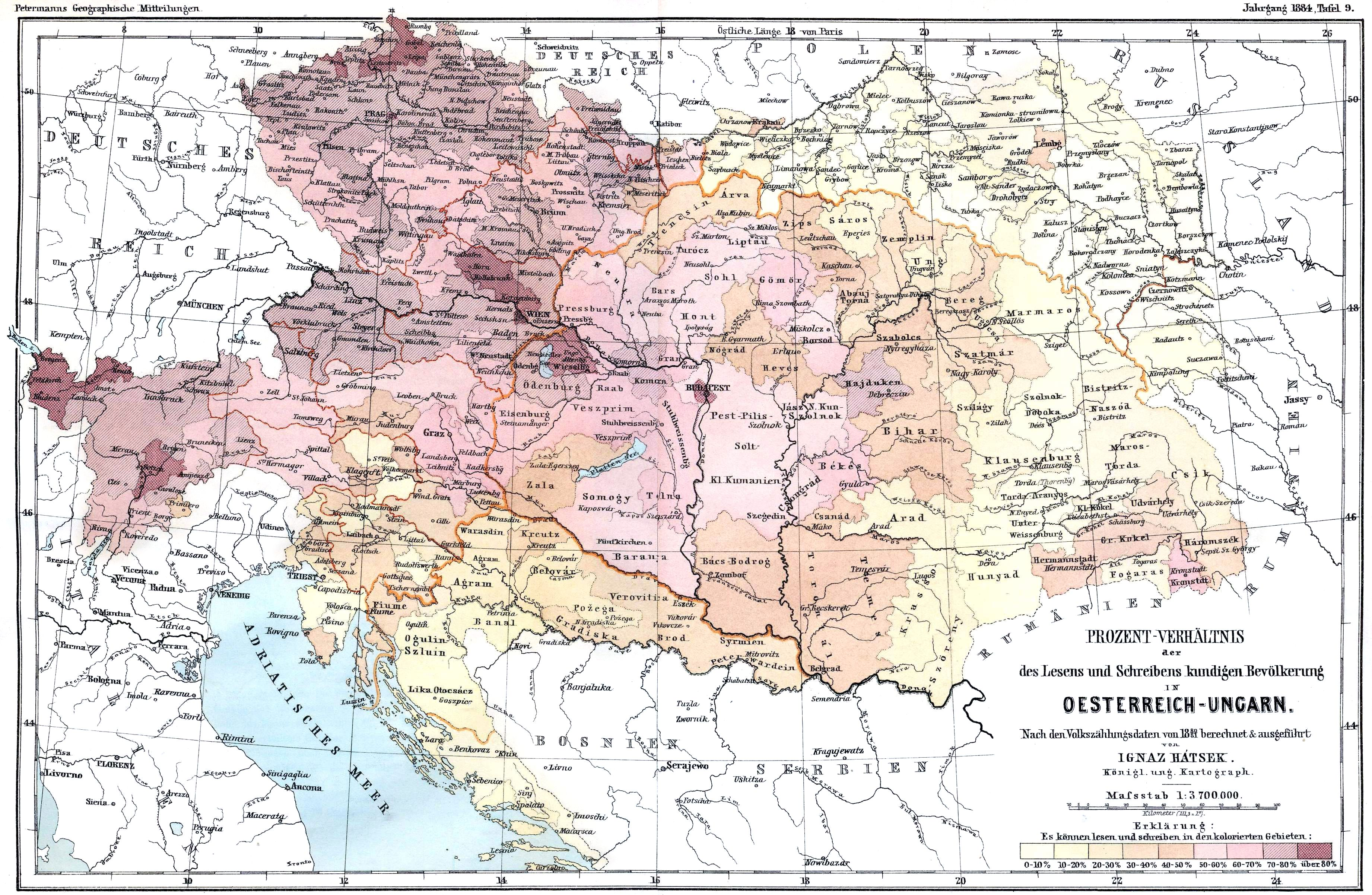
Tình trạng biết chữ ở Áo-Hung (điều tra dân số năm 1880)

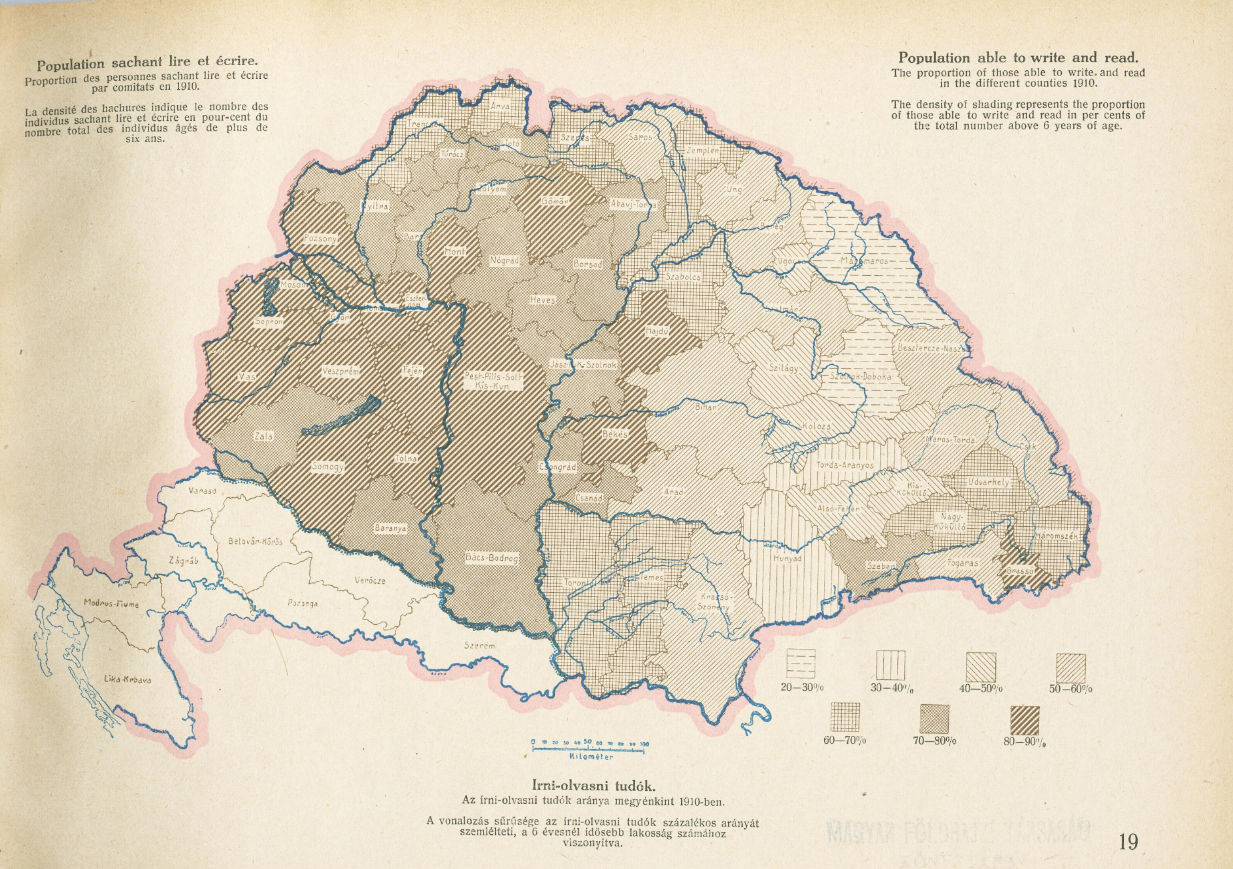
Tình trạng biết chữ theo quận ở Hungary vào năm 1910 (trừ Croatia)

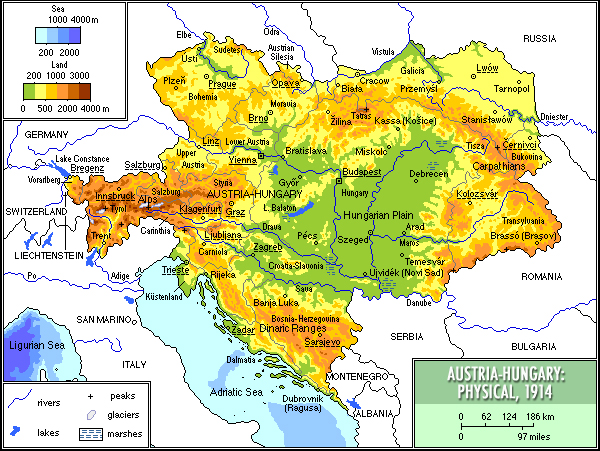
Bản đồ thực tế của Áo-Hung năm 1914

Sau khi Vương quốc Hungary đạt được Thỏa hiệp với Vương triều Habsburg vào năm 1867, một trong những hành động đầu tiên của Nghị viện được khôi phục là thông qua Luật Quốc tịch (Đạo luật số XLIV năm 1868). Đó là một bộ luật tự do và cung cấp nhiều quyền về ngôn ngữ và văn hóa. Nó không công nhận những người không phải Hungary có quyền thành lập các quốc gia với bất kỳ quyền tự trị lãnh thổ nào.
"Thỏa hiệp Áo-Hung năm 1867" đã tạo ra liên minh cá nhân của các quốc gia độc lập của Hungary và Áo, được liên kết dưới một quốc vương chung cũng có các thể chế chung. Đa số người Hungary nhận thức bản sắc dân tộc nhiều hơn trong Vương quốc Hungary và nó đã dẫn đến xung đột với một số dân tộc thiểu số ở Hungary. Quyền lực hoàng gia của những người nói tiếng Đức kiểm soát ở Áo cũng đã làm những dân tộc khác phẫn nộ. Ngoài ra, sự xuất hiện của chủ nghĩa dân tộc ở Romania và Serbia mới độc lập cũng góp phần vào các vấn đề sắc tộc.
Điều 19 của "Đạo luật Nhà nước Cơ bản" (Staatsgrundgesetz) năm 1867, chỉ có hiệu lực đối với Cisleithania (Áo) nói rằng:
Tất cả các dân tộc trong đế quốc đều có quyền bình đẳng và mọi dân tộc đều có quyền bất khả xâm phạm đối với việc bảo tồn và sử dụng quốc tịch và ngôn ngữ của mình. Sự bình đẳng của tất cả các ngôn ngữ phong tục ("landesübliche Sprachen") trong trường học, văn phòng và đời sống công cộng đều được nhà nước công nhận. Ở những vùng lãnh thổ có một số chủng tộc sinh sống, các cơ sở giáo dục và công cộng phải được sắp xếp sao cho không bắt buộc học ngôn ngữ nước thứ hai ("Landessprache"), mỗi dân tộc đều nhận được phương tiện giáo dục cần thiết bằng ngôn ngữ của mình.

Việc thực hiện nguyên tắc này đã dẫn đến một số tranh chấp vì không rõ ngôn ngữ nào có thể được coi là "phong tục". Người Đức, tầng lớp quan liêu, tư bản và văn hóa truyền thống, yêu cầu công nhận ngôn ngữ của họ như một ngôn ngữ phong tục ở mọi vùng của đế quốc. Những người theo chủ nghĩa dân tộc Đức, đặc biệt là ở Sudetenland (một phần của Bohemia), đã hướng về Berlin ở Đế quốc Đức mới. Có một thành phần nói tiếng Đức ở Áo (phía tây Viên), nhưng họ không thể hiện nhiều ý nghĩa về chủ nghĩa dân tộc Đức. Họ không đòi hỏi một nhà nước độc lập; thay vào đó, họ phát triển mạnh mẽ bằng cách nắm giữ hầu hết các cơ quan quân sự và ngoại giao cấp cao trong Đế quốc.
Tiếng Ý được giới trí thức Đức coi là "ngôn ngữ văn hóa" (Kultursprache) cũ và luôn được trao quyền bình đẳng như một ngôn ngữ chính thức của Đế quốc, nhưng người Đức khó chấp nhận các ngôn ngữ Slav là ngôn ngữ của họ. Trong một lần Bá tước A. Auersperg (Anastasius Grün) bước vào nghị viện Kranjska mang theo thứ mà ông ta tuyên bố là toàn bộ kho tàng văn học tiếng Slovene trong tay của mình; điều này để chứng minh rằng tiếng Slovene không thể thay thế cho tiếng Đức như là ngôn ngữ của giáo dục đại học.
Những năm tiếp theo chứng kiến sự công nhận chính thức của một số ngôn ngữ, ít nhất là ở Áo. Từ năm 1867, luật trao cho tiếng Croatia địa vị bình đẳng với tiếng Ý ở Dalmacija. Từ năm 1882, đa số người Slovene trong nghị viện Kranjska và ở thủ phủ Laibach (Ljubljana); họ đã thay thế tiếng Đức bằng tiếng Slovene làm ngôn ngữ chính thức chính. Galicia đã chỉ định tiếng Ba Lan thay vì tiếng Đức vào năm 1869 làm ngôn ngữ sử dụng trong chính quyền.
Tại Istria, người Romania-Istria, một nhóm dân tộc nhỏ gồm khoảng 2.600 người trong những năm 1880, đã bị phân biệt đối xử nghiêm trọng. Người Croatia trong khu vực, những người chiếm đa số, cố gắng đồng hóa họ, trong khi thiểu số người Ý ủng hộ họ trong yêu cầu tự quyết. Năm 1888, khả năng mở trường học đầu tiên cho người Romania-Istria dạy tiếng Romania đã được thảo luận trong Nghị viện Istria. Đề xuất đã rất được lòng họ. Các đại biểu Ý thể hiện sự ủng hộ của họ nhưng những người Croat phản đối điều đó và cố gắng chứng tỏ rằng người người Romania-Istria trên thực tế là người Slav. Trong thời kỳ thống trị của Áo-Hung, người Romania-Istria sống trong điều kiện nghèo đói và những người sống ở đảo Krk đã hoàn toàn bị đồng hóa vào năm 1875.
Tranh chấp ngôn ngữ diễn ra gay gắt nhất ở Bohemia, nơi những người nói tiếng Séc chiếm đa số và tìm kiếm vị thế bình đẳng cho ngôn ngữ của họ đối với tiếng Đức. Người Séc đã sống ở Bohemia từ thế kỷ thứ 6 và những người nhập cư Đức đã bắt đầu định cư vùng ngoại vi Bohemia vào thế kỷ 13. Hiến pháp năm 1627 đã đưa tiếng Đức trở thành ngôn ngữ chính thức thứ hai và ngang hàng với tiếng Séc. Những người nói tiếng Đức đã mất đa số trong Nghị viện Bohemia vào năm 1880 và trở thành thiểu số đối với những người nói tiếng Séc ở các thành phố Praha và Plzeň (trong khi vẫn giữ một phần lớn số lượng nhỏ ở thành phố Brno (Brünn)). Đại học Karl ở Praha đến nay vẫn do người nói tiếng Đức thống trị, được chia thành các khoa nói tiếng Đức và tiếng Séc vào năm 1882.

#### Người Do Thái

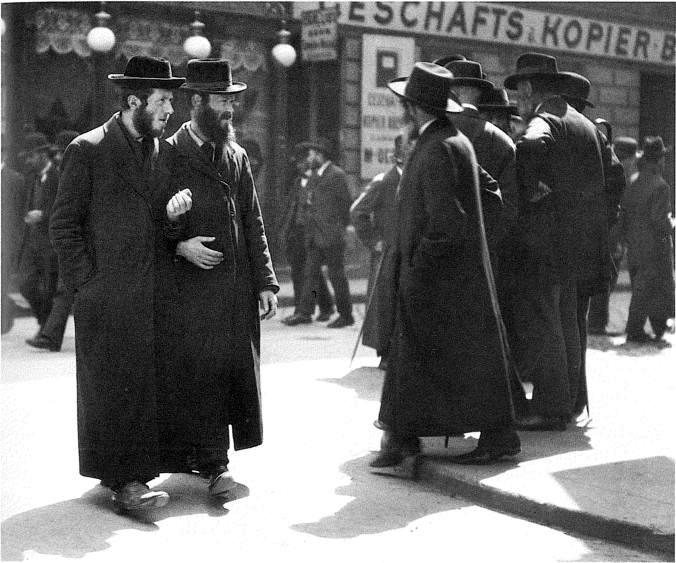
Người Do Thái chính thống từ Galicia ở Leopoldstadt, Viên, 1915

Trong những năm 1900, có khoảng hai triệu người người Do Thái ở Đế quốc Áo-Hung; vị trí của họ rất mơ hồ. Chính trị theo chủ nghĩa dân túy và chủ nghĩa bài Do Thái của Đảng Xã hội Cơ đốc giáo đôi khi được xem là hình mẫu cho chủ nghĩa Quốc xã của Adolf Hitler. Các đảng phái và phong trào chủ nghĩa bài Do Thái đã tồn tại nhưng chính phủ Viên và Budapest đã không khởi xướng các cuộc tấn công hoặc thực hiện các chính sách bài Do Thái chính thức. Họ sợ rằng bạo lực sắc tộc như vậy có thể kích động các dân tộc thiểu số khác và leo thang ngoài tầm kiểm soát. Các đảng phái chống đối vẫn ở ngoại vi của lĩnh vực chính trị do mức độ phổ biến thấp của họ trong các cuộc bầu cử quốc hội
Vào thời kỳ đó, phần lớn người Do Thái ở Áo-Hung sống trong các thị trấn nhỏ (shtetl) ở Galicia và các vùng nông thôn ở Hungary và Bohemia; tuy nhiên, họ có các cộng đồng lớn và thậm chí là chiếm đa số ở địa phương thuộc các quận trung tâm thành phố Viên, Budapest và Prague. Trong số các lực lượng quân sự trước Thế chiến thứ nhất của các cường quốc châu Âu lớn, quân đội Áo-Hung hầu như đơn độc trong việc thường xuyên thăng chức người Do Thái lên các vị trí chỉ huy. Trong khi dân số Do Thái ở các vùng đất của Chế độ quân chủ kép là khoảng năm phần trăm, thì người Do Thái chiếm gần mười tám phần trăm trong quân đoàn sĩ quan dự bị. Nhờ tính hiện đại của hiến pháp và lòng nhân từ của hoàng đế Franz Joseph, người Do Thái ở Áo coi kỷ nguyên Áo-Hung là kỷ nguyên vàng trong lịch sử của họ. Đến năm 1910, khoảng 900.000 người Do Thái theo tôn giáo chiếm khoảng 5% dân số Hungary và khoảng 23% công dân Budapest. Người Do Thái chiếm 54% chủ doanh nghiệp thương mại, 85% giám đốc và chủ sở hữu các tổ chức tài chính, ngân hàng và 62% tổng số nhân công trong lĩnh vực thương mại, 20% tổng số sinh viên trường trung học phổ thông nói chung và 37% tổng số sinh trường trung học phổ thông định hướng khoa học thương mại, 31,9% tổng số sinh viên kỹ thuật và 34,1% tổng số sinh viên các khoa nhân văn của các trường đại học. Người Do Thái chiếm 48,5% tổng số bác sĩ và 49,4% tổng số luật sư/luật gia ở Hungary. Lưu ý: Số lượng người Do Thái được tái tạo từ các cuộc điều tra tôn giáo. Họ không bao gồm những người gốc Do Thái đã cải sang Cơ đốc giáo hoặc người vô thần. Trong số nhiều thành viên quốc hội Hungary có nguồn gốc Do Thái, thành viên người Do Thái nổi tiếng nhất trong đời sống chính trị Hungary là Vilmos Vázsonyi với tư cách là Bộ trưởng Tư pháp, Samu Hazai là Bộ trưởng Bộ Chiến tranh, János Teleszky là Bộ trưởng Tài chính, János Harkányi là Bộ trưởng Thương mại và József Szterényi là Bộ trưởng Thương mại.

### Giáo dục

#### Đế quốc Áo
Tiểu học và trung học cơ sở
Việc tổ chức các trường tiểu học của Áo dựa trên nguyên tắc bắt buộc đi học, giáo dục miễn phí và giáo dục công bằng được truyền đạt bằng ngôn ngữ của trẻ. Sát cánh với những trường tư thục hiện hữu này. Tỷ lệ trẻ em học trường tư thục so với số trẻ em học trường tiểu học công lập vào năm 1912 là 144.000 đến 4,5 triệu, tức là một phần ba mươi. Do đó, lời buộc tội làm mất tính dân tộc trẻ em thông qua Schulvereine phải được chấp nhận một cách thận trọng. Các chi phí cho giáo dục được phân bổ như sau: các xã xây dựng trường học, các tiểu khu chính trị (Bezirke) trả lương cho giáo viên, lãnh thổ vương địa trợ cấp và Nhà nước bổ nhiệm các thanh tra viên. Vì Nhà nước giám sát các trường học mà không cần duy trì chúng, nó có thể tăng nhu cầu của mình mà không bị cản trở bởi các cân nhắc tài chính. Điều đáng chú ý là sự khác biệt giữa ước tính giáo dục của Nhà nước ở Áo và ở Hungary là một trong 9,3 triệu ở nước này so với 67,6 ở lần sau. Dưới thời Áo, có 40 học giả thuộc một quốc tịch được tìm thấy ở khắp nơi trong bán kính 5 km. một trường học phải được thành lập trong đó ngôn ngữ của họ được sử dụng, các trường học quốc gia được đảm bảo ngay cả đối với các nhóm ngôn ngữ thiểu số. Thật ra những trường này đều do các cộng đồng công nghiệp Đức chi trả vì những người lao động Slav khi nhập cư có được trường học bằng ngôn ngữ của họ. Số trường tiểu học tăng từ 19.016 trường năm 1900 lên 24.713 trường năm 1913; số học giả từ 3.490.000 năm 1900 lên 4.630.000 vào năm 1913.
Các trường đại học ở Đế quốc Áo
Trường đại học đầu tiên ở nửa Đế quốc Áo (Đại học Karl) được thành lập bởi Hoàng đế Karl IV tại Praha vào năm 1347. Trường đại học lâu đời thứ hai (Đại học Viên) được thành lập bởi Công tước Rudolph IV vào năm 1365.
Các cơ sở giáo dục đại học chủ yếu dùng tiếng Đức, nhưng bắt đầu từ những năm 1870, sự thay đổi ngôn ngữ bắt đầu xảy ra. Những cơ sở học thuật này vào giữa thế kỷ 19 chủ yếu do người Đức nắm giữ, đã được chuyển đổi thành các cơ sở học thuật quốc gia Ba Lan ở Galicia, ở Bohemia và Moravia tách thành các cơ sở tiếng Đức và Séc. Vì vậy, tiếng Đức, tiếng Séc và tiếng Ba Lan đều được dùng. Nhưng bây giờ các quốc gia nhỏ hơn cũng đã lên tiếng: người Ruthenia, người Slovene và người Ý. Người Ruthenia yêu cầu ban đầu, theo quan điểm của đặc điểm chủ yếu là người Ruthenia ở Đông Galicia, một phân vùng quốc gia của trường đại học tiếng Ba Lan hiện có ở đó. Vì lúc đầu người Ba Lan không chịu khuất phục, các cuộc biểu tình và đình công của sinh viên Ruthenia đã phát sinh và người Ruthenia không còn bằng lòng với việc đảo ngược một số vị trí chuyên môn riêng biệt và với các khóa học song song của các bài giảng. Theo một hiệp ước được ký kết vào ngày 28 tháng 1 năm 1914, người Ba Lan hứa hẹn một trường đại học tiếng Ruthenia; nhưng do chiến tranh mà yêu cầu đã mất hiệu lực. Người Ý hầu như không thể yêu cầu một trường đại học của riêng họ dựa trên dân số (vào năm 1910, họ đã lên tới 783.000 người), nhưng họ càng khẳng định điều đó dựa trên nền văn hóa cổ đại của họ. Tất cả các bên đã đồng ý rằng phải thành lập một khoa luật tiếng Ý; khó khăn nằm ở việc lựa chọn địa điểm. Người Ý yêu cầu Trieste; nhưng Chính phủ e ngại để cảng Adriatic này trở thành trung tâm của một vùng đất đỏ; hơn nữa những người Slav phía Nam của thành phố mong muốn nó không bị ảnh hưởng bởi một cơ sở giáo dục bằng tiếng Ý. Bienerth vào năm 1910 đã mang lại một thỏa hiệp; cụ thể là nó nên được thành lập ngay lập tức, ổn định tình hình tạm thời ở Viên và sẽ được chuyển giao trong vòng 4 năm tới lãnh thổ quốc gia Ý. Liên minh Quốc gia Đức (Nationalverband) đã đồng ý mở rộng sự tiếp đón tạm thời cho trường đại học tiếng Ý ở Viên nhưng hội Nam Slav Hochschule yêu cầu đảm bảo rằng việc chuyển giao sau này đến các tỉnh ven biển sẽ không được dự tính cùng với sự thành lập đồng thời của các vị trí giáo sư người Slovene ở Praha và Cracow và các bước sơ bộ hướng tới việc thành lập một trường đại học Nam Slav ở Laibach. Nhưng mặc dù liên tục gia hạn các cuộc đàm phán nhưng vẫn không thể đi đến bất kỳ thỏa thuận nào cho đến khi chiến tranh bùng nổ, tất cả các dự án cho một trường đại học tiếng Ruthenia ở Lemberg, một trường đại học tiếng Slovene ở Laibach và một trường đại học tiếng Séc thứ hai ở Moravia vẫn chưa được thực hiện.

#### Vương quốc Hungary
Tiểu học và trung học cơ sở
Một trong những biện pháp đầu tiên của chính phủ Hungary mới thành lập là cung cấp các trường bổ túc cho các nhân vật phi giáo phái. Theo một đạo luật được thông qua vào năm 1868, việc đi học là bắt buộc đối với tất cả trẻ em từ 6 đến 12 tuổi. Các chính quyền địa phương hoặc giáo xứ nhất định phải duy trì các trường tiểu học và họ được quyền được hưởng thêm 5% thuế nhà nước thu được để duy trì. Nhưng số lượng các trường tiểu học do nhà nước trợ cấp liên tục tăng lên do việc phổ biến ngôn ngữ Hungary sang các chủng tộc khác thông qua các trường tiểu học là một trong những mối quan tâm chính của chính phủ Hungary và đã được theo đuổi quyết liệt. Năm 1902, ở Hungary có 18.729 trường tiểu học với 32.020 giáo viên, 2.573.377 học sinh theo học. Con số này vào năm 1877 là 15.486 trường với 20.717 giáo viên, 1.559.636 học sinh theo học. Trong 61% các trường này, ngôn ngữ được sử dụng duy nhất là tiếng Hungary, khoảng 6-20% trường dùng nhiều ngôn ngữ và một số trường còn lại dùng một số ngôn ngữ không phải tiếng Hungary. Năm 1902, 80,56% trẻ em trong độ tuổi đi học thực sự được đến trường. Kể từ năm 1891, các trường học dành cho trẻ em từ 3 đến 6 tuổi được duy trì bởi các chính quyền địa phương hoặc bởi nhà nước.
Giáo dục công của Hungary bao gồm ba nhóm cơ sở giáo dục khác: trường trung học cơ sở hoặc trung học cơ sở, "trường trung học" và trường kỹ thuật. Các trường trung học cơ sở bao gồm các trường cổ điển (gymnasia) dự bị cho các trường đại học và các "trường trung học" khác, và các trường hiện đại (Realschulen) dự bị cho các trường kỹ thuật. Quá trình nghiên cứu của họ nói chung là tám năm, và họ được duy trì hầu hết bởi nhà nước. Phòng tập thể dục do nhà nước duy trì hầu hết mới được thành lập gần đây, nhưng một số trường học do các nhà thờ khác nhau duy trì đã tồn tại trong ba hoặc đôi khi bốn thế kỷ. Số trường trung học cơ sở năm 1902 là 243 trường với 4705 giáo viên, 71.788 học sinh; năm 1880, con số của họ là 185, với 40.747 học sinh theo học.
Các trường đại học ở Vương quốc Hungary
Vào năm 1276, trường đại học Veszprém bị phá hủy bởi quân đội của Péter Csák và nó không bao giờ được xây dựng lại. Một trường đại học được thành lập bởi Lajos I của Hungary tại Pécs vào năm 1367. Sigismund thành lập một trường đại học tại Óbuda vào năm 1395. Một trường đại học khác, Universitas Istropolitana, được thành lập năm 1465 tại Pozsony (nay là Bratislava ở Slovakia) bởi Hunyadi Mátyás. Không có trường đại học thời trung cổ nào tồn tại sau các cuộc chiến tranh Ottoman. Đại học Nagyszombat được thành lập vào năm 1635 và chuyển đến Buda vào năm 1777 và nó được gọi là Đại học Eötvös Loránd ngày nay. Viện công nghệ đầu tiên trên thế giới được thành lập tại Selmecbánya, Vương quốc Hungary (từ năm 1920 Banská Štiavnica, nay là Slovakia) vào năm 1735. Kế thừa hợp pháp của nó là Đại học Miskolc ở Hungary. Đại học Kinh tế và Công nghệ Budapest (BME) được coi là viện công nghệ lâu đời nhất trên thế giới với thứ hạng và cấu trúc đại học. Tiền thân hợp pháp của nó là Viện Geometrico-Hydrotechnicum được thành lập vào năm 1782 bởi Hoàng đế Joseph II.
Các trường cao học bao gồm các trường đại học trong đó Hungary có 5 trường. Tất cả đều do nhà nước duy trì: tại Budapest (thành lập năm 1635), tại Kolozsvár (thành lập năm 1872) và tại Zagreb (thành lập năm 1874). Các trường đại học mới hơn được thành lập ở Debrecen vào năm 1912 và trường đại học Pozsony được tái lập sau nửa thiên niên kỷ vào năm 1912. Họ có bốn khoa: thần học, luật, triết học và y khoa (trường đại học ở Zagreb không có khoa y). Ngoài ra còn có mười trường cao học luật được gọi là học viện, vào năm 1900 đã có 1569 học sinh theo học. Trường Bách khoa ở Budapest, được thành lập vào năm 1844, bao gồm bốn khoa và có 1772 học sinh theo học vào năm 1900, cũng được coi là một trường cao học. Ở Hungary vào năm 1900, có 49 trường cao đẳng thần học, 29 trường Công giáo, 5 trường Uniat Hy Lạp, 4 trường Chính thống giáo Hy Lạp, 10 trường Tin lành và một trường Do Thái. Các trường chuyên ngành gồm các trường khai khoáng chính ở Selmeczbánya, Nagyág và Felsőbánya; các trường cao đẳng nông nghiệp chính tại Debreczen và Kolozsvár; và có một trường lâm nghiệp ở Selmeczbánya, các trường cao đẳng quân sự ở Budapest, Kassa, Déva và Zagreb và một trường hải quân ở Fiume. Ngoài ra còn có một số học viện đào tạo giáo viên và một số lượng lớn các trường thương mại, một số trường nghệ thuật về thiết kế, hội họa, điêu khắc, âm nhạc.
| Các quốc tịch chính ở Hungary | Tỷ lệ biết chữ năm 1910 |
| ----------------------------- | ----------------------- |
| Tiếng Đức                     | 70.7%                   |
| Tiếng Hungary                 | 67.1%                   |
| Tiếng Croatia                 | 62.5%                   |
| Tiếng Slovak                  | 58.1%                   |
| Tiếng Serbia                  | 51.3%                   |
| Tiếng România                 | 28.2%                   |
| Tiếng Ruthenia                | 22.2%                   |

## Kinh tế

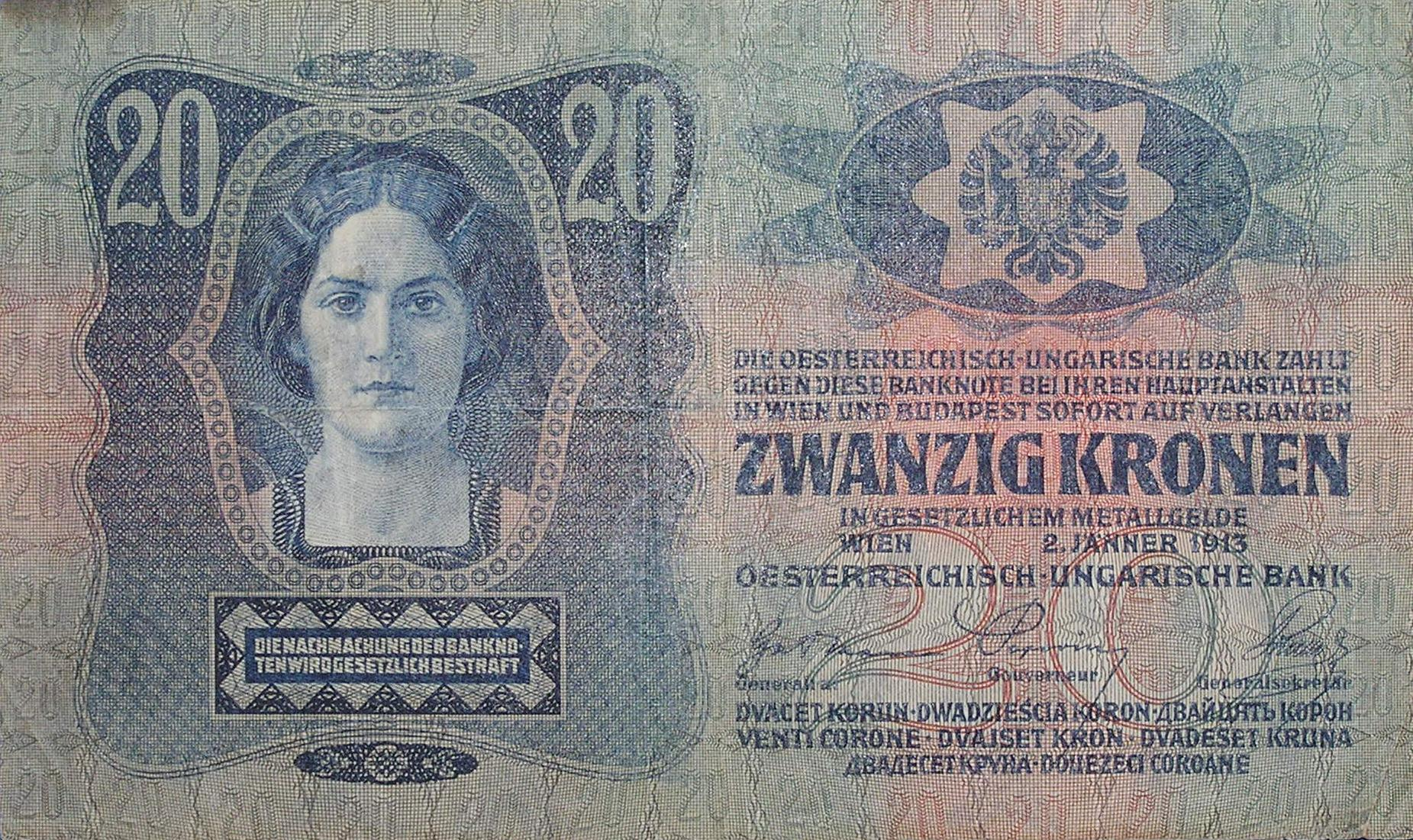
Tờ tiền 20 krone của Chế độ quân chủ kép, sử dụng tất cả các ngôn ngữ chính thức và được công nhận trừ tiếng Hungary

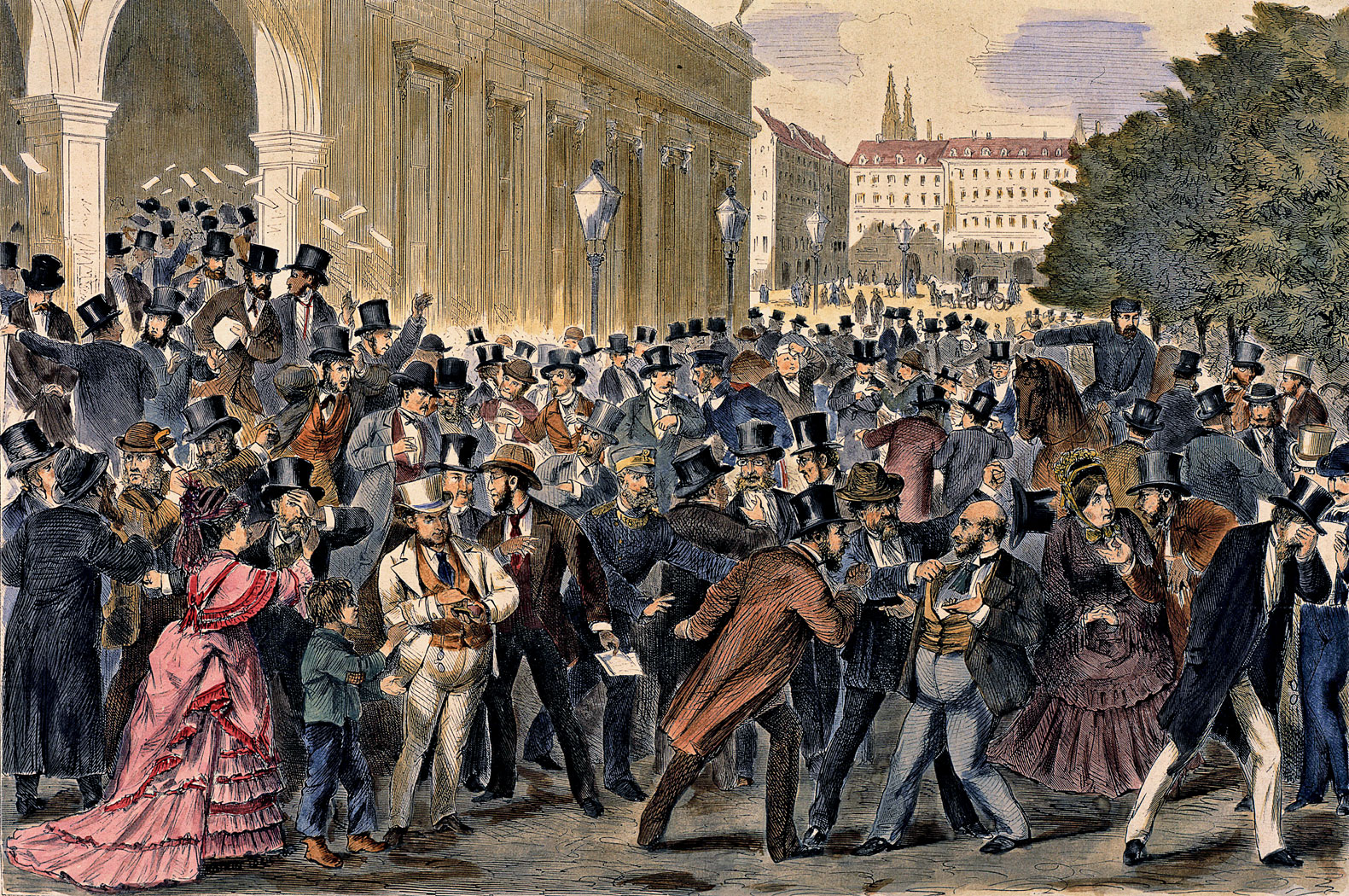
Thứ sáu đen ngày 9 tháng 5 năm 1873, Sở giao dịch chứng khoán Viên. Khủng hoảng năm 1873 và Cuộc suy thoái dài sau đó.

Nền kinh tế Áo-Hung đã thay đổi đáng kể trong thời kỳ Chế độ quân chủ kép. Phương thức sản xuất tư bản chủ nghĩa đã lan rộng khắp Đế quốc trong suốt 50 năm tồn tại của nó. Thay đổi công nghệ làm tăng tốc độ công nghiệp hóa và đô thị hóa. Sở giao dịch chứng khoán đầu tiên của Áo (Wiener Börse) được mở vào năm 1771 tại Viên, sở giao dịch chứng khoán đầu tiên của Vương quốc Hungary (Sở giao dịch chứng khoán Budapest) được mở tại Budapest vào năm 1864. Ngân hàng trung ương (Ngân hàng phát hành) được thành lập như Ngân hàng Quốc gia Áo năm 1816. Năm 1878, nó chuyển đổi thành Ngân hàng Quốc gia Áo-Hung với các văn phòng chính ở cả Viên và Budapest. Ngân hàng trung ương được điều hành bởi các thống đốc và phó thống đốc luân phiên người Áo hoặc Hungary.
Tổng sản phẩm quốc dân trên đầu người tăng khoảng 1,76% mỗi năm từ năm 1870 đến năm 1913. Mức tăng trưởng đó rất thuận lợi so với các quốc gia châu Âu khác như Anh (1%), Pháp (1,06%) và Đức (1,51%). Tuy nhiên, so với Đức và Anh, nền kinh tế Áo-Hung nói chung vẫn tụt hậu đáng kể, vì quá trình hiện đại hóa bền vững đã bắt đầu muộn hơn nhiều. Giống như Đế quốc Đức, Áo-Hung thường xuyên áp dụng các chính sách và thực tiễn kinh tế tự do. Năm 1873, thủ đô Buda cũ của Hungary và Óbuda (Buda cổ đại) chính thức được hợp nhất với thành phố Pest, tạo ra đô thị mới Budapest. Pest năng động đã phát triển thành trung tâm hành chính, chính trị, kinh tế, thương mại và văn hóa của Hungary. Nhiều thể chế nhà nước và hệ thống hành chính hiện đại của Hungary đã được thành lập trong thời kỳ này. Tăng trưởng kinh tế tập trung ở Viên và Budapest, vùng đất Áo (các khu vực thuộc nước Áo hiện đại), vùng An-pơ và vùng Bohemia. Trong những năm cuối của thế kỷ 19, tốc độ tăng trưởng kinh tế nhanh chóng lan đến đồng bằng trung tâm Hungary và đến vùng núi Karpat. Kết quả là, sự chênh lệch lớn về trình độ phát triển đã tồn tại trong đế chế. Nhìn chung, các khu vực phía Tây phát triển hơn phía Đông. Vương quốc Hungary trở thành nước xuất khẩu bột mì lớn thứ hai thế giới sau Hoa Kỳ. Việc xuất khẩu lương thực lớn của Hungary không chỉ giới hạn ở các nước láng giềng Đức và Ý: Hungary trở thành nhà cung cấp thực phẩm nước ngoài quan trọng nhất cho các thành phố lớn và trung tâm công nghiệp của Vương quốc Anh. Galicia được coi là tỉnh nghèo nhất của Áo-Hung, trải qua nạn đói gần như triền miên làm 50.000 người chết mỗi năm. Người Istria-România ở Istria cũng nghèo vì chăn nuôi mục súc suy yếu và nền nông nghiệp kém hiệu quả.
Vào cuối thế kỷ 19, sự khác biệt về kinh tế dần dần trở nên rõ ràng hơn khi tốc độ tăng trưởng kinh tế ở các khu vực phía đông của chế độ quân chủ liên tục vượt qua phía tây. Nền nông nghiệp và công nghiệp thực phẩm mạnh mẽ của Vương quốc Hungary với trung tâm là Budapest đã trở nên ưu thế trong đế chế và chiếm tỷ trọng lớn trong xuất khẩu sang phần còn lại của châu Âu. Trong khi đó, các khu vực phía tây, tập trung chủ yếu xung quanh Praha và Viên, nổi trội trong các ngành sản xuất khác nhau. Sự phân công lao động giữa đông và tây này, bên cạnh liên minh kinh tế và tiền tệ hiện có đã dẫn đến tốc độ tăng trưởng kinh tế thậm chí còn nhanh hơn trên khắp Áo-Hung vào đầu thế kỷ 20. Tuy nhiên, kể từ đầu thế kỷ 20, nửa Áo Chế độ quân chủ có thể duy trì sự thống trị của mình trong đế chế trong các lĩnh vực của cuộc cách mạng công nghiệp lần thứ nhất nhưng Hungary có vị thế tốt hơn trong các ngành của cuộc cách mạng công nghiệp lần thứ hai.
Ngành công nghiệp nặng của đế chế chủ yếu tập trung vào chế tạo máy, đặc biệt là đối với ngành điện lực, công nghiệp đầu máy và công nghiệp ô tô trong khi trong công nghiệp nhẹ, ngành cơ khí chính xác lại chiếm ưu thế nhất. Trong những năm trước Chiến tranh thế giới thứ nhất, nước này đã trở thành nhà sản xuất máy móc lớn thứ 4 trên thế giới.
Hai đối tác thương mại truyền thống quan trọng nhất là Đức (1910: 48% tổng kim ngạch xuất khẩu, 39% tổng kim ngạch nhập khẩu) và Anh (năm 1910: gần 10% tổng kim ngạch xuất khẩu, 8% tổng kim ngạch nhập khẩu). Đối tác quan trọng thứ ba là Hoa Kỳ, tiếp theo là Nga, Pháp, Thụy Sĩ, Romania, các quốc gia Balkan và Nam Mỹ. Tuy nhiên, thương mại với nước láng giềng Nga về mặt địa lý lại có tỷ trọng tương đối thấp (1910: 3% tổng xuất khẩu / chủ yếu là máy móc cho Nga, 7% tổng nhập khẩu / chủ yếu là nguyên liệu thô từ Nga).

### Công nghiệp ô tô
Trước Thế chiến thứ nhất, Đế quốc Áo có 5 công ty sản xuất xe hơi là: Daimler Áo ở Wiener-Neustadt (ô tô tải, xe buýt), Gräf & Stift ở Viên (ô tô), Laurin & Klement (tiền thân của Skoda) ở Mladá Boleslav (xe máy, ô tô), Nesselsdorfer ở Nesselsdorf (Kopřivnice), Moravia (ô tô) và Lohner-Werke ở Viên (ô tô). Sản xuất ô tô ở Áo bắt đầu vào năm 1897.
Trước Chiến tranh thế giới thứ nhất, Vương quốc Hungary có bốn công ty sản xuất ô tô là: công ty Ganz ở Budapest, RÁBA Automobile ở Győr, MÁG (sau này là Magomobil) ở Budapest và MARTA (Công ty cổ phần ô tô Arad Hungary) ở Arad. Sản xuất ô tô ở Hungary bắt đầu từ năm 1900. Các nhà máy ô tô ở Vương quốc Hungary sản xuất xe máy, ô tô, taxi, xe tải và xe buýt.

### Công nghiệp điện và điện tử
Năm 1884, Károly Zipernowsky, Ottó Bláthy và Miksa Déri (ZBD) - ba kỹ sư làm việc với Ganz Works Budapest đã xác định rằng các thiết bị lõi mở là không thực tế vì chúng không có khả năng điều chỉnh điện áp một cách đáng tin cậy. Khi được sử dụng trong các hệ thống phân phối điện được kết nối song song, máy biến áp lõi kín cuối cùng đã làm cho nó khả thi về mặt kỹ thuật và kinh tế để cung cấp năng lượng điện chiếu sáng trong nhà, doanh nghiệp và không gian công cộng. Một cột mốc quan trọng khác là sự ra đời của hệ thống "nguồn điện áp, điện áp chuyên sâu" (VSVI) bằng việc phát minh ra máy phát điện áp không đổi vào năm 1885. Bláthy đã đề xuất việc sử dụng các lõi đóng, Zipernowsky đề xuất sử dụng các kết nối shunt song song và Déri đã thực hiện các thí nghiệm;
Tua bin nước đầu tiên của Hungary được thiết kế bởi các kỹ sư của Ganz Works vào năm 1866. Việc sản xuất hàng loạt máy phát điện một chiều bắt đầu vào năm 1883. Việc sản xuất máy phát điện tăng áp hơi nước bắt đầu ở Ganz Works vào năm 1903.
Năm 1905, công ty Nhà máy Chế tạo máy Láng cũng bắt đầu sản xuất tuabin hơi nước cho máy phát điện.
Tungsram là nhà sản xuất bóng đèn và ống chân không của Hungary từ năm 1896. Vào ngày 13 tháng 12 năm 1904, Sándor Just người Hungary và Franjo Hanaman người Croatia đã được cấp bằng sáng chế ở Hungary (số 34541) cho đèn dây tóc wolfram đầu tiên trên thế giới. Dây tóc wolfram tồn tại lâu hơn và cho ánh sáng sáng hơn so với dây tóc cacbon truyền thống. Đèn dây tóc wolfram lần đầu tiên được đưa ra thị trường bởi công ty Tungsram của Hungary vào năm 1904. Loại này thường được gọi là bóng đèn Tungsram ở nhiều nước châu Âu.
Mặc dù đã có thời gian dài thử nghiệm với ống chân không tại công ty Tungsram, việc sản xuất hàng loạt ống vô tuyến đã bắt đầu trong Thế chiến 1 và việc sản xuất ống tia X cũng bắt đầu trong Thế chiến 1 ở Công ty Tungsram.
Orion Electronics được thành lập vào năm 1913. Lĩnh vực hoạt động chính của nó là sản xuất công tắc điện, ổ cắm, dây điện, đèn sợi đốt, quạt điện, ấm điện và các thiết bị điện tử gia dụng khác nhau.
Tổng đài điện thoại là ý tưởng của kỹ sư người Hungary Tivadar Puskás (1844–1893) vào năm 1876, trong khi ông đang làm việc cho Thomas Edison về tổng đài điện thoại.
Nhà máy sản xuất điện thoại đầu tiên của Hungary (Nhà máy sản xuất thiết bị điện thoại) do János Neuhold thành lập ở Budapest vào năm 1879, chuyên sản xuất micro điện thoại, máy điện báo và tổng đài điện thoại.
Năm 1884, công ty Tungsram cũng bắt đầu sản xuất micro, thiết bị điện thoại, tổng đài điện thoại và cáp.
Công ty Ericsson cũng thành lập một nhà máy sản xuất điện thoại và tổng đài điện thoại ở Budapest vào năm 1911.

### Ngành hàng không
Chiếc máy bay đầu tiên ở Áo là thiết kế của Edvard Rusjan, chiếc Eda I, có chuyến bay đầu tiên ở vùng lân cận Gorizia vào ngày 25 tháng 11 năm 1909.
Các khinh khí cầu thử nghiệm chứa đầy hydro đầu tiên của Hungary được István Szabik và József Domin chế tạo vào năm 1784. Chiếc máy bay đầu tiên do Hungary thiết kế và sản xuất (chạy bằng động cơ nội tuyến do Hungary chế tạo) đã bay tại Rákosmező vào ngày 4 tháng 11 1909. Chiếc máy bay đầu tiên của Hungary với động cơ hướng tâm do Hungary chế tạo được bay vào năm 1913. Từ năm 1912 đến năm 1918, ngành công nghiệp máy bay Hungary bắt đầu phát triển. Ba công ty lớn nhất là: Nhà máy Máy bay UFAG Hungary (1914), Nhà máy Máy bay Tổng hợp Hungary (1916), Lloyd Aircraft Hungary, Nhà máy Động cơ tại Aszód (1916), và Marta ở Arad (1914). Trong Chiến tranh thế giới thứ nhất, máy bay chiến đấu, máy bay ném bom và máy bay trinh sát đã được sản xuất ở các nhà máy này. Các nhà máy sản xuất động cơ hàng không quan trọng nhất là Weiss Manfred Works, GANZ Works và Công ty cổ phần ô tô Arad Hungary.

### Các nhà sản xuất động cơ đầu máy và phương tiện đường sắt
Các nhà máy đầu máy (động cơ hơi nước và toa xe, cầu và kết cấu sắt) nằm ở Viên (Nhà máy đầu máy của Công ty Đường sắt Nhà nước, thành lập năm 1839), ở Wiener Neustadt (Nhà máy Đầu máy Viên mới, thành lập năm 1841), và ở Floridsdorf (Nhà máy đầu máy Floridsdorf, thành lập năm 1869).
Các nhà máy đầu máy Hungary (động cơ và toa xe cầu và kết cấu sắt) là công ty MÁVAG ở Budapest (động cơ hơi nước và toa xe) và công ty Ganz ở Budapest (động cơ hơi nước, toa xe, sản xuất đầu máy điện và xe điện bắt đầu từ năm 1894). và Công ty RÁBA ở Győr.

## Cơ sở hạ tầng

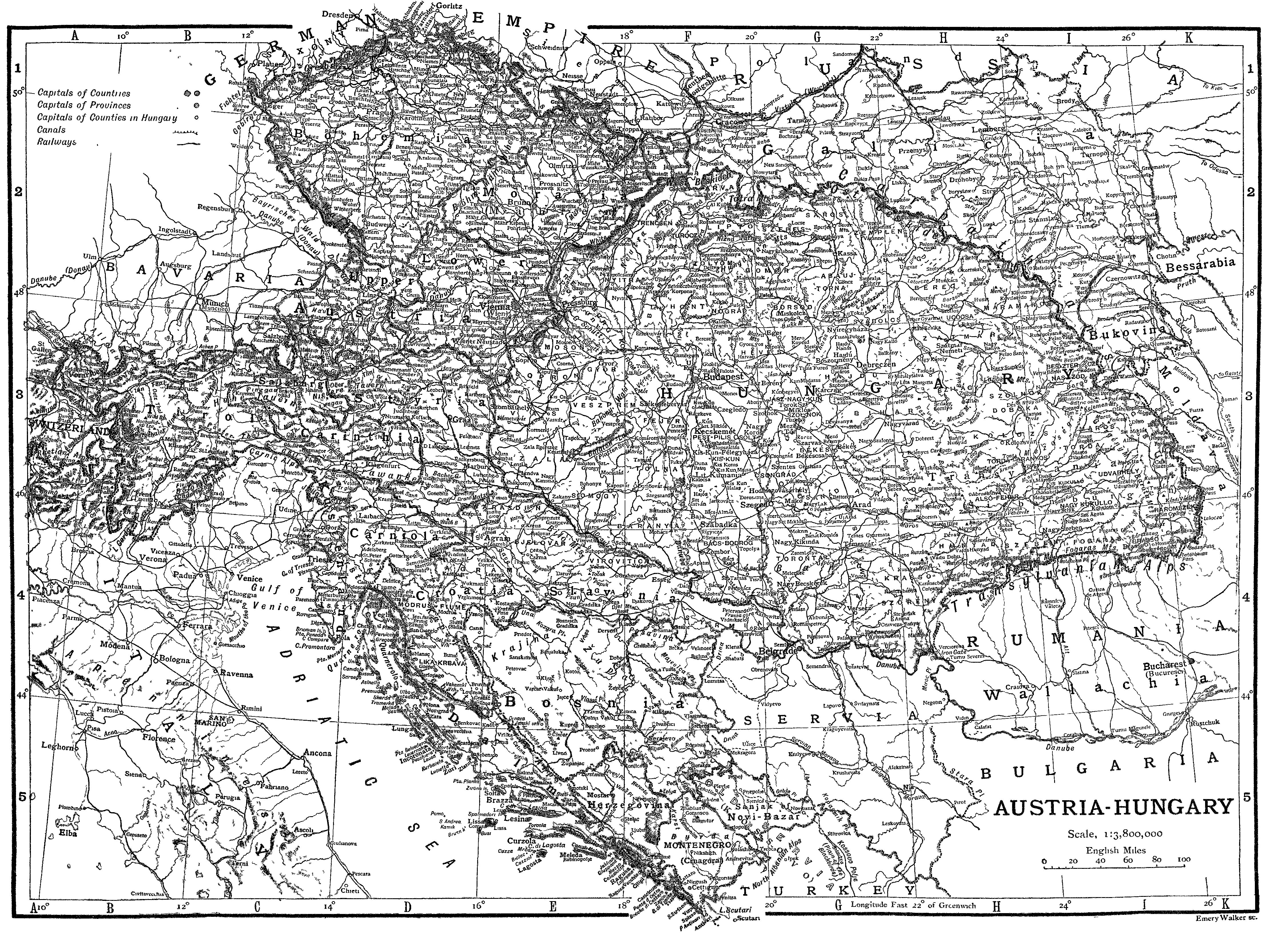
Bản đồ chi tiết đường sắt và kênh đào của Áo-Hung năm 1910 không có Bosnia-Herzegovina

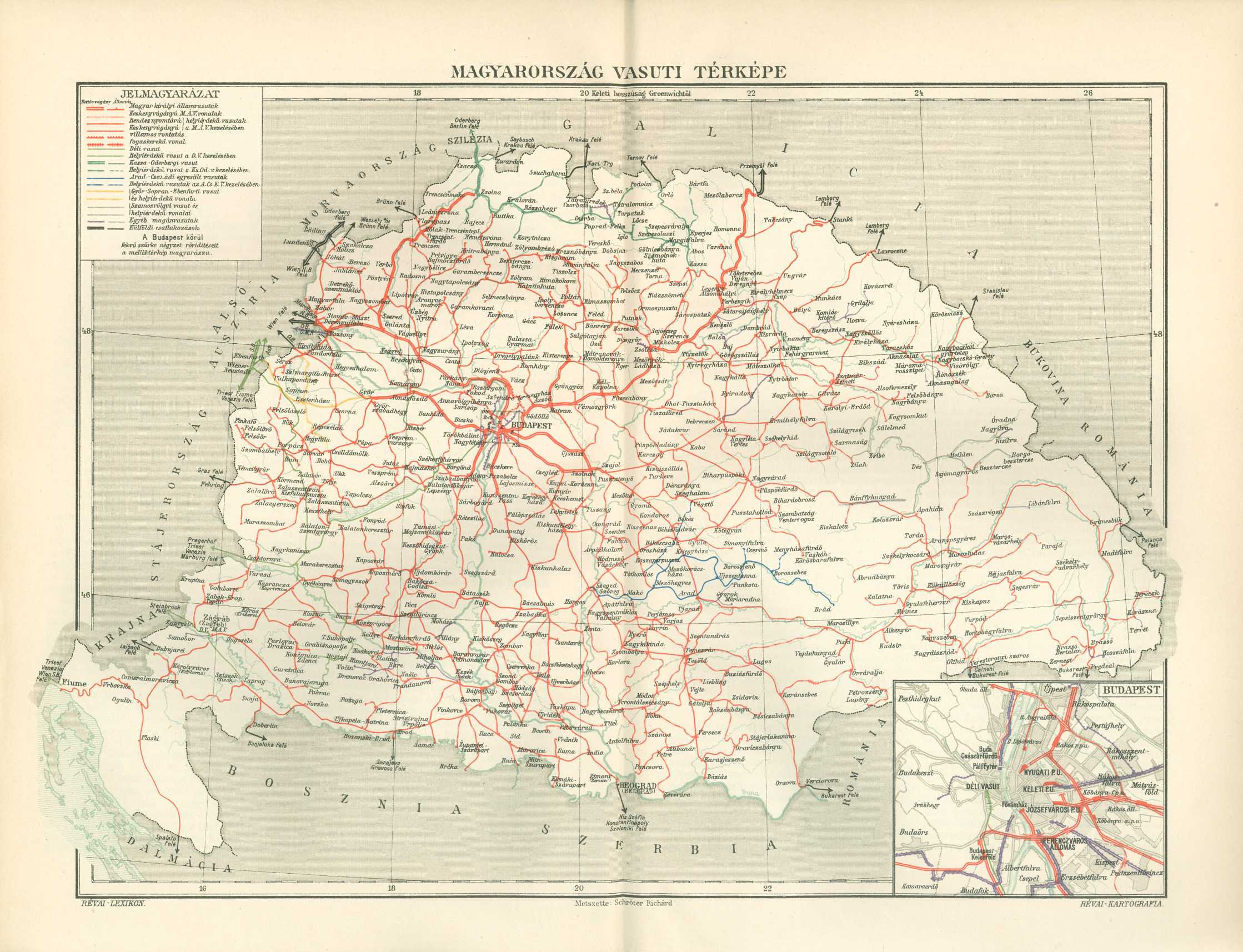
Mạng lưới đường sắt của Vương quốc Hungary vào năm 1913 với các đường màu đỏ đại diện cho Đường sắt Nhà nước Hungary, trong khi các đường màu xanh lam, xanh lá cây và vàng thuộc sở hữu của các công ty tư nhân

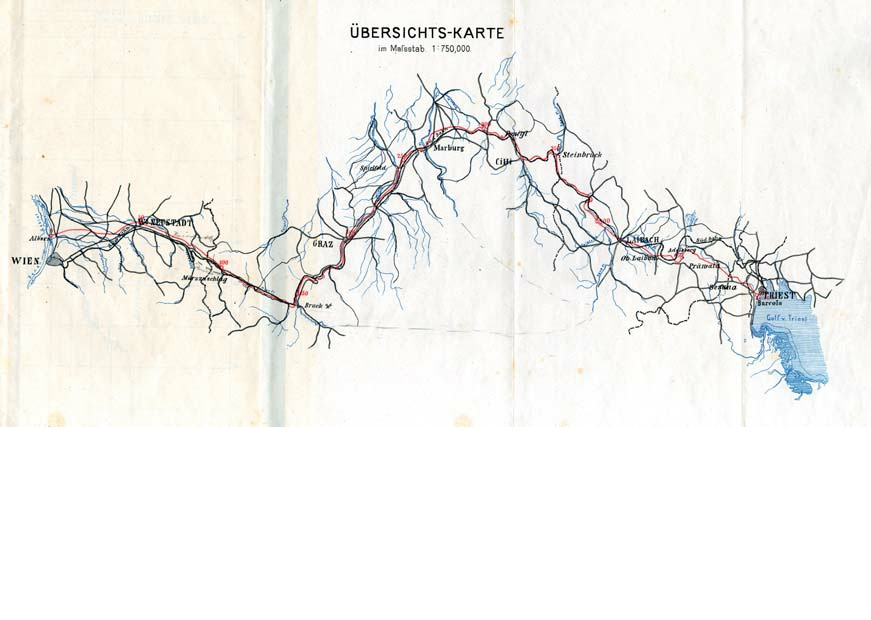
Kế hoạch nối sông Danube và Biển Adriatic bằng một con kênh vào năm 1900

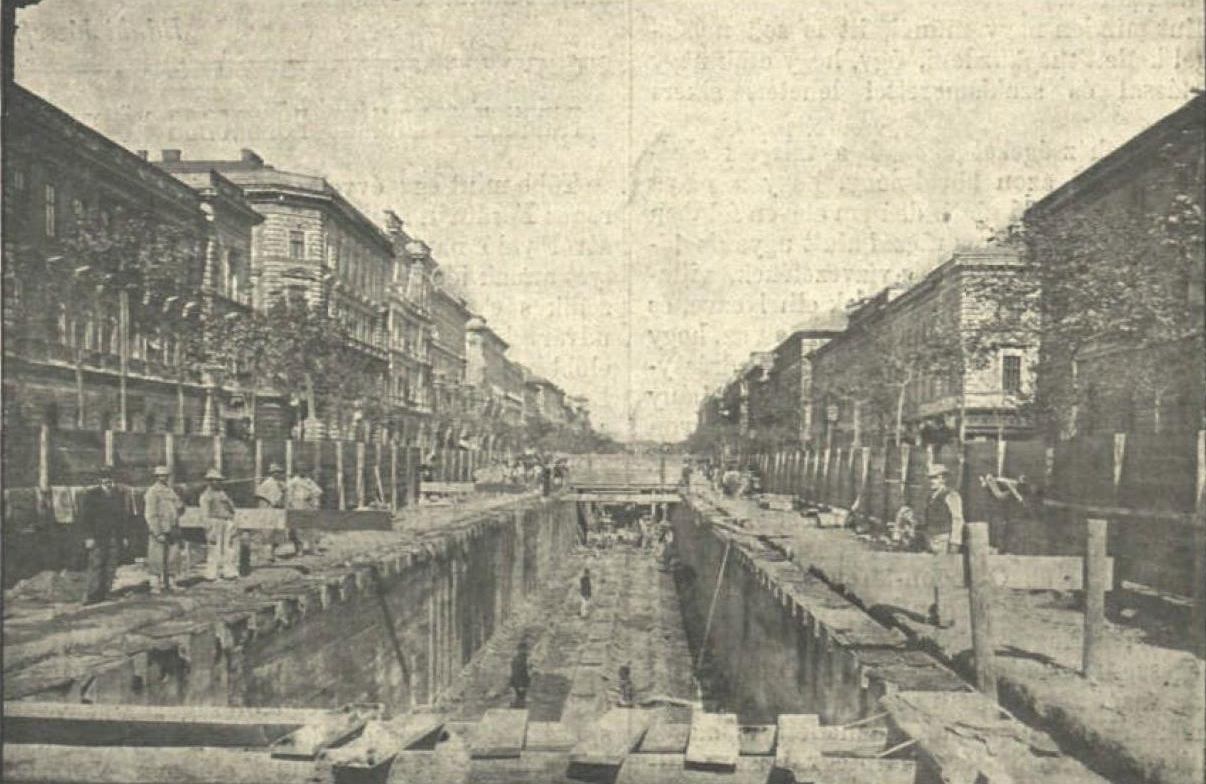
Khởi công xây dựng công trình ngầm ở Budapest (1894–1896)

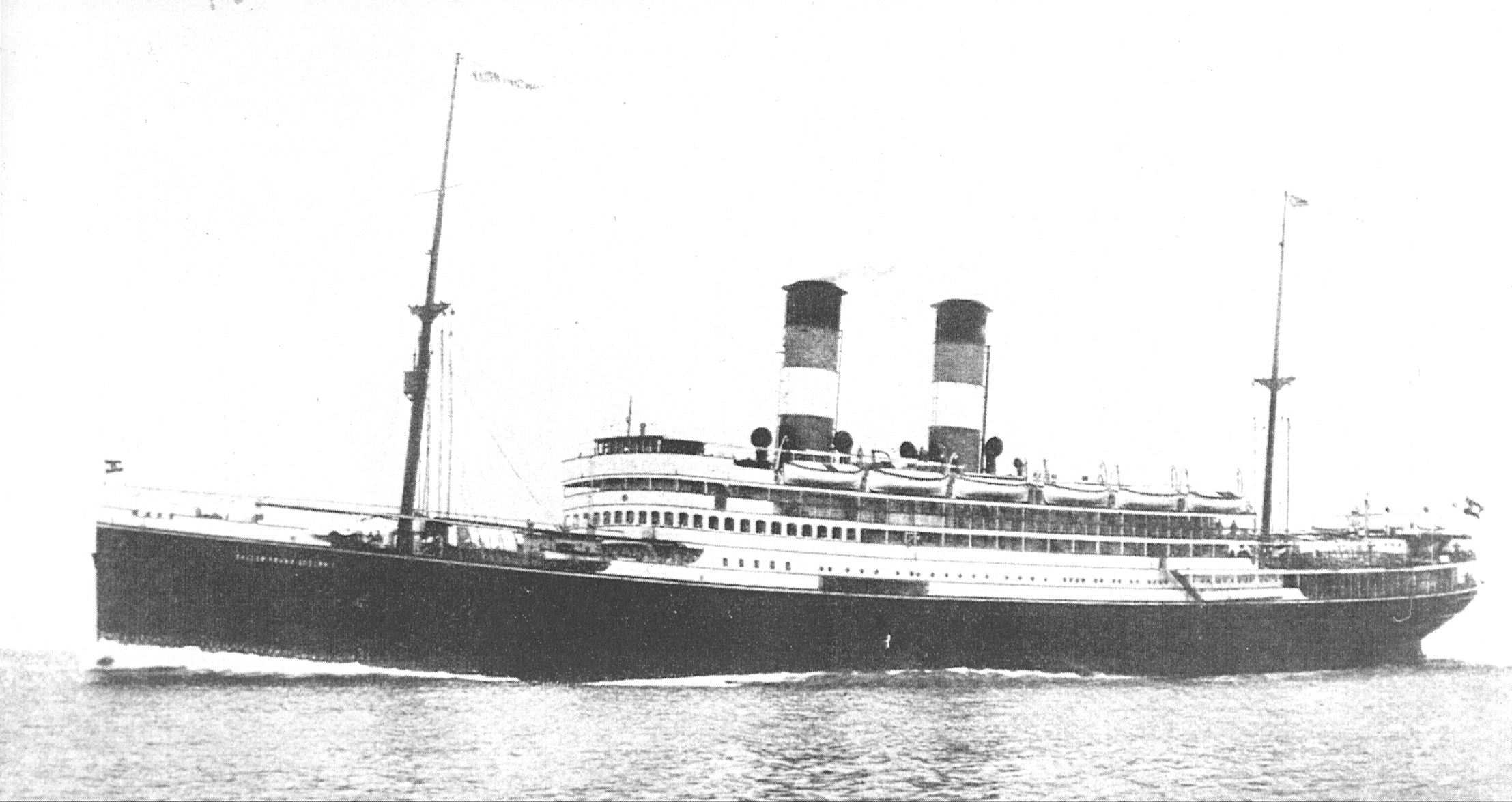
Tàu SS Kaiser Franz Joseph I (12.567 tấn) của công ty Austro-Americana là tàu chở khách lớn nhất từng được đóng ở Áo. Do có quyền kiểm soát đối với duyên hải và phần lớn vùng Balkan, Áo-Hung có quyền tiếp cận một số cảng biển.

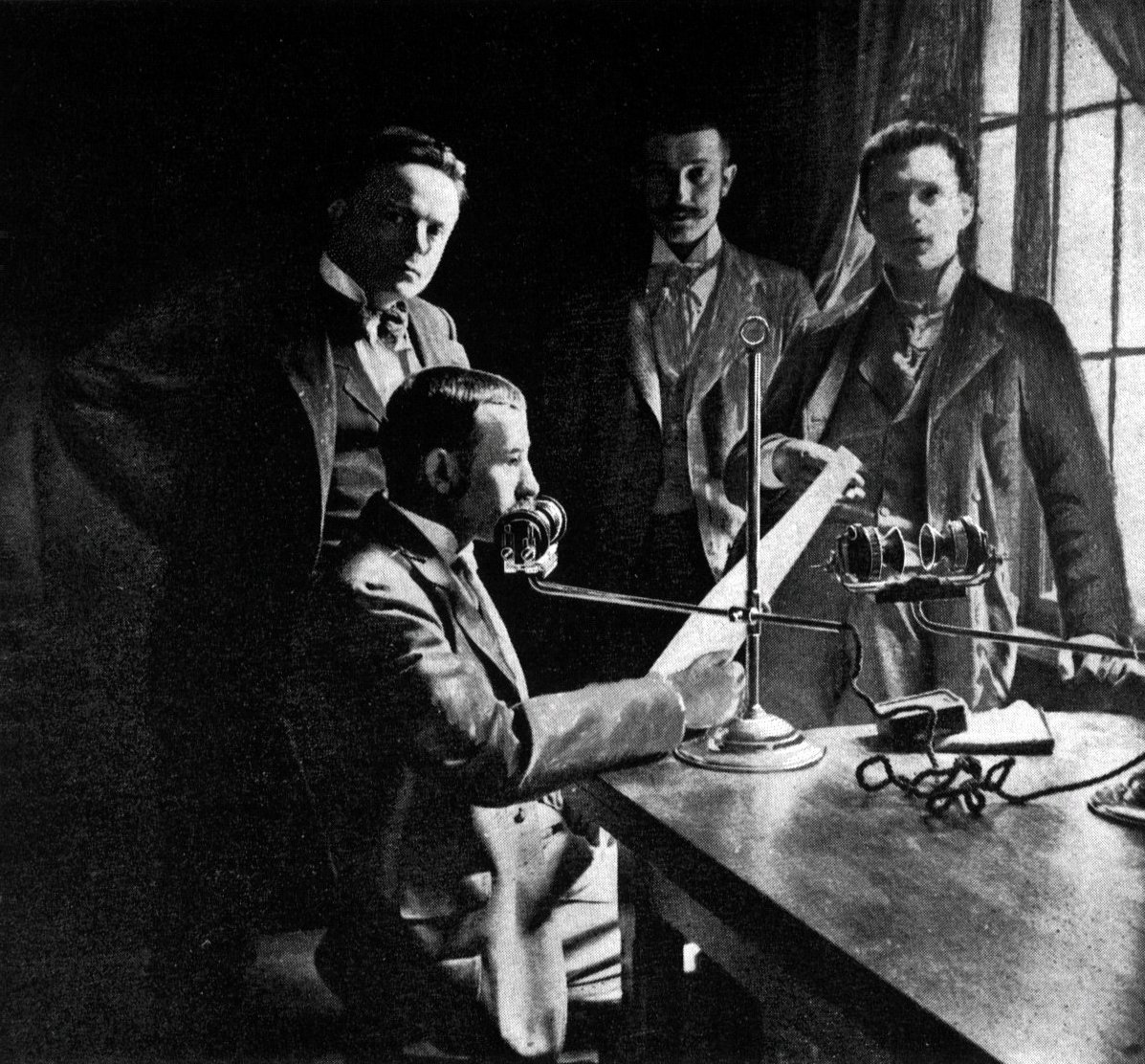
Một nguoi đọc tin tức trong ngày trên Telefonhírmondó của Budapest

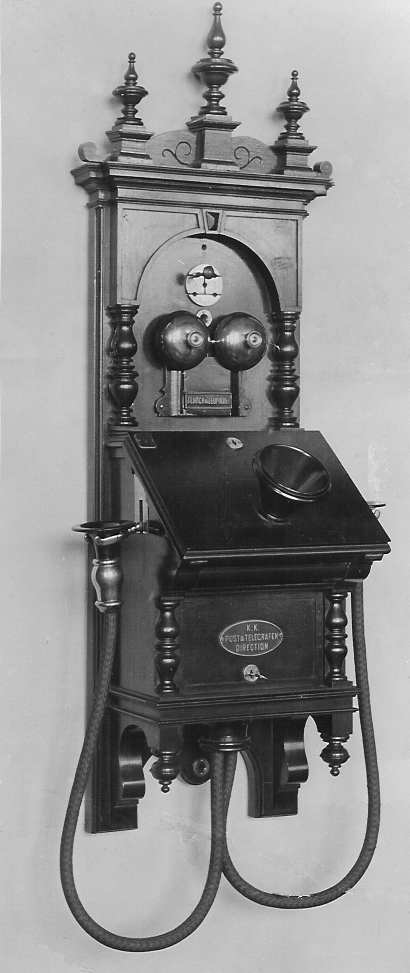
Một điện thoại công cộng của Áo trong một bưu điện nông thôn, 1890

### Viễn thông

#### Điện báo
Kết nối điện báo đầu tiên (Viên - Brno - Praha) bắt đầu hoạt động vào năm 1847. Trên lãnh thổ Hungary, các trạm điện báo đầu tiên được mở tại Pressburg (Pozsony, Bratislava ngày nay) vào tháng 12 năm 1847 và tại Buda vào năm 1848. Kết nối điện báo đầu tiên giữa Viên và Pest – Buda (sau này là Budapest) được xây dựng vào năm 1850 và Viên–Zagreb năm 1850.
Áo đã tham gia liên minh điện báo với các bang của Đức. Tại Vương quốc Hungary, 2.406 bưu cục điện báo hoạt động vào năm 1884. Đến năm 1914, số lượng văn phòng điện báo đã lên đến 3.000 tại các bưu cục và hơn 2.400 được lắp đặt tại các ga đường sắt của Vương quốc Hungary.

#### Điện thoại
Tổng đài điện thoại đầu tiên được mở tại Zagreb (ngày 8 tháng 1 năm 1881), cái thứ hai ở Budapest (ngày 1 tháng 5 năm 1881), và thứ ba được mở ở Viên (ngày 3 tháng 6 năm 1881). Ban đầu điện thoại đáp ứng của các thuê bao cá nhân ở nhà, công ty và văn phòng. Các trạm điện thoại công cộng xuất hiện vào những năm 1890 và chúng nhanh chóng phổ biến ở các bưu điện và nhà ga. Áo-Hung có 568 triệu cuộc điện thoại vào năm 1913; chỉ có hai quốc gia Tây Âu có nhiều cuộc gọi điện thoại hơn: Đế quốc Đức và Vương quốc Anh. Theo sau Đế quốc Áo-Hung là Pháp với 396 triệu cuộc điện thoại và Ý với 230 triệu cuộc điện thoại. Năm 1916, có 366 triệu cuộc điện thoại ở Cisleithania, trong số đó có 8,4 triệu cuộc gọi từ xa. Tất cả các tổng đài điện thoại của các thành phố, thị trấn và làng mạc lớn hơn ở Transleithania đã được liên kết cho đến năm 1893. Đến năm 1914, hơn 2000 khu dân cư có tổng đài điện thoại ở Vương quốc Hungary.

#### Phát thanh điện tử
Dịch vụ tin tức và giải trí Telefon Hírmondó (Telephone Herald) được giới thiệu ở Budapest vào năm 1893. Hai thập kỷ trước khi phát thanh radio, mọi người có thể nghe tin tức chính trị, kinh tế, thể thao, tạp kỹ, âm nhạc và opera ở Budapest hàng ngày. Nó hoạt động trên một loại hệ thống tổng đài điện thoại đặc biệt.

### Vận tải

#### Đường sắt
Đến năm 1913, chiều dài kết hợp của đường ray tàu hỏa của Đế quốc Áo và Vương quốc Hungary đạt 43.280 kilômét (26.890 dặm). Ở Tây Âu, chỉ có Đức có mạng lưới đường sắt lớn hơn (63,378 km, 39,381 mi); Tiếp sau Đế quốc Áo-Hung là Pháp (40,770 km, 25,333 mi), Vương quốc Anh (32,623 km, 20,271 mi), Ý (18,873 km, 11,727 mi) và Tây Ban Nha (15,088 km, 9,375 mi).

##### Mạng lưới đường sắt của Đế quốc Áo
Vận tải đường sắt được mở rộng nhanh chóng trong Đế chế Áo-Hung. Nhà nước tiền thân của nó là Đế chế Habsburg đã xây dựng một nền tảng lõi đường sắt đáng kể ở phía tây bắt nguồn từ Viên vào năm 1841. Tuyến đường sắt dùng đầu máy hơi nước đầu tiên của Áo từ Viên đến Moravia với ga cuối ở Galicia (Bochnie) được khai trương vào năm 1839. Chuyến tàu đầu tiên đi từ Viên đến Lundenburg (Břeclav) vào ngày 6 tháng 6 năm 1839 và một tháng sau đó giữa kinh đô Viên và thủ phủ Brünn (Brno) của Moravia vào ngày 7 tháng 7. Vào thời điểm đó, chính phủ nhận ra tiềm năng quân sự của đường sắt và bắt đầu đầu tư mạnh vào xây dựng. Pozsony (Bratislava), Budapest, Prague, Kraków, Graz, Laibach (Ljubljana) và Venedig (Venice) đã được liên kết với mạng đường sắt chính. Đến năm 1854, đế chế có gần 2.000 km (1.200 dặm) đường sắt, khoảng 60-70% trong số đó nằm trong tay nhà nước. Sau đó, chính phủ bắt đầu bán bớt một phần lớn đường sắt cho các nhà đầu tư tư nhân để thu hồi một số khoản đầu tư của mình và do những căng thẳng tài chính của Cách mạng 1848 và Chiến tranh Krym.
Từ năm 1854 đến năm 1879, các nhà đầu tư tư nhân đã tiến hành hầu hết việc xây dựng đường sắt. Họ đã góp phần xây dựng 7.952 km (4.941 dặm) đường sắt ở Cisleithania và 5.839 km (3.628 dặm) đường sắt ở Hungary. Trong thời gian này, nhiều khu vực mới tham gia vào hệ thống đường sắt và các mạng lưới đường sắt hiện tại đã đạt được kết nối và liên kết với nhau. Thời kỳ này đánh dấu sự khởi đầu của giao thông đường sắt rộng rãi ở Áo-Hung và cũng là sự tích hợp của các hệ thống giao thông trong khu vực. Đường sắt cho phép đế chế hội nhập nền kinh tế hơn nhiều so với trước đây, khi mà giao thông vận tải còn phụ thuộc vào các con sông.
Sau năm 1879, chính phủ Áo và Hungary từ từ bắt đầu tái quốc hữu hóa mạng lưới đường sắt của họ, phần lớn là do tốc độ phát triển chậm chạp trong thời kỳ suy thoái kinh tế trên toàn thế giới vào những năm 1870. Từ năm 1879 đến năm 1900, hơn 25.000 km (16.000 dặm) đường sắt đã được xây dựng ở Cisleithania và Hungary. Phần lớn điều này tạo nên sự "lấp đầy" mạng lưới hiện có, mặc dù một số khu vực, chủ yếu ở vùng viễn đông, lần đầu tiên có kết nối đường sắt. Đường sắt đã giảm chi phí vận chuyển trên toàn đế chế, mở ra thị trường mới cho các sản phẩm từ các vùng đất khác của Chế độ quân chủ kép. Năm 1914, trong tổng số 22.981 km (14.279,73 dặm) đường ray ở Áo, 18.859 km (11.718 dặm) (82%) thuộc sở hữu nhà nước.

##### Mạng lưới đường sắt ở Vương quốc Hungary
Tuyến đường sắt dùng đầu máy hơi nước đầu tiên của Hungary được khai trương vào ngày 15 tháng 7 năm 1846 giữa Pest và Vác. Vào năm 1890, hầu hết các công ty đường sắt tư nhân lớn của Hungary đã bị quốc hữu hóa do sự quản lý kém của các công ty tư nhân, ngoại trừ Công ty Đường sắt Kaschau-Oderberg do Áo sở hữu mạnh (KsOd) và Đường sắt Nam Áo-Hung (SB / DV). Họ cũng tham gia hệ thống thuế quan khu vực MÁV (Đường sắt Nhà nước Hungary). Đến năm 1910, tổng chiều dài mạng lưới đường sắt ở Vương quốc Hungary đạt 22.869 km (14.210 dặm), mạng lưới Hungary liên kết hơn 1.490 khu định cư. Gần một nửa (52%) đường sắt của đế chế được xây dựng ở Hungary, do đó, mật độ đường sắt ở đó trở nên cao hơn so với Cisleithania. Đường sắt Hungary có mật độ dày đặc đứng thứ 6 trên thế giới (trên cả Đức và Pháp).
Bốn tuyến đường sắt chở khách được xây dựng ở Budapest là BHÉV: tuyến Ráckeve (1887), tuyến Szentendre (1888), tuyến Gödöllő (1888), tuyến Csepel (1912).

#### Hệ thống giao thông công cộng đô thị

##### Các tuyến đường xe toa trong các thành phố
Đường xe toa do ngựa kéo xuất hiện vào nửa đầu thế kỷ 19. Giữa những năm 1850 và 1880, nhiều công trình đã được xây dựng. Viên (1865), Budapest (1866), Brno (1869). Xe toa chạy bằng hơi nước xuất hiện vào cuối những năm 1860. Việc điện khí hóa các đường xe toa bắt đầu từ cuối những năm 1880. Đường xe toa điện khí hóa đầu tiên ở Áo-Hung được xây dựng ở Budapest vào năm 1887.
Các tuyến đường xe toa ở Đế quốc Áo:
- Áo: Gmunden]] (1894); Linz, Viên (1897); Graz (1898); Ljubljana (1901); Innsbruck (1905); Unterlach, Ybbs an der Donau (1907); Salzburg (1909); Klagenfurt, Sankt Pölten (1911); Piran (1912)
- Vùng duyên hải Áo: Pula (1904).
- Bohemia: Praha (1891); Teplice (1895); Liberec]] (1897); Ústí nad Labem, Plzeň, Olomouc (1899); Moravia, Brno, Jablonec nad Nisou (1900); Ostrava (1901); Mariánské Lázně (1902); Budějovice, České Budějovice, Jihlava (1909)
- Silesia thuộc Áo: Opava (Troppau) (1905), Cieszyn (Cieszyn) (1911)
- Dalmatia: Dubrovnik (1910)
- Galicia: Lviv (1894), Bielsko-Biała (1895); Kraków (1901); Tarnów, Cieszyn[148][149][150]

Các tuyến đường xe toa ở Vương quốc Hungary:
- Hungary: Budapest (1887); Pressburg / Pozsony / Bratislava (1895); Szabadka / Subotica (1897), Szombathely (1897), Miskolc (1897); Temesvár / Timișoara (1899); Sopron (1900); Szatmárnémeti / Satu Mare (1900); Nyíregyháza (1905); Nagyszeben / Sibiu (1905); Nagyvárad / Oradea (1906); Szeged (1908); Debrecen (1911); Újvidék / Novi Sad (1911); Kassa / Košice (1913); Pécs (1913)
- Croatia: Fiume (1899); Pula (1904); Opatija - Lovran (1908); Zagreb (1910); Dubrovnik (1910).[151][152][153][154]

##### Tàu điện ngầm
Tàu điện ngầm Budapest tuyến số 1 (ban đầu là "Công ty đường sắt điện ngầm Franz Joseph") là tuyến đường sắt ngầm lâu đời thứ hai trên thế giới (tuyến đầu tiên là tuyến Metropolitan của London và tuyến thứ ba là Glasgow) và tuyến đầu tiên trên Lục địa Châu Âu. Nó được xây dựng từ năm 1894 đến năm 1896 và mở cửa vào ngày 2 tháng 5 năm 1896. Năm 2002, nó được đưa vào danh sách Di sản Thế giới của UNESCO. Tuyến M1 đã trở thành một Cột mốc của IEEE do những cải tiến hoàn toàn mới vào thời đó: "Trong số các yếu tố đổi mới của đường sắt là các toa tàu hai chiều; hệ thống chiếu sáng điện trong các ga tàu điện ngầm và toa tàu điện; và một cấu trúc dây trên cao thay vì hệ thống 3 dây cấp năng lượng."

#### Các điều chỉnh kênh và sông
Năm 1900, kỹ sư C. Wagenführer đã vạch ra kế hoạch nối sông Danube và biển Adriatic bằng một con kênh từ Viên đến Trieste. Nó được sinh ra từ mong muốn của Áo-Hung có một liên kết trực tiếp với biển Adriatic nhưng không bao giờ được xây dựng.

##### Điều chỉnh hạ lưu sông Danube và cổng sắt
Năm 1831, một kế hoạch đã được soạn thảo để tạo một tuyến đường có thể điều hướng được theo sáng kiến của chính trị gia Hungary István Széchenyi. Cuối cùng, Gábor Baross, "Bộ trưởng Sắt" Hungary, đã thành công trong việc tài trợ cho dự án này. Đá dưới đáy sông và các ghềnh liên quan đã khiến thung lũng hẻm núi trở thành một tuyến đường vận chuyển nổi tiếng về độ nguy hiểm. Trong tiếng Đức, đoạn văn được gọi là Kataraktenstrecke vẫn còn được lưu truyền mặc dù thác nước lớn đã biến mất. Gần eo biển "Cổng sắt", đá Prigrada là chướng ngại vật quan trọng nhất cho đến năm 1896: sông ở đây mở rộng đáng kể và do đó mực nước xuống thấp. Ở thượng nguồn, đá Greben gần hẻm núi "Kazan" cũng là chướng ngại vật lớn.

##### Điều chỉnh sông Tisza
Chiều dài của Tisza ở Hungary đã từng là 1,419 km (882 dặm). Nó chảy qua Đại Đồng bằng Hungary, là một trong những khu vực bằng phẳng lớn nhất ở trung tâm châu Âu. Vì các vùng đồng bằng có thể khiến sông chảy rất chậm nên Tisza có nhiều khúc cua và khúc quanh, dẫn đến nhiều trận lũ lớn trong khu vực.
Sau một số nỗ lực quy mô nhỏ, István Széchenyi đã tổ chức "điều chỉnh sông Tisza" (tiếng Hungary: a Tisza szabályozása) bắt đầu vào ngày 27 tháng 8 năm 1846 và cơ bản kết thúc vào năm 1880. Chiều dài mới của sông ở Hungary là 966 km (600 dặm) (tổng cộng 1.358 km (844 dặm)) với 589 km (366 dặm) "kênh chết" và 136 km (85 dặm) lòng sông mới. Chiều dài kết quả của con sông chống lũ lụt gồm 2.940 km (1.830 dặm) (trong số 4.220 km (2.620 dặm) của tất cả các con sông được chống lũ lụt của Hungary).

#### Vận tải đường thủy và cảng biển

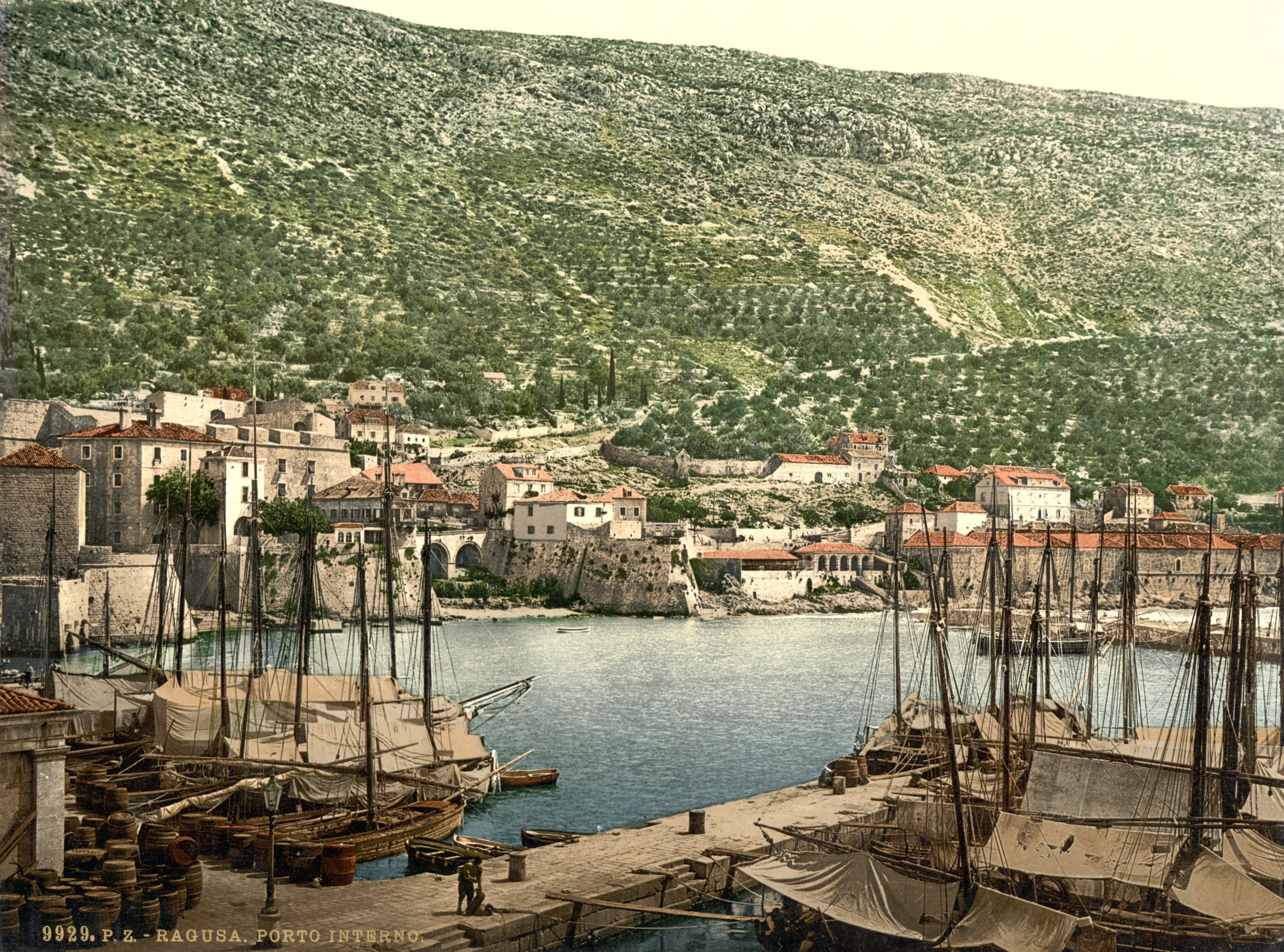
Dubrovnik, Vương quốc Dalmatia

Cảng biển quan trọng nhất là cảng Trieste (ngày nay là một phần của Ý), nơi neo đậu của thương thuyền Áo. Hai công ty vận tải biển lớn (Lloyd Áo và Americana Áo) và một số nhà máy đóng tàu đều nằm ở đó. Từ năm 1815 đến năm 1866, Venezia là một phần của đế chế Habsburg. Việc Venezia bị mất đã thúc đẩy sự phát triển của thương thuyền Áo. Đến năm 1913, thương thuyền của Áo có 16.764 tàu với tổng trọng tải 471.252 tấn và số lượng thủy thủ đoàn là 45.567 người. Trong tổng số 394/422.368 tấn là tàu hơi nước và 16.370/48.884 tấn là tàu buồm (1913). Lloyd Áo là một trong những công ty vận tải biển lớn nhất vào thời điểm đó. Trước khi Thế chiến I bắt đầu, công ty sở hữu 65 lò hơi cỡ trung và cỡ lớn. Americana Áo sở hữu một phần ba trong số này, bao gồm cả tàu chở khách lớn nhất của Áo, SS Kaiser Franz Joseph I. So với Lloyd Áo, American Áo tập trung vào các điểm đến ở Bắc và Nam Mỹ. Hải quân Áo-Hung ngày càng quan trọng vì quá trình công nghiệp hóa cung cấp đủ nguồn thu để phát triển nó. Các tàu của hải quân Áo-Hung được đóng tại các xưởng đóng tàu ở Trieste. Pola (Pula, ngày nay là một phần của Croatia) cũng là một cảng đặc biệt quan trọng đối với hải quân.
Cảng biển quan trọng nhất đối với Hungary thuộc Áo Hung là Fiume (Rijeka, ngày nay là một phần của Croatia), nơi các công ty vận tải biển của Hungary chẳng hạn như Adria hoạt động. Trên sông Danube, DDSG đã thành lập Nhà máy đóng tàu Óbuda trên đảo Hajógyári ở Hungary vào năm 1835. Công ty đóng tàu lớn nhất của Hungary là Ganz-Danubius. Thương thuyền Vương quốc Hungary vào năm 1913 bao gồm 545 tàu với tổng trọng tải 144.433 tấn và số lượng thủy thủ đoàn là 3.217 người. Trong tổng số tàu có 134.000/142.539 tấn là tàu hơi nước và 411/1.894 tấn là tàu buồm. Công ty tàu hơi nước đầu tiên của Danubia, Donaudampfschiffahrtsgesellschaft (DDSG) là công ty vận tải biển nội địa lớn nhất thế giới cho đến khi Áo Hung sụp đổ.

## Quân sự

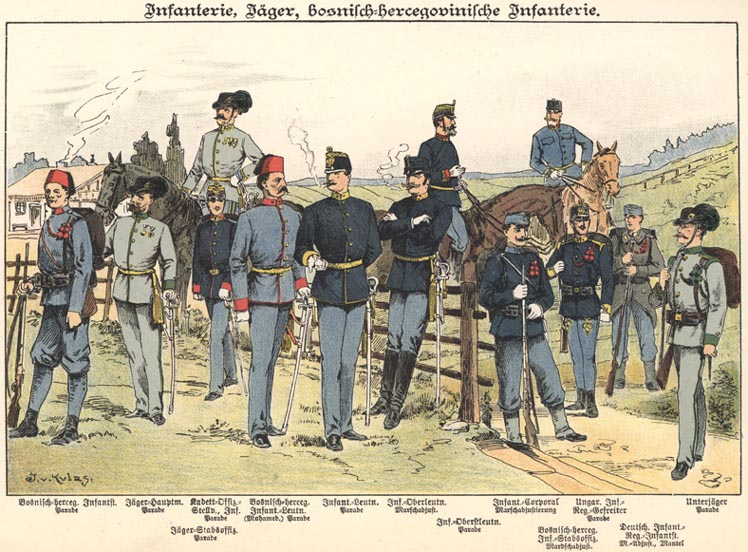
Bộ binh Áo-Hung năm 1898

Quân đội Áo-Hung đặt dưới sự chỉ huy của Đại Công tước Albrecht, Công tước Teschen (1817–1895), một quan chức cổ hủ phản đối hiện đại hóa. Hệ thống quân sự của chế độ quân chủ Áo-Hung tương tự nhau ở cả hai nhà nước và ngừng hoạt động kể từ năm 1868 theo nguyên tắc về nghĩa vụ mang vũ khí của công dân và cá nhân. Lực lượng quân sự bao gồm quân đội chung; các đội quân đặc biệt, cụ thể là Landwehr Áo và Honvéd Hungary là các thể chế quốc gia riêng biệt và Landsturm hoặc levy-en masse. Như đã trình bày ở trên, quân đội chung chịu sự quản lý của Bộ trưởng Bộ Chiến tranh trong khi các đội quân đặc biệt chịu sự quản lý của các bộ quốc phòng tương ứng. Đội ngũ tân binh hàng năm cho quân đội được ấn định bởi các luật quân sự do quốc hội Áo và Hungary biểu quyết và thường được xác định trên cơ sở dân số theo cuộc điều tra dân số cuối cùng. Năm 1905 có 103.100 người, trong đó, Áo trang bị 59.211 người và Hungary 43.889 người. Bên cạnh đó, hàng năm, 10.000 người được phân bổ cho Landwehr Áo và 12.500 cho Honvéd Hungary. Thời hạn phục vụ tại ngũ là hai năm (ba năm trong kỵ binh), bảy hoặc tám năm trong lực lượng dự bị và hai năm ở Landwehr; trong trường hợp những người không được nhập ngũ thì tổng thời gian phục vụ đã được dành cho các lực lượng dự bị đặc biệt khác nhau.
Bộ trưởng chiến tranh thường là người đứng đầu điều hành tất cả các vấn đề quân sự, ngoại trừ Landwehr Áo và Honved Hungary, đã cam kết với các bộ bảo vệ quốc gia của hai quốc gia tương ứng. Nhưng quyền chỉ huy tối cao của quân đội trên danh nghĩa được trao cho quân vương, người có quyền thực hiện mọi biện pháp liên quan đến toàn quân. Trên thực tế, cháu trai của hoàng đế Đại Công tước Albrecht là cố vấn quân sự chính của ông và đưa ra các quyết định chính sách.
Hải quân Áo-Hung chủ yếu là lực lượng phòng thủ bờ biển và cũng có một đội tàu giám sát sông Danube. Nó được quản lý bởi Cục Hải quân của Bộ Chiến tranh.

## Trong chiến tranh thế giới thứ nhất

### Phần mở đầu: Bosna và Hercegovina

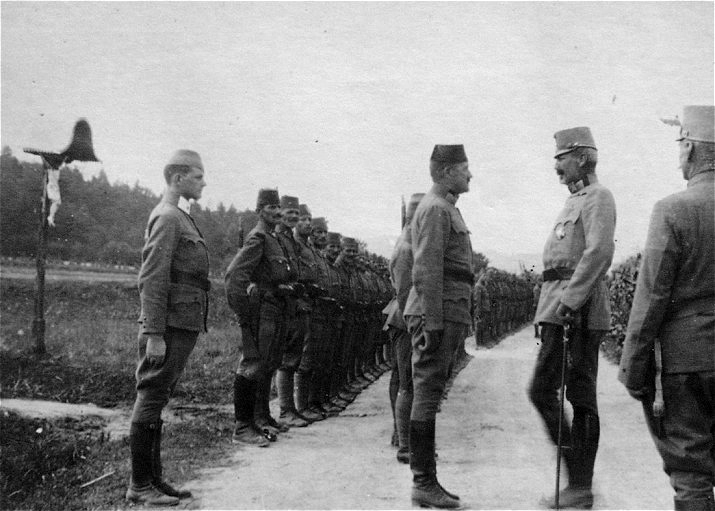
Lính tuyển mộ từ Bosna-Hercegovina, có người Bosna theo đạo Hồi (31%), được biên chế vào đơn vị đặc biệt của Quân đội Áo-Hung vào đầu năm 1879 và được khen ngợi vì sự dũng cảm của họ khi phục vụ hoàng đế Áo. Đơn vị này được tặng thưởng nhiều huân chương hơn bất kỳ đơn vị nào khác. Khúc quân hành vui nhộn Die Bosniaken Kommen được sáng tác để vinh danh họ bởi Eduard Wagnes.

Các tổ chức Liên Slav của Nga đã gửi viện trợ cho quân nổi loạn Balkan và do đó đã gây áp lực buộc chính phủ của sa hoàng tuyên chiến với Đế quốc Ottoman vào năm 1877 dưới danh nghĩa bảo vệ những người theo Chính thống giáo. Không thể làm trung gian giữa Đế chế Ottoman và Nga trong việc kiểm soát Serbia, Áo-Hung tuyên bố trung lập khi xung đột giữa hai cường quốc leo thang thành chiến tranh. Với sự giúp đỡ từ Romania và Hy Lạp, Nga đã đánh bại quân Ottoman và với Hiệp ước San Stefano đã cố gắng tạo ra một Bulgaria thân Nga. Hiệp ước này đã gây ra một cuộc náo động quốc tế gần như dẫn đến một cuộc chiến tranh toàn châu Âu. Áo-Hung và Anh lo sợ rằng một nước Bulgaria rộng lớn sẽ trở thành một vệ tinh của Nga có thể cho phép sa hoàng thống trị vùng Balkan. Thủ tướng Anh Benjamin Disraeli đã điều động các tàu chiến vào vị trí chống lại Nga để ngăn chặn ảnh hưởng của Nga ở phía đông Địa Trung Hải, gần với tuyến thương mại của Anh qua Kênh đào Suez.
Đại hội Berlin đã lật lại chiến thắng của Nga bằng cách tách nhà nước Bulgaria rộng lớn mà Nga đã tạo ra khỏi lãnh thổ Ottoman và từ chối cho Bulgaria hoàn toàn độc lập khỏi Ottoman. Áo chiếm Bosna và Hercegovina để giành quyền lực ở Balkan. Serbia, Montenegro và Romania độc lập hoàn toàn. Tuy nhiên, Balkan vẫn là một địa điểm nhiều bất ổn chính trị với nhiều sắc tộc có tham vọng giành độc lập và các cuộc cạnh tranh quyền lực lớn. Tại Đại hội Berlin năm 1878, Gyula Andrássy (Bộ trưởng Bộ Ngoại giao) đã cố gắng buộc Nga rút lại các yêu sách tiếp theo ở Balkan. Kết quả là, Đại Bulgaria bị tan rã và nền độc lập của Serbia được đảm bảo. Cùng năm đó, với sự hỗ trợ của Anh, Áo-Hung đã đóng quân tại Bosna để ngăn chặn quân Nga bành trướng sang Serbia. Trong một biện pháp khác để đẩy người Nga ra khỏi vùng Balkan, Áo-Hung đã thành lập một liên minh-Liên minh Địa Trung Hải với Anh và Ý vào năm 1887 và ký kết hiệp ước phòng thủ chung với Đức vào năm 1879 và Romania vào năm 1883 để chống lại một cuộc tấn công tiềm tàng từ Nga. Sau Đại hội Berlin, các cường quốc châu Âu đã cố gắng đảm bảo sự ổn định thông qua một loạt các liên minh và hiệp ước phức tạp.
Lo lắng về sự bất ổn của Balkan và sự xâm lược của Nga và để chống lại lợi ích của Pháp ở châu Âu, Áo-Hung đã xây dựng một liên minh phòng thủ với Đức vào tháng 10 năm 1879 và vào tháng 5 năm 1882. Vào tháng 10 năm 1882, Ý tham gia quan hệ đối tác này trong Liên minh Tam Cường để sự cạnh tranh của Đế quốc Ý với Pháp. Căng thẳng giữa Nga và Áo-Hung vẫn ở mức cao, vì vậy Bismarck đã thay thế Liên minh Tam hoàng đế bằng Hiệp ước Tái bảo hiểm với Nga để giữ cho nhà Habsburg không liều lĩnh bắt đầu cuộc chiến tranh chống Chủ nghĩa Liên Slav. Vùng Sandžak-Raška / Novibazar nằm dưới sự chiếm đóng của Áo-Hung từ năm 1878 đến năm 1909 dù đã được trả lại cho Đế chế Ottoman trước khi cuối cùng bị phân chia bởi các vương quốc Montenegro và Serbia.
Sau cuộc Đại khủng hoảng Balkan, quân Áo-Hung đã chiếm Bosna và Hercegovina vào tháng 8 năm 1878 và Chế độ quân chủ kép cuối cùng đã sáp nhập Bosna và Hercegovina vào tháng 10 năm 1908 như một vùng đất chung của Cisleithania và Transleithania dưới sự kiểm soát của Bộ tài chính Hoàng gia & Vương thất chứ không chuyển nó vào một trong hai chính phủ lãnh thổ. Việc sáp nhập vào năm 1908 đã cho phép Viên hợp nhất Bosna và Hercegovina với Croatia để tạo thành lãnh thổ Slav thứ ba của chế độ quân chủ. Cái chết của anh trai Franz Joseph, Maximilian (1867) và con trai duy nhất của ông, Rudolf khiến cháu trai của Hoàng đế, Franz Ferdinand trở thành người thừa kế ngai vàng. Đại Công tước được đồn đại là người ủng hộ thuyết tam nguyên như một phương tiện để hạn chế quyền lực của tầng lớp quý tộc Hungary.

#### Tình trạng của Bosna-Hercegovina
Một tuyên bố được ban hành nhân dịp sáp nhập vào Chế độ quân chủ Habsburg năm 1908 hứa hẹn các thể chế hiến pháp vùng đất này sẽ đảm bảo cho cư dân ở đây đầy đủ các quyền công dân và được chia sẻ quyền quản lý các công việc nội bộ vùng thông qua hội đồng đại diện cấp địa phương. Để thực hiện lời hứa này, một hiến pháp đã được ban hành vào năm 1910. Trong đó bao gồm Quy chế Lãnh thổ (Landesstatut) với việc thiết lập Nghị viện theo lãnh thổ, các quy định về bầu cử và thủ tục của Nghị viện, luật hiệp hội, luật họp công khai và luật xử lý các hội đồng cấp huyện. Theo quy chế này, Bosna-Hercegovina hình thành một lãnh thổ hành chính duy nhất dưới sự chỉ đạo và giám sát có trách nhiệm của Bộ Tài chính của Chế độ quân chủ kép ở Viên. Việc quản lý đất nước cùng với việc thực thi luật pháp được giao cho Chính phủ vùng ở Sarajevo, trực thuộc và chịu trách nhiệm trước Bộ Tài chính chung. Các cơ quan tư pháp và hành chính hiện có của vùng vẫn giữ nguyên cơ cấu tổ chức và chức năng trước đây của chúng. Quy chế đó đã đưa các quyền và luật hiện đại ở Bosna-Hercegovina và nói chung, nó đảm bảo các quyền dân sự của cư dân trong vùng như quyền công dân, quyền tự do cá nhân được các cơ quan tư pháp có thẩm quyền bảo vệ, quyền tự do tín ngưỡng và lương tâm, bảo tồn quốc tịch và ngôn ngữ cá nhân, tự do ngôn luận, tự do học tập và giáo dục, bất khả xâm phạm về nơi ở, bí mật về bưu điện và điện tín, bất khả xâm phạm về tài sản, quyền kiến nghị và cuối cùng là quyền tổ chức hội họp.
Nghị viện (Sabor) của Bosna-Hercegovina được thành lập với một Viện duy nhất, được bầu chọn theo nguyên tắc đại diện cho các quyền lợi. Nó có 92 thành viên. Trong số 20 người này bao gồm đại diện của tất cả những tín ngưỡng tôn giáo, chủ tịch của Tòa án tối cao, chủ tịch của Phòng biện hộ, chủ tịch của Phòng thương mại và thị trưởng Sarajevo. Thêm vào đó là 72 đại biểu, được bầu bởi ba curiae hoặc nhóm bầu cử. Nhóm đầu tiên bao gồm các đại địa chủ, những người nộp thuế nhiều nhất và những người đã đạt đến một tiêu chuẩn giáo dục nhất định mà không quan tâm đến số tiền họ phải nộp thuế. Curia thứ hai thuộc về cư dân của các thị trấn không đủ tiêu chuẩn để bỏ phiếu trong nhóm đầu tiên; thứ ba là cư dân trong vùng không đủ tiêu chuẩn để bỏ phiếu trong hai nhóm trên. Với hệ thống giám tuyển này được kết hợp nhóm các nhiệm vụ và của các đại cử tri theo ba tín ngưỡng thống trị (Công giáo, Chính thống giáo Serbia, Hồi giáo). Đối với những tín đồ của các tín ngưỡng khác, quyền bỏ phiếu một hoặc các cơ quan bầu cử tôn giáo khác theo curia mà họ thuộc về.

#### Vụ ám sát ở Sarajevo

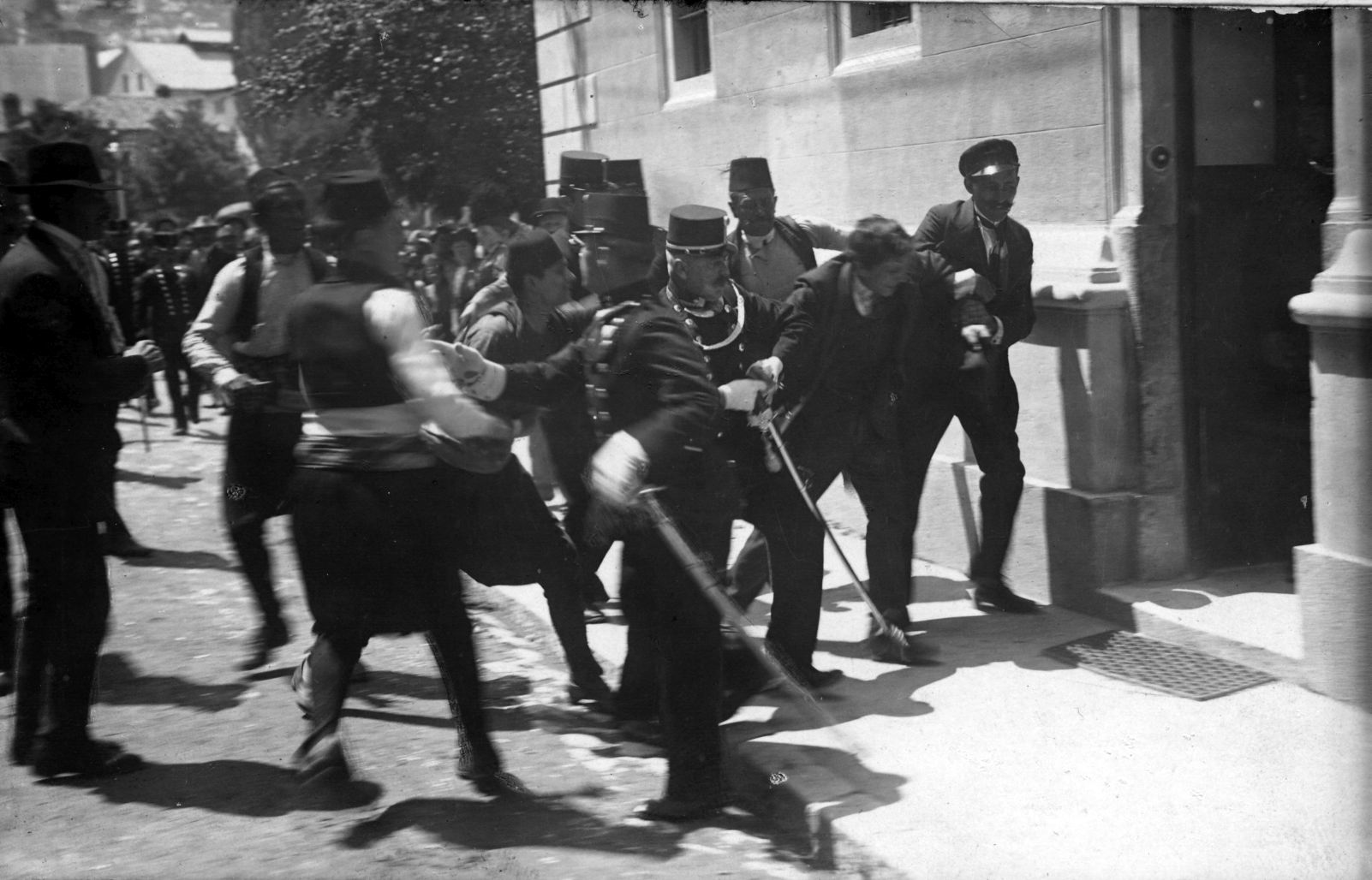
Hình ảnh này thường liên quan đến việc bắt giữ Gavrilo Princip, mặc dù một số người tin rằng nó mô tả Ferdinand Behr, một người ngoài cuộc.

Vào ngày 28 tháng 6 năm 1914, Đại Công tước Franz Ferdinand đã đến thăm thủ phủ Sarajevo của Bosnia. Một nhóm sáu sát thủ (Cvjetko Popović, Gavrilo Princip, Muhamed Mehmedbašić, Nedeljko Čabrinović, Trifko Grabež, Vaso Čubrilović) từ nhóm dân tộc chủ nghĩa Mlada Bosna do Bàn tay đen cung cấp, đã tập trung trên con phố nơi đoàn xe của Đại Công tước sẽ đi qua. Čabrinović ném lựu đạn vào ô tô nhưng đã trượt. Nó làm một số người gần đó bị thương và đoàn xe của Franz Ferdinand vẫn tiếp tục chạy. Các sát thủ khác đã không hành động khi những chiếc xe lao nhanh qua họ. Khoảng một giờ sau, khi Franz Ferdinand đang trở về sau chuyến thăm tại Bệnh viện Sarajevo, đoàn xe đã rẽ nhầm vào một con phố nơi Gavrilo Princip do tình cờ đứng đó. Với một khẩu súng lục, Princip đã bắn chết Franz Ferdinand và vợ của ông ta là Sophie. Người dân Áo phản ứng nhẹ nhàng, gần như thờ ơ. Như sử gia Z. A. B. Zeman sau này đã viết, "sự kiện này hầu như không gây được ấn tượng gì. Vào Chủ Nhật và Thứ Hai [28 và 29 tháng 6], đám đông ở Viên nghe nhạc và uống rượu như thể không có gì xảy ra."

#### Bạo lực gia tăng ở Bosna

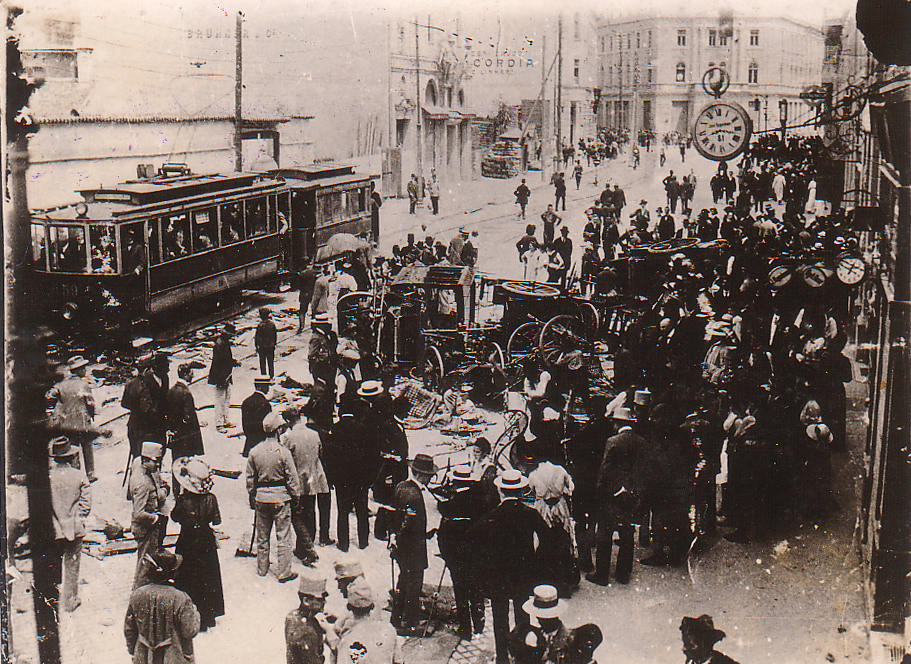
Đám đông trên đường phố sau hậu quả của Bạo loạn chống người Serb ở Sarajevo, ngày 29 tháng 6 năm 1914

Vụ ám sát đã làm gia tăng một cách quá mức các hành vi thù địch sắc tộc dựa trên tôn giáo truyền thống hiện có ở Bosna. Tuy nhiên, tại chính Sarajevo, chính quyền Áo đã khuyến khích bạo lực chống lại dân Serb, dẫn đến bạo loạn chống người Serb ở Sarajevo, trong đó người Croatia Công giáo và người Bosna Hồi giáo đã giết hai người và làm hư hại nhiều tòa nhà do người Serb làm chủ. Nhà văn Ivo Andrić gọi bạo lực là "sự căm thù điên cuồng ở Sarajevo." Các hành động bạo lực chống lại người Serb thiểu số được tổ chức không chỉ ở Sarajevo mà còn ở nhiều thành phố lớn của Áo-Hung ở Croatia và Bosna và Hercegovina ngày nay. Các nhà chức trách Áo-Hung ở Bosna và Hercegovina đã bỏ tù và dẫn độ khoảng 5.500 người Serb nổi tiếng, 700 đến 2.200 người trong số đó đã chết trong tù. 460 người Serb bị kết án tử hình và một lực lượng dân quân chủ yếu là người Hồi giáo được gọi là Schutzkorps được thành lập và thực hiện cuộc đàn áp người Serb.

#### Quyết định gây chiến
Trong khi chi tiêu quân sự của đế chế thậm chí tăng chưa tới hai lần kể từ sau Đại hội Berlin năm 1878, chi tiêu của Đức đã tăng gấp 5 lần và chi tiêu của Anh, Nga và Pháp đã gấp ba lần. Đế chế đã mất các khu vực có dân Ý vào tay Piedmont vì các phong trào dân tộc chủ nghĩa ở Ý và nhiều người Áo-Hung cho rằng mối đe dọa sắp xảy ra là để mất các lãnh thổ phía nam có người Slav sinh sống vào tay Serbia. Serbia gần đây đã giành được lãnh thổ đáng kể trong Chiến tranh Balkan lần thứ hai năm 1913, gây ra nhiều lo lắng trong giới chính phủ ở Viên và Budapest. Cựu đại sứ kiêm ngoại trưởng Bá tước Alois Aehrenthal đã cho rằng bất kỳ cuộc chiến tranh nào trong tương lai đều sẽ xảy ra ở khu vực Balkan.
Thủ tướng Hungary và nhà khoa học chính trị István Tisza phản đối việc bành trướng của chế độ quân chủ ở Balkan (xem cuộc khủng hoảng Bosna năm 1908) vì "Chế độ quân chủ kép đã có quá nhiều người Slav". Điều này sẽ đe dọa thêm tính toàn vẹn của Chế độ quân chủ kép. Vào tháng 3 năm 1914, Tisza đã viết một bản ghi nhớ cho Hoàng đế Franz Joseph với một giọng điệu mạnh mẽ, mang tính dự đoán và buồn bã về ngày tận thế. Ông đã sử dụng từ chưa được biết đến cho đến nay "Weltkrieg" (có nghĩa là Chiến tranh thế giới). "Tôi tin chắc rằng hai nước láng giềng của Đức [Nga và Pháp] đang cẩn thận tiến hành các công tác chuẩn bị quân sự nhưng sẽ không bắt đầu chiến tranh chừng nào họ chưa lôi kéo được một nhóm các quốc gia Balkan chống lại chúng ta để đối đầu với Chế độ quân chủ bằng một cuộc tấn công từ ba phía và đánh lui phần lớn lực lượng của chúng ta trên mặt trận phía đông và phía nam. "

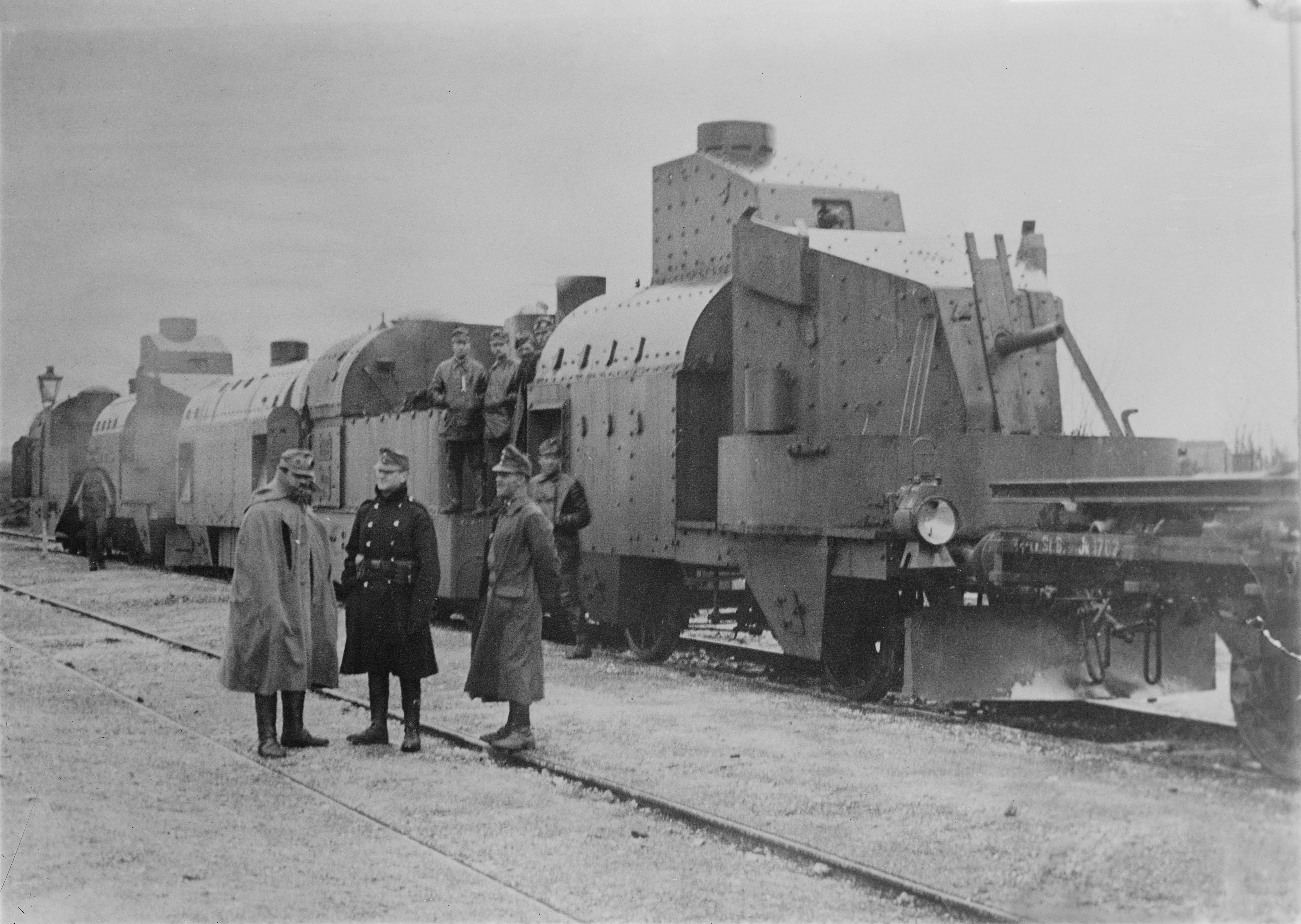
Xe lửa bọc thép MÁVAG năm 1914

Vào ngày Đại Công tước Franz Ferdinand bị ám sát, Tisza ngay lập tức đến Viên để gặp Bộ trưởng Bộ Ngoại giao Bá tước Leopold Berchtold và Tư lệnh quân đội Bá tước Franz Conrad von Hötzendorf. Họ đề xuất giải quyết tranh chấp bằng vũ lực là tấn công Serbia. Tisza đề xuất cho chính phủ Serbia thời gian để xem xét liệu họ có liên quan đến việc tổ chức vụ giết người hay không và đề xuất một giải pháp hòa bình, cho rằng tình hình quốc tế sẽ sớm giải quyết. Trở về Budapest, ông viết thư cho Hoàng đế Franz Joseph nói rằng ông sẽ không chịu bất kỳ trách nhiệm nào về cuộc xung đột vũ trang vì không có bằng chứng cho thấy Serbia đã âm mưu ám sát. Tisza phản đối gây chiến với Serbia, tuyên bố rằng bất kỳ cuộc chiến tranh nào với người Serbia đều nhất định gây ra một cuộc chiến tranh với Nga và do đó sẽ gây ra một cuộc chiến tranh toàn châu Âu. Ông không tin tưởng vào liên minh với Ý do hậu quả chính trị của Chiến tranh giành độc lập Ý lần thứ hai. Ông nghĩ rằng ngay cả một cuộc chiến tranh mà Áo-Hung giành chiến thắng cũng sẽ là một thảm họa cho sự toàn vẹn của Vương quốc Hungary, nơi Hungary sẽ là nạn nhân tiếp theo của chính trị Áo. Sau một cuộc chiến thành công chống lại Serbia, Tisza đã thấy trước một cuộc tấn công quân sự của Áo chống lại Vương quốc Hungary, nơi người Áo muốn chia cắt lãnh thổ của Hungary.
Một số thành viên của chính phủ, chẳng hạn như Bá tước Franz Conrad von Hötzendorf, đã muốn đối đầu với Serbia đang hồi sinh vài năm trở lại đây trong một cuộc chiến tranh ngăn chặn nhưng Hoàng đế, lúc này đã 84 tuổi và là kẻ thù của mọi cuộc phiêu lưu, đã từ chối.
Bộ ngoại giao của Đế quốc Áo-Hung đã cử đại sứ László Szőgyény đến Potsdam, nơi ông hỏi về quan điểm của Hoàng đế Đức Wilhelm II vào ngày 5 tháng 7. Szőgyény mô tả những gì đã diễn ra trong một báo cáo bí mật cho Viên vào cuối ngày hôm đó:
Tôi đã trình bày với Bệ hạ [Wilhelm] lá thư của ngài [Franz Joseph] và bản ghi nhớ đính kèm. Hoàng đế đã đọc khá kỹ cả hai trước sự chứng kiến của tôi. Đầu tiên, Bệ hạ cam đoan với tôi rằng ông ấy đã mong đợi chúng tôi có hành động kiên quyết chống lại Serbia nhưng ông ấy phải thừa nhận rằng: do hậu quả của những cuộc xung đột mà ngài [Franz Joseph] phải đối mặt, ông ấy cần tính đến một tình thế phức tạp nghiêm trọng ở châu Âu. Đó là lý do tại sao ông ta không muốn đưa ra bất kỳ câu trả lời chắc chắn nào trước khi tham vấn với thủ tướng....
Sau khi dùng bữa ăn trưa, một lần nữa tôi nhấn mạnh mức độ nghiêm trọng của tình hình, Bệ hạ ủy quyền cho tôi báo cáo với Ngài [Franz Joseph] rằng trong trường hợp tình thế phức tạp, chúng ta cũng có thể tin tưởng vào sự hỗ trợ đầy đủ của Đức. Như đã đề cập ở trên, trước tiên ông ấy phải tham khảo ý kiến của Thủ tướng nhưng ông nghĩ Herr von Bethmann Hollweg sẽ hoàn toàn đồng ý với ông, đặc biệt là về hành động của chúng ta chống lại Serbia. Tuy nhiên, theo ý kiến của ông ấy[Wilhelm], chúng ta không cần phải kiên nhẫn chờ đợi trước khi hành động.

Hoàng đế Đức nói rằng lập trường của Nga sẽ luôn thù địch nhưng ông ấy đã chuẩn bị cho điều này trong nhiều năm, và ngay cả khi chiến tranh nổ ra giữa Áo-Hung và Nga, chúng ta có thể yên tâm rằng Đức sẽ đứng về phía chúng ta với lòng trung thành son sắt. Theo Hoàng đế, theo tình hình hiện tại, Nga hoàn toàn không sẵn sàng cho chiến tranh. Chúng ta chắc chắn vẫn phải suy nghĩ kỹ trước khi đưa ra lời kêu gọi vũ trang.
Nhưng giờ đây các nhà lãnh đạo của Áo-Hung, đặc biệt là Tướng Bá tước Leopold von Berchtold, được đồng minh là Đức hậu thuẫn, đã quyết định đối đầu quân sự với Serbia trước khi nước này có thể kích động một cuộc nổi dậy; sử dụng vụ ám sát như một cái cớ, họ đưa ra danh sách mười yêu cầu được gọi là Tối hậu thư tháng Bảy với những điều kiện mà Serbia sẽ không bao giờ chấp nhận. Nhưng khi Serbia chấp nhận chín trong số mười yêu sách nhưng chỉ chấp nhận một phần yêu sách còn lại, Áo-Hung vẫn quyết tuyên chiến. Franz Joseph I cuối cùng đã nghe theo lời khuyên khẩn cấp của các cố vấn hàng đầu của ông ấy.
Trong suốt tháng 7 và tháng 8 năm 1914, những sự kiện này đã khiến Chiến tranh thế giới thứ nhất bắt đầu khi Nga vận động ủng hộ Serbia, mở ra một loạt các cuộc tổng động viên phản công. Để ủng hộ đồng minh Đức của mình, vào thứ Năm, ngày 6 tháng 8 năm 1914, Hoàng đế Franz Joseph đã ký tuyên chiến với Nga. Ý ban đầu vẫn trung lập dù có liên minh với Áo-Hung. Năm 1915, Ý chuyển sang phe Hiệp ước với hy vọng chiếm lãnh thổ từ cựu đồng minh của mình.

### Chính sách đối ngoại thời chiến

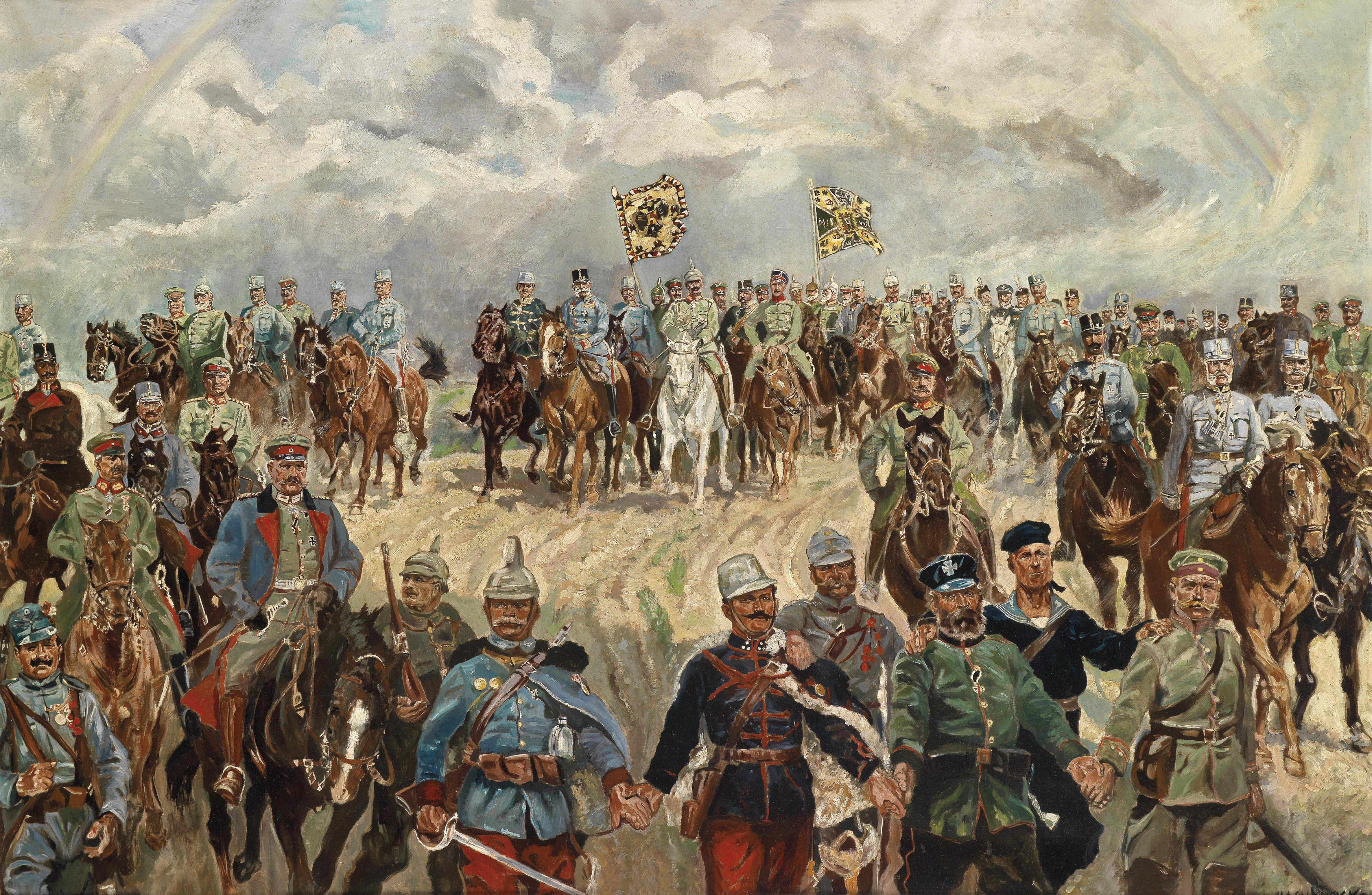
Franz Josef I và Wilhelm II
với các chỉ huy quân sự trong Thế chiến I

Đế quốc Áo-Hung đóng một vai trò ngoại giao tương đối thụ động trong cuộc chiến vì nó ngày càng bị Đức thống trị và kiểm soát. Mục tiêu duy nhất của nó là trừng phạt Serbia và cố gắng ngăn chặn sự tan rã sắc tộc bên trong Đế chế và nó hoàn toàn thất bại. Thay vào đó, khi chiến tranh xảy ra, sự đoàn kết dân tộc giảm sút; Đồng minh khuyến khích ly khai từ các nhóm thiểu số và Đế chế phải đối mặt với sự tan rã. Bắt đầu từ cuối năm 1916, Tân Hoàng đế Karl đã loại bỏ các quan chức thân Đức và mở các cuộc thương lượng hòa bình với Đồng minh, theo đó toàn bộ cuộc chiến có thể được kết thúc bằng thỏa hiệp hoặc có thể Áo sẽ thương lượng hòa bình riêng rẽ với Đức. Nỗ lực trên đã bị phủ quyết bởi Ý, nước đã được hứa hẹn với Áo về việc gia nhập Đồng minh vào năm 1915. Áo chỉ chịu chuyển giao vùng Trentino chứ không chịu mất thêm lãnh thổ. Karl được coi là một người theo tư tưởng chủ bại, điều này đã làm suy yếu vị thế của ông ở trong nước cũng như với cả phe Đồng minh và Đức.
Khi nền kinh tế Đế quốc rơi vào tình trạng khó khăn nghiêm trọng và thậm chí là đói kém, đội quân đa sắc tộc đã mất đi nhuệ khí và ngày càng khó giữ được chiến tuyến. Tại thủ đô Viên và Budapest, các phong trào cánh tả và tự do cùng các đảng đối lập đã củng cố và ủng hộ chủ nghĩa ly khai của các dân tộc thiểu số. Khi thực tế rõ ràng là Đồng minh sẽ giành chiến thắng trong cuộc chiến, các phong trào dân tộc chủ nghĩa vốn đã âm ỉ trước đây đã kêu gọi mức độ tự chủ cao hơn cho các khu vực chiếm đa số bắt đầu đòi độc lập hoàn toàn. Hoàng đế đã mất nhiều lãnh thổ khi vương quốc của ông tan rã.

### Hậu phương
Vùng nông thôn của Áo-Hung đã có một số cơ sở công nghiệp nhỏ nhưng đóng góp chính của nó vẫn là nhân lực và lương thực. Tuy nhiên, Áo-Hung có mực độ đô thị hóa lớn hơn (25%) so với các đối thủ của họ trong Chiến tranh thế giới thứ nhất như Đế quốc Nga (13,4%), Serbia (13,2%) hoặc Romania (18,8%)). Hơn nữa, Đế quốc Áo-Hung cũng có nền kinh tế công nghiệp hóa hơn và GDP bình quân đầu người cao hơn so với Vương quốc Ý, vốn là đối thủ phát triển nhất về kinh tế so với nó.
Ở hậu phương, thực phẩm cũng như nhiên liệu sưởi ấm ngày càng khan hiếm hơn. Số lượng lợn giảm 90% do là nguồn cung cấp chính giăm bông và thịt lợn muối cho Quân đội. Hungary, với nền tảng nông nghiệp nặng, phần nào được nuôi dưỡng tốt hơn. Quân đội đã chinh phục các khu vực sản xuất nông nghiệp ở Romania và các nơi khác nhưng không chịu cho phép vận chuyển lương thực cho dân thường ở quê nhà. Tinh thần sa sút qua từng năm và các quốc gia đang tách khỏi Đế chế và tìm cách thành lập các quốc gia dân tộc của riêng họ.
Lạm phát tăng vọt, từ chỉ số 129 năm 1914 lên 1589 năm 1918, xóa sổ các khoản tiết kiệm tiền mặt của tầng lớp trung lưu. Chiến tranh đã sử dụng khoảng 20% GDP. Những người lính thiệt mạng chiếm khoảng bốn phần trăm lực lượng lao động năm 1914 và những người bị thương lên đến sáu phần trăm nữa. So với tất cả các quốc gia lớn trong cuộc chiến, tỷ lệ tử vong và thương vong là cao nhất là ở lãnh thổ Áo ngày nay.
Đến mùa hè năm 1918, "Cán bộ xanh" của quân đội đào ngũ thành lập các ban nhạc vũ trang trên các ngọn đồi ở Croatia-Slavonia và chính quyền dân sự tan rã. Vào cuối tháng 10, bạo lực và cướp bóc lớn nổ ra và có những nỗ lực để thành lập các nước cộng hòa nông dân. Tuy nhiên, Ban lãnh đạo chính trị Croatia tập trung vào việc thành lập một nhà nước mới (Nam Tư) và làm việc với quân đội Serbia đang tiến lên để áp đặt quyền kiểm soát và chấm dứt các cuộc nổi dậy.

### Sự kiện quân sự
Đế chế Áo-Hung có 7,8 triệu binh sĩ trong Thế chiến 1. Tướng von Hötzendorf là Tổng tư lệnh quân đội Áo-Hung. Franz Joseph I, người đã quá già để chỉ huy quân đội đã bổ nhiệm Đại Công tước Friedrich von Österreich-Teschen làm Tư lệnh Quân đội Tối cao (Armeeoberkommandant) nhưng yêu cầu ông cho Von Hötzendorf tự do đưa ra bất kỳ quyết định nào. Von Hötzendorf vẫn nắm quyền chỉ huy hiệu quả các lực lượng quân sự cho đến khi Hoàng đế Karl I tự mình lên nắm quyền chỉ huy tối cao vào cuối năm 1916 và cách chức Conrad von Hötzendorf vào năm 1917. Trong khi đó, điều kiện kinh tế ở quê nhà xuống cấp nhanh chóng. Đế quốc phụ thuộc lớn vào nông nghiệp và nông nghiệp phụ thuộc vào lao động nặng của hàng triệu người hiện đang trong Quân đội. Sản xuất lương thực giảm, hệ thống giao thông trở nên quá tải và sản xuất công nghiệp không thể giải quyết được nhu cầu quá lớn về bom, đạn. Đức đã giúp đỡ rất nhiều nhưng vẫn chưa đủ. Hơn nữa, sự bất ổn chính trị của nhiều nhóm dân tộc trong Đế quốc giờ đây đã phá tan mọi hy vọng về sự đồng lòng của quốc gia để ủng hộ chiến tranh. Ngày càng có nhiều nhu cầu về việc tách khỏi Đế chế và thành lập các quốc gia tự trị dựa trên các nền văn hóa dựa trên ngôn ngữ lịch sử. Tân Hoàng đế tìm kiếm các điều khoản hòa bình từ phe Đồng minh nhưng các sáng kiến của ông đều bị Ý phủ quyết.

#### Mặt trận Serbia 1914–1916
Khi bắt đầu cuộc chiến, quân đội được chia làm hai: phần nhỏ tấn công Serbia trong khi phần lớn hơn chiến đấu chống lại Lục quân Đế quốc Nga. Cuộc xâm lược Serbia năm 1914 là một thảm họa: vào cuối năm đó, Lục quân Đế quốc Áo-Hung đã không chiếm được một tấc lãnh thổ nào nhưng đã mất 227.000 trong tổng số 450.000 quân. Tuy nhiên, vào mùa thu năm 1915, Quân đội Serbia bị đánh bại bởi các cường quốc Trung tâm, dẫn đến việc chiếm đóng Serbia. Vào gần cuối năm 1915, trong một chiến dịch giải cứu quy mô với hơn 1.000 chuyến đi bằng tàu hơi nước của Ý, Pháp và Anh, 260.000 binh lính người Serb còn sống sót đã được vận chuyển đến Brindisi và Corfù để chờ đợi thời cơ chiến thắng của các cường quốc Đồng minh để giành lại quyền kiểm soát đất nước. Corfu đã tổ chức cho chính phủ Serbia lưu vong sau khi Serbia sụp đổ và đóng vai trò là cơ sở tiếp tế cho mặt trận Hy Lạp. Vào tháng 4 năm 1916, một số lượng lớn quân Serbia được vận chuyển bằng các tàu hải quân của Anh và Pháp từ Corfù đến Hy Lạp lục địa. Đội quân hơn 120.000 người đã giải vây cho một đội quân nhỏ tại mặt trận Macedonia và chiến đấu cùng với quân đội Anh và Pháp.

#### Mặt trận Nga 1914–1917

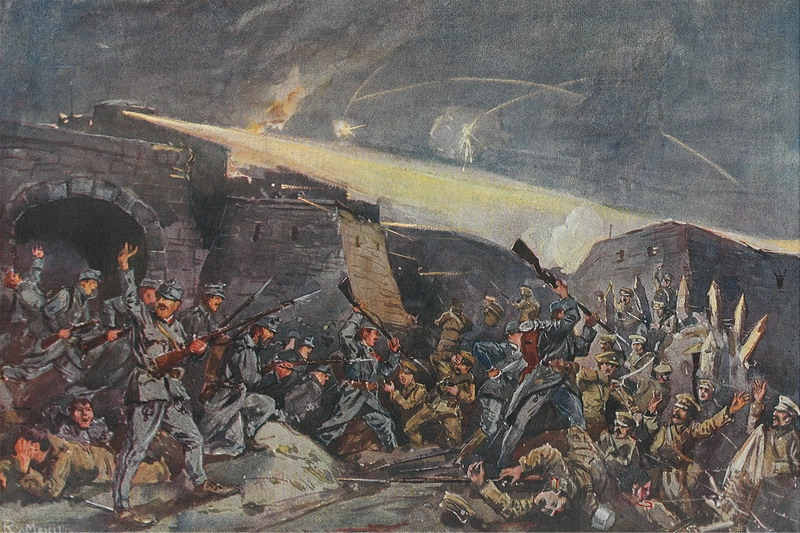
Cuộc vây hãm Przemyśl năm 1915

Ở mặt trận phía Đông, cuộc chiến khởi đầu không kém phần nghèo nàn. Quân đội Áo-Hung bị đánh bại trong trận Lemberg và thành phố pháo đài lớn Przemyśl bị bao vây và thất thủ vào tháng 3 năm 1915. Chiến dịch tấn công Gorlice–Tarnów bắt đầu như một cuộc tấn công nhỏ của Đức nhằm giảm bớt áp lực về ưu thế quân số của Nga lên quân Áo-Hung, nhưng sự hợp tác của các cường quốc Trung tâm đã dẫn đến tổn thất to lớn của Nga và làm sụp đổ hoàn toàn các phòng tuyến của Nga, đồng thời, họ phải rút lui 100 km (62 dặm) vào sâu trong lãnh thổ Nga. Tập đoàn quân số 3 của Nga bị tiêu diệt. Vào mùa hè năm 1915, Quân đội Áo-Hung, dưới sự chỉ huy thống nhất với quân Đức, đã tham gia vào Chiến dịch tấn công Gorlice – Tarnów thành công. Từ tháng 6 năm 1916, quân Nga tập trung tấn công vào quân đội Áo-Hung trong Chiến dịch tấn công Brusilov khi nhận ra sự thua kém về quân số của quân đội Áo-Hung. Đến cuối tháng 9 năm 1916, Áo-Hung đã huy động và tập trung các sư đoàn mới và cuộc tiến công thành công của Nga bị dừng lại và từ từ bị đẩy lùi; nhưng quân Áo bị tổn thất nặng nề (khoảng 1 triệu người) và không bao giờ hồi phục lại được. Trận Zborov (1917) là trận quan trọng đầu tiên của Quân đoàn Tiệp Khắc, những người đã chiến đấu cho nền độc lập của Tiệp Khắc chống lại quân đội Áo-Hung. Tuy nhiên, những tổn thất lớn về người và vật chất gây ra cho người Nga trong cuộc tấn công đã góp phần rất lớn vào các cuộc cách mạng năm 1917 và nó đã gây ra một sự sụp đổ kinh tế ở Đế quốc Nga.

#### Mặt trận Ý 1915–1918

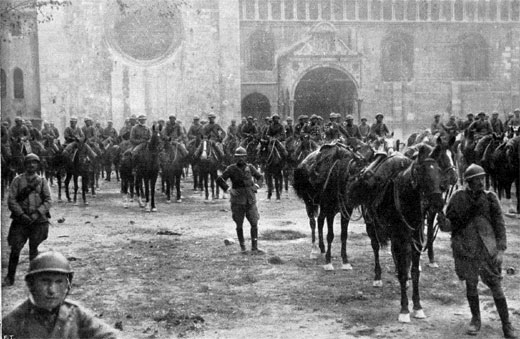
Quân đội Ý tại Trento vào ngày 3 tháng 11 năm 1918 sau Trận Vittorio Veneto. Chiến thắng của Ý đánh dấu sự kết thúc của cuộc chiến trên Mặt trận Ý và đảm bảo sự tan rã của Áo-Hung.

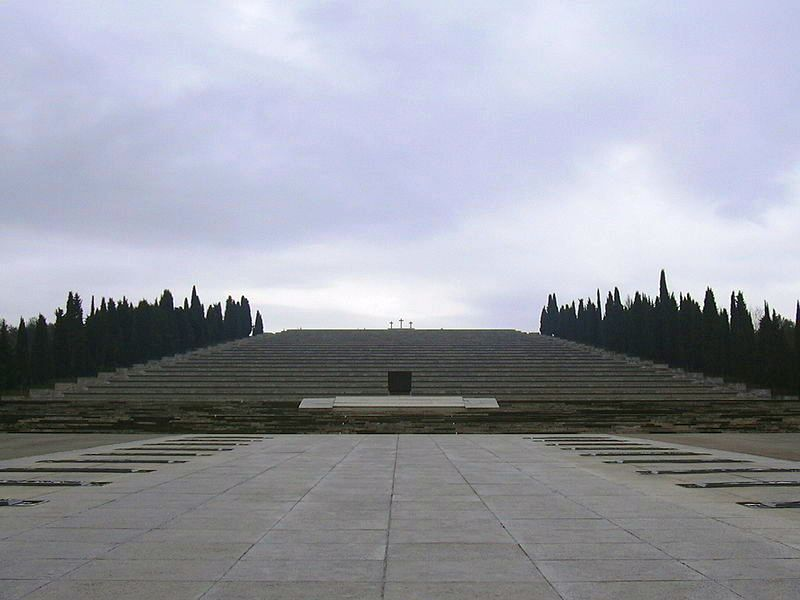
Đài tưởng niệm chiến tranh Redipuglia (Ý), nơi yên nghỉ của khoảng 100.000 binh sĩ Ý đã chết trong các trận chiến của Thế chiến thứ nhất

Tháng 5 năm 1915, Ý tấn công Áo-Hung. Ý là đối thủ quân sự duy nhất của Áo-Hung có mức độ công nghiệp hóa và trình độ kinh tế tương đương; hơn nữa, quân đội của Ý rất đông (≈1.000.000 quân thường trực) nhưng khả năng lãnh đạo, huấn luyện và tổ chức kém. Tổng tư lệnh Luigi Cadorna cho quân hành quân về phía sông Isonzo với hy vọng chiếm được Ljubljana và cuối cùng đe dọa Viên. Tuy nhiên, Lục quân Hoàng gia Ý đã bị chặn lại trên sông, nơi bốn trận chiến đã diễn ra trong năm tháng (23 tháng 6 - 2 tháng 12 năm 1915). Cuộc chiến diễn ra vô cùng đẫm máu và mệt mỏi đối với cả hai bên.
Vào ngày 15 tháng 5 năm 1916, Tổng tư lệnh Áo Conrad von Hötzendorf phát động cuộc viễn chinh Strafexpedition ("cuộc viễn chinh trừng phạt"): quân Áo đột phá mặt trận đối phương và chiếm đóng cao nguyên Asiago. Người Ý đã cố gắng kháng cự và trong một cuộc phản công đã chiếm giữ Gorizia vào ngày 9 tháng 8. Tuy nhiên, họ phải dừng lại ở Carso, cách biên giới vài km. Tại thời điểm này, một vài tháng của cuộc chiến tranh chiến hào thiếu quyết đoán đã xảy ra sau đó (tương tự như mặt trận phía Tây). Khi Đế quốc Nga sụp đổ do hậu quả của Cách mạng Bolshevik và người Nga rời cuộc chiến, Đức và Áo có thể di chuyển nhiều nhân lực trên các mặt trận phía Tây và phía Nam từ chiến trường phía Đông.
Vào ngày 24 tháng 10 năm 1917, người Áo (hiện được sự hỗ trợ quyết định của Đức) tấn công vào Caporetto bằng các chiến thuật xâm nhập mới; mặc dù họ đã tiến hơn 100 km (62,14 dặm) theo hướng Venice và thu được nhiều nguồn cung cấp đáng kể, họ đã bị chặn lại và không thể vượt qua sông Piave. Ý dù bị thương vong lớn đã phục hồi sau trận chiến và một chính phủ liên hiệp dưới quyền Vittorio Emanuele Orlando được thành lập. Ý cũng nhận được sự hỗ trợ của các cường quốc phe Hiệp ước: vào năm 1918, một lượng lớn vật liệu chiến tranh và một số sư đoàn phụ trợ của Mỹ, Anh và Pháp đã đến chiến khu Ý. Cadorna được thay thế bởi Tướng Armando Diaz; Dưới sự chỉ huy của ông, quân Ý đã chiếm lại thế chủ động và giành chiến thắng trong Trận chiến trên sông Piave quyết định (15-23 tháng 6 năm 1918), trong đó khoảng 60.000 lính Áo và 43.000 lính Ý bị giết. Đế chế Áo-Hung đa sắc tộc bắt đầu tan rã, để lại quân đội của họ đơn độc trên các chiến trường. Trận chiến cuối cùng là tại Vittorio Veneto; sau 4 ngày kháng cự gay gắt, quân Ý đã vượt qua sông Piave và sau khi mất 90.000 quân, quân Áo bại trận đã rút lui trong hỗn loạn và bị quân Ý truy đuổi. Người Ý đã bắt 448.000 lính Áo-Hung (khoảng 1/3 quân đội), 24 tướng, 5.600 khẩu đại bác và súng cối, và 4.000 súng máy. Sự tan vỡ của quân đội cũng đánh dấu sự khởi đầu của cuộc nổi dậy của nhiều sắc tộc vì họ từ chối tiếp tục chiến đấu vì một mục tiêu mà giờ đây dường như là vô nghĩa. Những sự kiện này đặt dấu chấm hết cho Đế quốc Áo-Hung khi nó sụp đổ vào ngày 31 tháng 10 năm 1918. Hiệp định đình chiến được ký kết tại Villa Giusti vào ngày 3 tháng 11.

#### Mặt trận România 1916–1917
Ngày 27 tháng 8 năm 1916, România tuyên chiến với Áo-Hung. Lục quân România đã vượt qua biên giới Đông Hungary (Transylvania). Bất chấp những thành công ban đầu, đến tháng 11 năm 1916, phe Trung tâm được thành lập bởi quân đội Áo-Hung, Đức, Bulgaria và Ottoman đã đánh bại quân đội România và Nga và chiếm nam România (bao gồm Oltenia, Muntenia và Dobrogea). Trong vòng 3 tháng sau chiến tranh, phe Trung tâm đã đến gần București, thủ đô România. Vào ngày 6 tháng 12, phe Trung tâm chiếm được București và một phần dân số đã chuyển đến lãnh thổ không có người ở của România, Moldova cùng với chính phủ România, tòa án hoàng gia và các cơ quan công quyền đã chuyển đến Iași.
Năm 1917, sau một số chiến thắng phòng thủ (nỗ lực ngăn chặn bước tiến của Đức-Áo-Hung) cùng với việc Nga rút khỏi cuộc chiến sau Cách mạng Tháng Mười, România buộc phải ngừng tham chiến.
Trong khi quân đội Đức nhận ra rằng cần phải có sự hợp tác chặt chẽ từ bên ngoài, các sĩ quan của Đế quốc Habsburg lại thấy mình hoàn toàn tách biệt với thế giới dân sự và vượt trội hơn hẳn. Khi chiếm đóng các khu vực sản xuất, chẳng hạn như miền nam România, họ chiếm giữ kho lương thực và các nguồn cung cấp khác cho mục đích riêng của mình đồng thời chặn bất kỳ chuyến hàng nào dành cho dân thường ở Đế chế Áo-Hung. Kết quả là các sĩ quan sống tốt trong khi dân thường bắt đầu chết đói. Viên thậm chí còn chuyển các đơn vị huấn luyện đến Serbia và Ba Lan với mục đích duy nhất là cho họ ăn. Quân đội thu được khoảng 15% nhu cầu ngũ cốc từ các vùng lãnh thổ bị chiếm đóng.

### Vai trò của Hungary

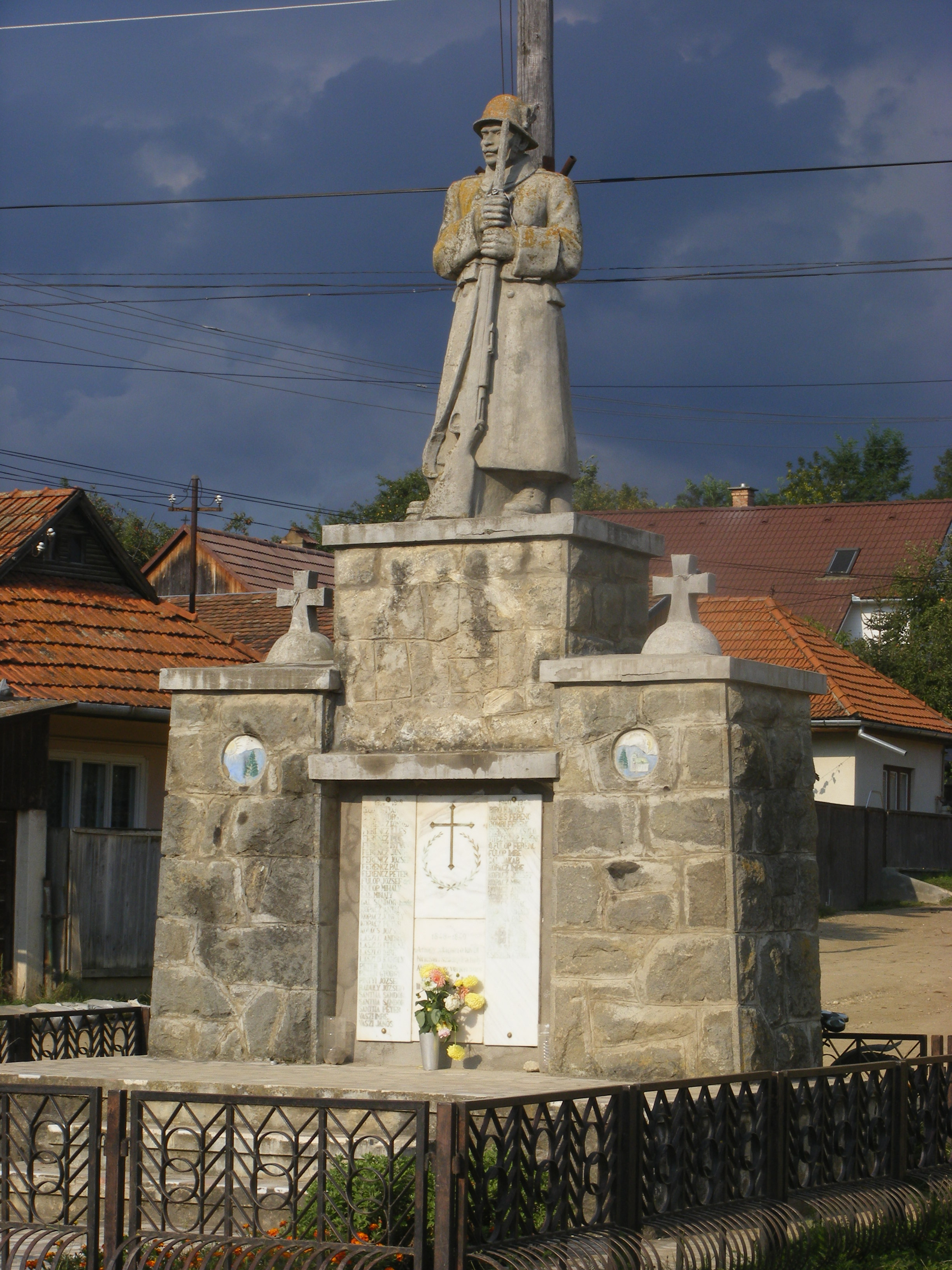
Đài tưởng niệm chiến tranh ở Păuleni-Ciuc, Romania

Mặc dù Vương quốc Hungary chỉ chiếm 42% dân số Áo-Hung, phần lớn quân lực mỏng với chỉ hơn 3,8 triệu binh sĩ của các lực lượng vũ trang Áo-Hung đã được gọi nhập ngũ từ Vương quốc Hungary trong Chiến tranh thế giới thứ nhất. Khoảng 600.000 binh sĩ đã thiệt mạng trong chiến tranh và 700.000 binh sĩ bị thương trong cuộc chiến.
Áo-Hung đã đứng vững trong nhiều năm vì nửa Hungary đã cung cấp đủ nhu yếu phẩm để quân đội tiếp tục tiến hành chiến tranh. Điều này được thể hiện trong quá trình chuyển giao quyền lực sau đó thủ tướng Hungary, Bá tước István Tisza và bộ trưởng ngoại giao, Bá tước Burián István có ảnh hưởng quyết định đối với các vấn đề đối nội và đối ngoại của chế độ quân chủ. Vào cuối năm 1916, nguồn cung cấp lương thực từ Hungary không còn liên tục và chính phủ tìm cách đình chiến với phe Hiệp ước. Tuy nhiên, điều này đã thất bại vì Anh và Pháp không còn quan tâm đến sự toàn vẹn của chế độ quân chủ vì sự ủng hộ của Áo-Hung đối với Đức.

### Phân tích nguyên nhân thành bại
Những thất bại mà quân đội Áo phải chịu trong các năm 1914 và 1915 có thể được cho là phần lớn do sự kém cỏi của bộ chỉ huy cấp cao của Áo. Sau khi tấn công Serbia, các lực lượng của họ sớm phải rút lui để bảo vệ biên giới phía đông trước sự xâm lược của Nga, trong khi các đơn vị Đức tham gia chiến đấu ở Mặt trận phía Tây. Điều này dẫn đến tổn thất nhân lực nhiều hơn dự kiến trong cuộc xâm lược Serbia. Hơn nữa, rõ ràng là bộ chỉ huy tối cao của Áo không có kế hoạch cho một cuộc chiến tranh trên lục địa có thể xảy ra và quân đội và hải quân cũng không đủ trang bị để xử lý một cuộc xung đột như vậy.
Từ năm 1916, nỗ lực chiến tranh Áo-Hung ngày càng trở nên phụ thuộc vào sự chỉ đạo của các nhà hoạch định Đức. Người Áo coi quân đội Đức có lợi, mặt khác vào năm 1916, niềm tin chung ở Đức là Đức khi liên minh với Áo-Hung thì như bị "cùm vào một cái xác". Khả năng tác chiến của quân đội Áo-Hung bị ảnh hưởng nghiêm trọng do thiếu hụt quân nhu, nhuệ khí thấp, tỷ lệ thương vong cao và bởi thành phần quân đội gồm nhiều dân tộc với các ngôn ngữ và phong tục tập quán khác nhau.
Hai thành công cuối cùng của quân Áo, Chiến dịch Romania và Chiến dịch Caporetto đạt được đều nhờ có Đức hỗ trợ. Khi Chế độ quân chủ kép bất ổn hơn về mặt chính trị, nó ngày càng phụ thuộc nhiều hơn vào sự trợ giúp của Đức. Phần lớn người dân ngoài người Hungary và người Áo Đức, ngày càng trở nên bồn chồn.
Năm 1917, mặt trận phía Đông của phe Hiệp ước hoàn toàn sụp đổ.
Đế quốc Áo-Hung sau đó rút khỏi tất cả các nước bại trận. Đến năm 1918, tình hình kinh tế trở nên tồi tệ. Các phong trào chính trị cánh tả và chủ nghĩa hòa bình đã tổ chức các cuộc đình công trong các nhà máy và các cuộc nổi dậy trong quân đội đã trở nên phổ biến. Trong các trận chiến ở Ý, người Tiệp Khắc và Nam Slav tuyên bố độc lập. Vào ngày 31 tháng 10, Hungary chấm dứt liên minh cá nhân với Áo, chính thức giải thể Chế độ quân chủ. Trong cuộc tấn công cuối cùng ở Ý, Quân đội Áo-Hung đã ra trận mà không có lương thực, đạn dược và chiến đấu mà không có bất kỳ sự hỗ trợ chính trị nào do đế chế đã không tồn tại trên thực tế. Vào cuối cuộc tấn công chung quyết định của Ý, Anh và Pháp tại Vittorio Veneto, Áo-Hung tan rã đã ký Hiệp định đình chiến Villa Giusti vào ngày 3 tháng 11 năm 1918.
Chính phủ đã thất bại nặng nề ở hậu phương. Sử gia Alexander Watson nói:
trên khắp trung tâm châu Âu... Phần lớn người dân sống trong tình trạng khốn cùng vào mùa xuân năm 1918 và điều kiện sau đó càng tồi tệ hơn, mùa hè năm 1918 cũng chứng kiến cả sự sụt giảm lương thực cung cấp đến mức 'mùa đông củ cải' và sự bùng phát của đại dịch cúm năm 1918 giết chết ít nhất 20 triệu người trên toàn thế giới. Xã hội bớt căng thẳng, kiệt quệ và khao khát hòa bình.

## Tan rã
Chế độ Quân chủ Áo-Hung sụp đổ với tốc độ chóng mặt vào mùa thu năm 1918. Tại thủ đô Viên và Budapest, các phong trào cánh tả và tự do và các chính trị gia (các đảng đối lập) đã củng cố và ủng hộ sự ly khai của các dân tộc thiểu số. Những đảng cánh tả hoặc cánh tả ủng hộ phe Hiệp ước này phản đối chế độ quân chủ như một hình thức chính phủ và tự coi mình là người theo chủ nghĩa quốc tế hơn là yêu nước. Cuối cùng, thất bại của Đức và các cuộc cách mạng nhỏ ở Viên và Budapest đã trao quyền lực chính trị cho các đảng chính trị cánh tả / tự do. Khi rõ ràng rằng các cường quốc Đồng minh sẽ giành chiến thắng trong Thế chiến thứ nhất, các phong trào dân tộc chủ nghĩa vốn trước đây chỉ kêu gọi mức độ tự chủ cao hơn trong các lĩnh vực giờ đã bắt đầu thúc giục giành độc lập hoàn toàn. Hoàng đế đã mất nhiều quyền cai trị khi vương quốc của ông ta tan rã.
Alexander Watson lập luận rằng, "Sự diệt vong của chế độ Habsburg đã bị phong tỏa khi phản hồi của Wilson trong bức thư được gửi hai tuần rưỡi trước đó, đến vào ngày 20 tháng 10." Wilson bác bỏ việc duy trì chế độ quân chủ kép như một khả năng có thể thương lượng được. Một trong Mười bốn Điểm của Tổng thống Woodrow Wilson là yêu cầu các công dân Áo-Hung có "cơ hội tự do nhất để phát triển tự chủ". Để đáp lại, Hoàng đế Karl I đã đồng ý triệu tập lại Nghị viện Đế quốc vào năm 1917 và cho phép thành lập một liên minh với mỗi nhóm quốc gia thực hiện quyền tự quản. Tuy nhiên, các nhà lãnh đạo của các nhóm quốc gia này đã bác bỏ ý tưởng; họ vô cùng nghi ngờ Viên và hiện đang quyết tâm giành độc lập.

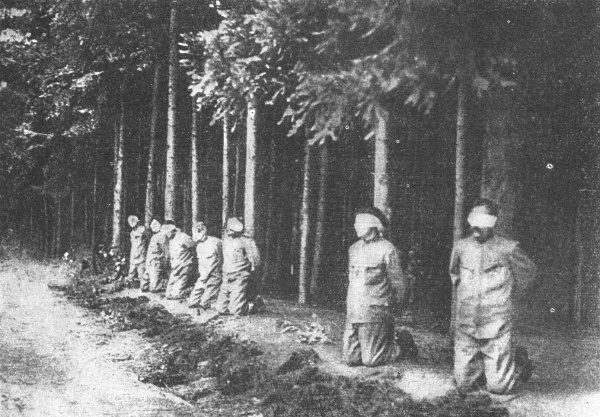
Cuộc nổi dậy của các đơn vị người Séc ở Áo vào tháng 5 năm 1918 đã bị đàn áp dã man. Nó được coi là một binh biến theo bộ luật công lý quân sự.

Vào ngày 14 tháng 10 năm 1918, Bộ trưởng Ngoại giao, Nam tước István Burián von Rajecz đã yêu cầu một hiệp định đình chiến dựa trên Mười bốn điểm. Trong một nỗ lực rõ ràng để chứng tỏ lòng tin, Hoàng đế Karl đã ban hành một tuyên ngôn ("Tuyên ngôn Đế chế ngày 16 tháng 10 năm 1918") hai ngày sau đó, điều này sẽ làm thay đổi đáng kể cấu trúc của nửa chế độ quân chủ của Áo. Vùng Galicia và Lodomeria với phần lớn người Ba Lan được cho phép lựa chọn ly khai khỏi đế chế và người ta hiểu rằng họ sẽ cùng các anh em cùng dân tộc của mình ở Nga và Đức làm hồi sinh một nhà nước Ba Lan. Phần còn lại của Cisleithania được chuyển đổi thành một liên bang bao gồm bốn phần — người Đức, người Séc, người Nam Slav và người Ukraina. Mỗi phần sẽ được điều hành bởi một hội đồng quốc gia sẽ đàm phán về tương lai của đế quốc với Viên. Trieste được công nhận tình trạng đặc biệt. Không một tuyên ngôn nào như vậy có thể được đưa ra ở Hungary, nơi mà các quý tộc Hungary vẫn tin rằng họ có thể khuất phục các quốc gia khác và duy trì "Vương quốc Thần thánh của Thánh Stephen".
Đó là một bức thư chết. Bốn ngày sau, vào ngày 18 tháng 10, Ngoại trưởng Hoa Kỳ Robert Lansing trả lời rằng Đồng minh hiện đã cam kết với người Séc, người Slovakia và người Nam Slav. Do đó, Lansing nói rằng: quyền tự chủ cho các quốc gia - điểm số mười trong số mười bốn điểm - không còn đủ và Washington không thể đối phó trên cơ sở mười bốn điểm nữa. Trên thực tế, một chính phủ lâm thời Tiệp Khắc đã gia nhập Đồng minh vào ngày 14 tháng 10. Người Nam Slav ở cả hai nửa của chế độ quân chủ đã tuyên bố ủng hộ việc thống nhất với Serbia thành một quốc gia Nam Slav rộng lớn thông qua Tuyên ngôn Corfu năm 1917 do các thành viên của Ủy ban Nam Tư ký. Người Croatia đã bắt đầu phớt lờ các mệnh lệnh từ Budapest vào đầu tháng 10.
Trên thực tế, ghi chú của Lansing là giấy chứng tử của Áo-Hung. Các hội đồng quốc gia đã bắt đầu hoạt động ít nhiều với tư cách là chính phủ lâm thời của các quốc gia độc lập. Với thất bại trong cuộc chiến sắp xảy ra sau cuộc tấn công của Ý trong Trận Vittorio Veneto vào ngày 24 tháng 10, các chính trị gia Séc đã lên nắm quyền chỉ huy một cách hòa bình tại Praha vào ngày 28 tháng 10 (sau đó tuyên bố khai sinh nên nước Tiệp Khắc) và tiếp đó là ở các thành phố lớn khác trong vài ngày tới. Vào ngày 30 tháng 10, người Slovakia nối gót Martin. Vào ngày 29 tháng 10, người Slav ở cả hai vùng của Áo-Hung tuyên bố là Nhà nước của người Slovene, người Croatia và người Serb. Họ cũng tuyên bố rằng ý định cuối cùng của họ là thống nhất với Serbia và Montenegro trong một quốc gia Nam Slav rộng lớn. Cùng ngày, người Séc và người Slovakia chính thức tuyên bố thành lập nước Tiệp Khắc độc lập.
Tại Hungary, đối thủ nổi bật nhất của việc tiếp tục liên minh với Áo, Bá tước Mihály Károlyi, lên nắm quyền trong Cách mạng Cúc tây vào ngày 31 tháng 10. Karl bị buộc phải bổ nhiệm Károlyi làm thủ tướng Hungary. Một trong những hành động đầu tiên của Károlyi là hủy bỏ thỏa hiệp Áo-Hung, chính thức giải thể nhà nước Áo-Hung.
Đến cuối tháng 10, lãnh thổ nhà Habsburg không còn gì ngoài các tỉnh Danubia và vùng Alps nơi người Đức chiếm đa số và quyền lực của Karl đang bị thách thức ngay cả ở đó bởi hội đồng nhà nước Áo-Đức. Thủ tướng Áo cuối cùng của Karl là Heinrich Lammasch đã kết luận rằng Karl đang ở trong tình thế bất lực và thuyết phục Karl rằng cách tốt nhất là từ bỏ, ít nhất là tạm thời, quyền thực thi quyền chủ quyền của ông.

### Hậu quả
Vào ngày 11 tháng 11, Karl đã ban hành một tuyên ngôn cẩn trọng trong đó ông công nhận quyền của người dân Áo trong việc xác định hình thức nhà nước. Ông cũng từ bỏ quyền tham gia vào các công việc nhà nước Áo. Ông cũng cách chức Lammasch và chính phủ của ông ta và giải phóng các quan chức ở nửa đế quốc Áo khỏi lời thề trung thành với ông ta. Hai ngày sau, ông đưa ra một tuyên bố tương tự với Hungary. Tuy nhiên, ông ta đã không thoái vị, vẫn sẵn sàng trong trường hợp người dân của một trong hai nước còn ủng hộ ông. Đây dường như là dấu chấm hết cho sự cai trị của nhà Habsburg.
| Kể từ khi lên ngôi, ta đã không ngừng cố gắng dẫn dắt thần dân của mình thoát khỏi sự khủng khiếp của chiến tranh, điều mà ta không chịu trách nhiệm. Ta đã không ngần ngại khôi phục đời sống lập hiến và đã mở ra con đường cho các dân tộc phát triển nhà nước của mình một cách độc lập. Vẫn tràn đầy tình yêu thương không thay đổi đối với tất cả các dân tộc của Ta, Ta không muốn phản đối sự phát triển tự do của Con Người Ta như một trở ngại. Ta công nhận trước quyết định mà Áo Đức sẽ đưa ra về hình thức chính phủ trong tương lai. Nhân dân nắm chính quyền thông qua đại biểu của họ. Tôi từ bỏ bất kỳ chia sẻ nào về các vấn đề nhà nước Đồng thời, ta cũng sẽ bãi nhiệm Chính phủ Áo hiện tại của ta. Mong người dân Áo Đức tạo dựng và củng cố tổ chức lại trong sự hài hòa và tha thứ. Hạnh phúc của các dân tộc là mục tiêu mong muốn nóng bỏng nhất của ta ngay từ đầu. Chỉ có hòa bình từ bên trong mới có thể chữa lành vết thương của cuộc chiến này. | Seit meiner thronbesteigung war ich unablässig bemüht, Meine Volker aus den Schrecknissen des Krieges herauszuführen, an dessen Ausbruch ich keinerlei Schuld trage. Ich habe nicht gezögert, das verfassungsmaßige Leben wieder herzustellen und haben den Völkern den Weg zu ihrer selbständingen staatlichen Entwicklung eröffnet. Nach wie vor von unwandelbarer Liebe für alle Meine Völker erfüllt, will ich ihrer freien Entfaltung Meine Person nicht als Hindernis entgegenstellen. Im voraus erkenne ich die Entscheidung an, die Deutschösterreich über seine künftige Staatsform trifft. Das Volk hat durch seine Vertreter die Regierung übernommen. Ich verzichte auf jeden Anteil an den Staatsgeschäften. Gleichzeitig enthebe ich Meine österreichische Regierung ihres Amtes. Möge das Volk von Deutschösterreich in Eintracht und Versöhnlichkeit die Neuordnung schaffen und befestigen. Das Glück Meiner Völker war von Anbeginn das Ziel Meiner heißesten Wünsche. Nur der innere Friede kann die Wunden dieses Krieges heilen. |

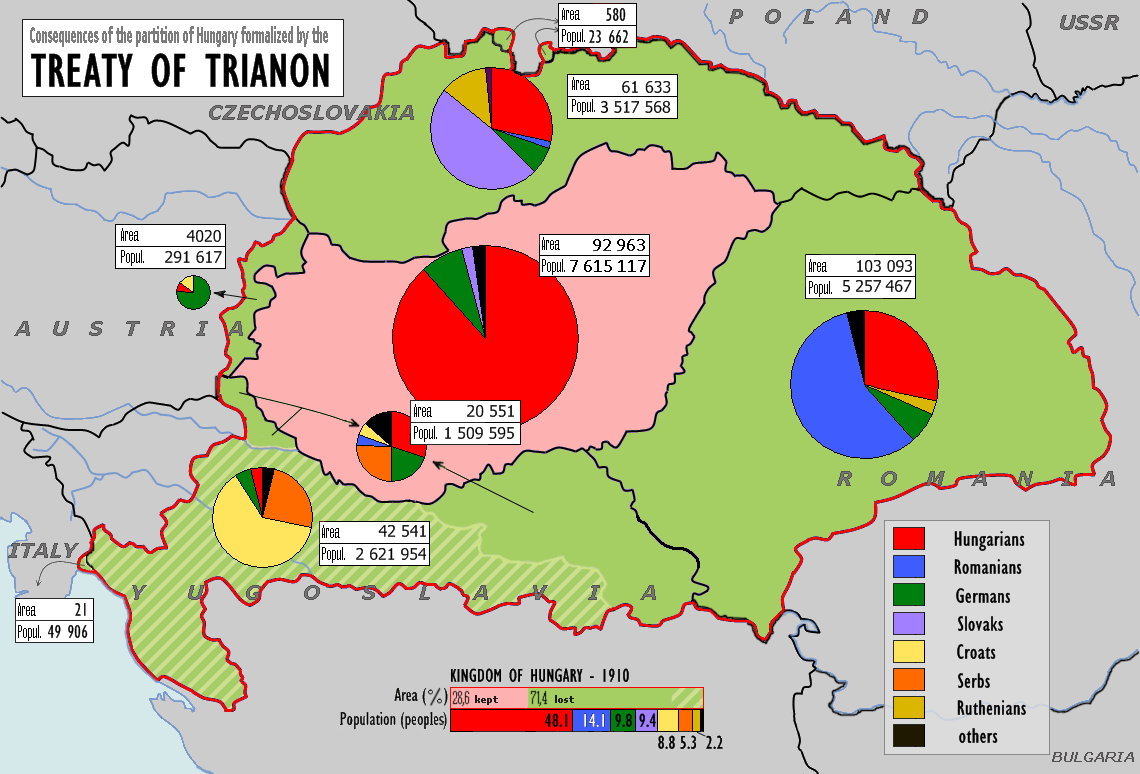
Hòa ước Trianon: Vương quốc Hungary mất 72% đất đai và 3,3 triệu người thuộc sắc tộc Hungary.

Việc từ chối thoái vị của Karl thực ra là không phù hợp. Vào một ngày sau khi ông tuyên bố rút khỏi chính trường Áo, Hội đồng Quốc gia Áo-Đức đã tuyên bố là Cộng hòa Áo - Đức. Károlyi tiếp bước vào ngày 16 tháng 11, tuyên bố thành lập Cộng hòa Dân chủ Hungary.
Hiệp ước Saint-Germain-en-Laye (giữa những nước chiến thắng trong Chiến tranh thế giới thứ nhất và Áo) và Hòa ước Trianon (giữa những nước chiến thắng và Hungary) quy định các biên giới mới của Áo và Hungary, khiến cả hai nước trở thành những quốc gia nhỏ không giáp biển. Đồng minh cho rằng các dân tộc thiểu số muốn rời khỏi Áo và Hungary, đồng thời cho phép họ sáp nhập các khối lãnh thổ nói tiếng Đức và Hungary. Kết quả là Cộng hòa Áo mất khoảng 60% lãnh thổ của Đế quốc Áo cũ. Nó cũng phải từ bỏ kế hoạch hợp nhất với Đức vì nó không được phép thống nhất với Đức nếu không có sự chấp thuận của Liên minh. Vương quốc Hungary được khôi phục đã thay thế chính phủ cộng hòa vào năm 1920, đã mất khoảng 72% lãnh thổ của Vương quốc Hungary so với trước chiến tranh.
Các quyết định của các quốc gia thuộc Áo-Hung trước đây và của những người chiến thắng trong cuộc Đại chiến nằm trong các hiệp ước nặng về một phía, đã gây ra những tác động kinh tế và chính trị tàn khốc. Tốc độ tăng trưởng kinh tế nhanh chóng trước đây của Chế độ quân chủ kép có thể bị dừng lại vì các biên giới mới đã trở thành những rào cản kinh tế lớn. Tất cả các ngành công nghiệp đã được thành lập trước đây cũng như cơ sở hạ tầng hỗ trợ chúng đều được thiết kế để đáp ứng nhu cầu của một khu vực rộng lớn. Do đó, các nước mới nổi buộc phải hy sinh đáng kể để chuyển đổi nền kinh tế của họ. Các hiệp ước tạo ra bất ổn chính trị lớn. Kết quả của những khó khăn kinh tế này là các phong trào cực đoan đã giành được quyền lực và không có siêu cường khu vực nào ở Trung Âu.
Nhà nước mới của Áo, ít nhất là trên giấy tờ, còn tồi tệ hơn Hungary. Không giống như Hungary trước đây, Áo chưa bao giờ là một quốc gia trên thực tế. Mặc dù nhà nước Áo đã tồn tại dưới hình thức này hay hình thức khác trong hơn 700 năm nhưng nó chỉ được thống nhất bởi lòng trung thành với nhà Habsburg. Với việc mất 60% lãnh thổ Đế quốc Áo trước chiến tranh, Viên giờ đây là một kinh đô không có đế quốc nào hỗ trợ. Tuy nhiên, sau một thời gian ngắn biến động và việc Đồng minh ngăn cấm việc liên minh với Đức, Áo đã tự thành lập nước cộng hòa liên bang. Bất chấp Anschluss tạm thời với nước Đức Quốc xã, nó vẫn tồn tại cho đến ngày nay. Adolf Hitler trích dẫn rằng tất cả "người Đức" - chẳng hạn như ông ta và những người khác đến từ Áo, v.v. - nên thống nhất với Đức.
Trong khi đó, Hungary đã là một quốc gia và một nhà nước trong hơn 900 năm. Tuy nhiên, Hungary đã bị phá hủy nghiêm trọng do mất 72% lãnh thổ, 64% dân số và phần lớn tài nguyên thiên nhiên. Cộng hòa Dân chủ Hungary tồn tại trong thời gian ngắn và tạm thời bị thay thế bởi Cộng hòa Xô viết Hungary cộng sản. Quân đội Romania đã lật đổ Béla Kun và chính phủ cộng sản của ông trong Chiến tranh Hungary-Romania năm 1919.
Vào mùa hè năm 1919, một người nhà Habsburg, Đại Công tước Joseph August trở thành nhiếp chính nhưng bị buộc phải từ chức chỉ sau hai tuần khi rõ ràng là Đồng minh sẽ không công nhận ông.] Cuối cùng, vào tháng 3 năm 1920, quyền lực hoàng gia được giao cho một nhiếp chính là Miklós Horthy, người từng là đô đốc chỉ huy cuối cùng của Hải quân Áo-Hung và đã giúp tổ chức các lực lượng phản cách mạng. Chính phủ này đã ký Hòa ước Trianon dưới sự phản đối vào ngày 4 tháng 6 năm 1920 tại Điện Đại Trianon ở Versailles, Pháp.

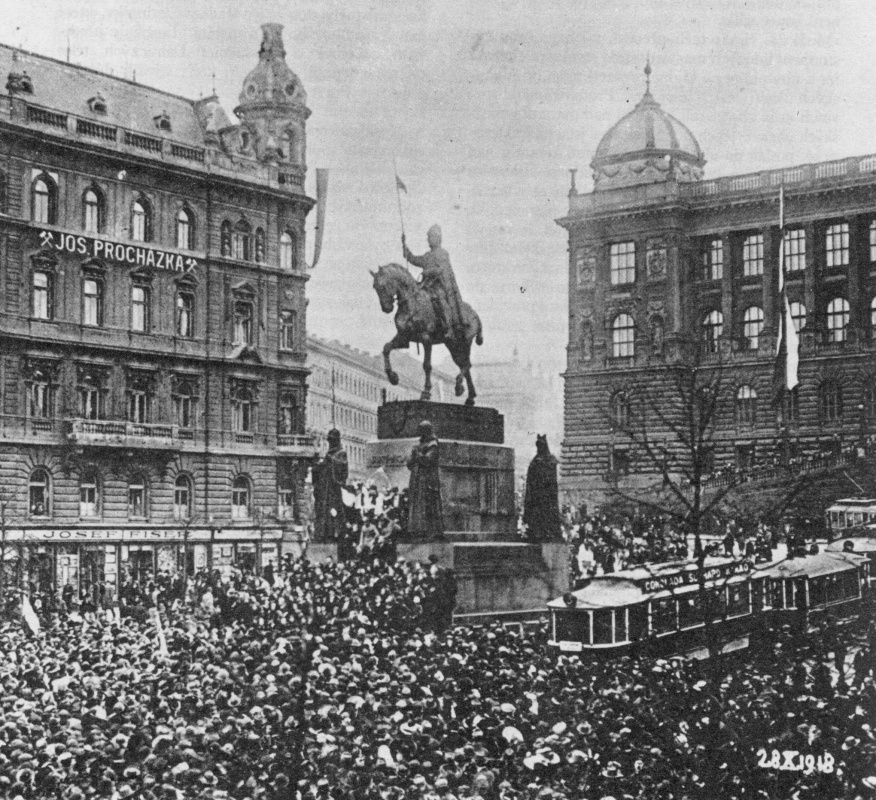
Tuyên bố độc lập của Tiệp Khắc ở Praha trên Quảng trường Wenceslas, ngày 28 tháng 10 năm 1918

Vào tháng 3 và một lần nữa vào tháng 10 năm 1921, những nỗ lực không chuẩn bị trước của Karl để giành lại ngai vàng ở Budapest đã sụp đổ. Horthy ban đầu bị dao động nhưng sau khi nhận được những lời đe dọa can thiệp từ các Cường quốc Đồng minh và phe Tiểu Hiệp ước đã từ chối hợp tác. Ngay sau đó, chính phủ Hungary đã vô hiệu hóa Lệnh trừng phạt thực dụng, truất ngôi nhà Habsburg. Hai năm trước đó, Áo đã thông qua "Luật Habsburg", cả hai đều truất ngôi nhà Habsburg và trục xuất tất cả các thành viên nhà Habsburg khỏi lãnh thổ của Áo. Trong khi Karl bị cấm quay trở lại Áo, các thành viên nhà Habsburg khác có thể quay trở lại nếu họ từ bỏ mọi yêu sách về ngai vàng.
Sau đó, người Anh bắt giữ Karl và đưa ông ta cùng gia đình đến đảo Madeira của Bồ Đào Nha, nơi ông ta qua đời vào năm sau.

#### Các nước kế tục
Các quốc gia kế tục sau đây được thành lập (toàn bộ hoặc một phần) trên lãnh thổ của Áo-Hung trước đây:
- Cộng hòa Áo - Đức và Đệ Nhất Cộng hòa Áo
- Cộng hòa Dân chủ Hungary, Cộng hòa Xô viết Hungary, Cộng hòa Hungary và Vương quốc Hungary
- Đệ Nhất Cộng hòa Tiệp Khắc ("Tiệp Khắc" từ 1920 đến 1938)
- Đệ Nhị Cộng hòa Ba Lan
- Nhà nước của người Slovene, người Croatia và người Serb (gia nhập vào ngày 1 tháng 12 năm 1918 với Vương quốc Serbia để tạo thành Vương quốc của người Serb, người Croatia và người Slovene, sau này là Vương quốc Nam Tư)
- Cộng hòa Nhân dân Tây Ukraina (thống nhất với Cộng hòa Nhân dân Ukraina thông qua Đạo luật Zluky trong khi lãnh thổ của nó bị Đệ Nhị Cộng hòa Ba Lan cai trị hoàn toàn)
- Công quốc Bukovina, Siebenbürgen và 2/3 vùng Banat đã được gia nhập vào Vương quốc România

Các vùng đất của Áo-Hung cũng được nhượng lại cho Vương quốc Ý. Thân vương quốc Liechtenstein, nơi trước đây dựa vào sự bảo vệ của Viên, đã thành lập một liên minh hải quan và quốc phòng với Thụy Sĩ, đồng thời sử dụng tiền Thụy Sĩ thay vì tiền Áo. Tháng 4 năm 1919, Vorarlberg - tỉnh cực tây của Áo - được đa số bỏ phiếu gia nhập Thụy Sĩ; tuy nhiên, cả Thụy Sĩ và Đồng minh đều từ chối kết quả này.
|  |  |  |

#### Di sản lãnh thổ
Các quốc gia ngày nay và một phần của các quốc gia nằm trong ranh giới của Áo-Hung khi đế chế bị giải thể:
Đế quốc Áo (Cisleithania):
- Áo (trừ Burgenland)
- Cộng hòa Séc (ngoại trừ khu vực Hlučínsko)
- Slovenia (ngoại trừ Prekmurje)
- Ý (Trentino, Nam Tyrol, một phần của tỉnh Belluno và một phần nhỏ của Friuli-Venezia Giulia)
- Croatia (Dalmatia, Istria)
- Ba Lan (voivodeship của Tiểu Ba Lan, Subcarpathia, phần cực nam của Silesia (Bielsko và Cieszyn))
- Ukraina (các oblast (tỉnh) Lviv, Ivano-Frankivsk, Ternopil (trừ góc phía bắc của nó) và hầu hết oblast Chernivtsi)
- Romania (hạt Suceava)
- Montenegro (vịnh Boka Kotorska, bờ biển và vùng nội địa xung quanh các thành phố Budva, Petrovac và Sutomore)

Vương quốc Hungary (Transleithania):
- Hungary;
- Slovakia
- Áo (Burgenland)
- Slovenia (Prekmurje)
- Croatia (Vùng Baranja và hạt Međimurje của Croatia, Fiume là một thực thể riêng biệt với Slavonija và miền Trung Croatia không thuộc Hungary, hai hạt sau là một bộ phận của Vương quốc Croatia-Slavonia có chủ quyền)
- Ukraine (oblast Zakarpatsk)
- Romania (vùng Transylvania, Partium và các phần của Banat, Crișana và Maramureș)
- Serbia (tỉnh tự trị Vojvodina và vùng bắc Beograd)
- Ba Lan (các phần thuộc Ba Lan của vùng Orava và Spiš)

Chịu sự quản lý của Áo-Hung
- Bosna và Hercegovina (các làng Zavalje, Mali Skočaj và Veliki Skočaj bao gồm cả khu vực xung quanh ngay phía tây thành phố Bihać)
- Montenegro (Sutorina - phần phía tây của Đô thị Herceg Novi giữa biên giới hiện tại với Croatia (Tây Nam) và Bosnia và Herzegovina (Tây Bắc), bờ biển Adriatic (Đông) và thị trấn Igalo (Đông Bắc))
- Vùng Sandžak-Raška, Áo-Hung bị chiếm đóng năm 1878 cho đến khi rút quân vào năm 1908 trong khi chính thức là một phần của Đế chế Ottoman

Thuộc địa của chế độ quân chủ Áo-Hung
- Đế chế đã không thể giành được và duy trì các thuộc địa lớn do vị trí địa lý của nó. Thuộc địa duy nhất của nó bên ngoài châu Âu là tô giới ở Thiên Tân, Trung Quốc, nơi mà nó được cấp nhờ hỗ trợ Liên quân tám nước trong việc trấn áp Phong trào Nghĩa Hòa Đoàn. Tuy nhiên, mặc dù thành phố chỉ thuộc sở hữu của Áo-Hung trong 16 năm, nhưng người Áo-Hung đã để lại dấu ấn của họ trên khu vực đó của thành phố dưới dạng các kiến trúc vẫn còn tồn tại trong thành phố đến ngày nay.[239]

Các khu vực khác của châu Âu đã từng là một phần của chế độ quân chủ Habsburg nhưng đã tách khỏi nó trước khi giải thể vào năm 1918. Nổi bật là các vùng Lombardia và Veneto ở Ý, Silesia ở Ba Lan, hầu hết Bỉ và Serbia và một phần của miền bắc Thụy Sĩ và tây nam nước Đức. Họ thuyết phục chính phủ tìm kiếm đầu tư nước nước ngoài để xây dựng cơ sở hạ tầng như đường sắt. Bất chấp những biện pháp này, Áo-Hung vẫn kiên quyết trung thành với chế độ quân chủ chuyên chế.

### Khảo sát
- Cornwall, Mark, ed. The Last Years of Austria-Hungary University of Exeter Press, 2002. ISBN 0-85989-563-7
- Encyclopædia Britannica (12th ed. 1922) comprises the 11th edition plus three new volumes 30–31–32 that cover events since 1911 with very thorough coverage of the war as well as every country and colony. partly online
  - Full text of vol 30 ABBE to ENGLISH HISTORY online free; the article "Austrian Empire" is vol 30 pp 313–343
- Evans, R.J.W. (2008). "Austria, Hungary, and the Habsburgs" (Tài liệu). doi:10.1093/acprof:oso/9780199541621.001.0001. {{Chú thích tài liệu}}: Chú thích document cần |publisher= (trợ giúp); Đã bỏ qua tham số không rõ |isbn= (trợ giúp)
- Hall, Richard C. ed. War in the Balkans: An Encyclopedic History from the Fall of the Ottoman Empire to the Breakup of Yugoslavia (2014)
- Herman, Arthur. What Life Was Like: At Empire's End: Austro-Hungarian Empire 1848–1918 (Time Life, 2000); heavily illustrated
- Judson, Pieter M. (2016). The Habsburg Empire. doi:10.4159/9780674969346. ISBN 9780674969346.
- Kann, Robert A. (1974). A History of the Habsburg Empire: 1526–1918. U of California Press.; highly detailed history; emphasis on ethnicity
- Macartney, Carlile Aylmer The Habsburg Empire, 1790–1918, New York, Macmillan 1969.
- Mitchell, A. (2018). The Grand Strategy of the Habsburg Empire. doi:10.23943/9781400889969. ISBN 9781400889969.
- Oakes, Elizabeth and Eric Roman. Austria-Hungary and the Successor States: A Reference Guide from the Renaissance to the Present (2003)
- Palmer, Alan. Twilight of the Habsburgs: The Life and Times of Emperor Francis Joseph. New York: Weidenfeld & Nicolson, 1995. ISBN 0871136651
- Redlich, Joseph. Emperor Francis Joseph Of Austria. New York: Macmillan, 1929. online free
- Sked, Alan (1989). The Decline and Fall of the Habsburg Empire, 1815–1918. London: Longman.
- Steed, Henry Wickham; và đồng nghiệp (1914). A short history of Austria-Hungary and Poland. Encyclopaedia Britannica Company. tr. 145.
- Sugar, Peter F. et al. eds. A History of Hungary (1990), coverage by experts
- Taylor, A.J.P. (1964). The Habsburg monarchy, 1809–1918: a history of the Austrian Empire and Austria-Hungary (ấn bản thứ 2). London: Penguin Books.; politics and diplomacy

### Chiến tranh thế giới
- Boyer, John W. (2003). "Silent War and Bitter Peace: The Revolution of 1918 in Austria". Austrian History Yearbook. Quyển 34. tr. 1–56. doi:10.1017/S0067237800020427.
- Cornwall, Mark (1992). "News, Rumour and the Control of Information in Austria-Hungary, 1914–1918". History. Quyển 77 số 249. tr. 50–64. doi:10.1111/j.1468-229X.1992.tb02392.x.
- Cornwall, Mark (2000). The Undermining of Austria-Hungary. doi:10.1057/9780230286351. ISBN 978-1-349-42240-1.
- Craig, Gordon A. (1965). "The World War I Alliance of the Central Powers in Retrospect: The Military Cohesion of the Alliance". The Journal of Modern History. Quyển 37 số 3. tr. 336–344. doi:10.1086/600693. JSTOR 1875406.
- Deak, John, and Jonathan E. Gumz. "How to Break a State: The Habsburg Monarchy's Internal War, 1914–1918" American Historical Review 122.4 (2017): 1105–1136. online
- Dedijer, Vladimir (1966). The Road to Sarajevo.
- Healy, Maureen (2007). Vienna and the Fall of the Habsburg Empire: Total War and Everyday Life in World War I.
- Herweg, Holger H. (2009). The First World War: Germany and Austria-Hungary 1914–1918.
- Jászi, Oszkár (1966). The Dissolution of the Habsburg Monarchy. University of Chicago Press.
- Jung, Peter (2003). The Austro-Hungarian Forces in World War I (2). ISBN 1841765945.
- Kann, Robert A.; và đồng nghiệp, biên tập (1977). The Habsburg Empire in World War I: Essays on the Intellectual, Military, Political and Economic Aspects of the Habsburg War Effort. ISBN 0914710168.
- Katzenstein, Peter J. (1976). Disjoined partners: Austria and Germany since 1815.
- Kapp, Richard W. (1984). "Divided Loyalties: The German Reich and Austria-Hungary in Austro-German Discussions of War Aims, 1914–1916". Central European History. Quyển 17 số 2–3. tr. 120–139. doi:10.1017/S0008938900016435.
- Kronenbitter, Günther. "Pre-war Military Planning (Austria-Hungary)." online
- Rauchensteiner, Manfried (2014). The First World War and the End of the Habsburg Monarchy, 1914–1918. Wien/Köln/Weimar: Böhlau Verlag. ISBN 978-3-205-79588-9.
- Sked, Alan. "Austria-Hungary and the First World War." Histoire@ Politique 1 (2014): 16–49. Online Lưu trữ ngày 1 tháng 6 năm 2022 tại Wayback Machine
- Tomasevich, Jozo (2001). War and Revolution in Yugoslavia: 1941–1945. Stanford University Press. ISBN 978-0-8047-7924-1. Truy cập ngày 4 tháng 12 năm 2013.
- Watson, Alexander (2014). Ring of Steel: Germany and Austria-Hungary at War, 1914–1918. ASIN B00JZBA9MO.
- Wawro, Geoffrey (2014). A Mad Catastrophe: The Outbreak of World War I and the Collapse of the Habsburg Empire.
- Williamson, Samuel R. (1991). Austria-Hungary and the Origins of the First World War. doi:10.1007/978-1-349-21163-0. ISBN 978-0-333-42081-2.
- Zametica, John (2017). Folly and malice: the Habsburg empire, the Balkans and the start of World War One. London: Shepheard–Walwyn. tr. 416.

### Đề tài chuyên môn
- Agnew, Hugh Lecaine (1994). Origins of the Czech National Renascence. doi:10.2307/j.ctt5hjshh. ISBN 9780822990529.
- Bassett, Richard (2015). For God and Kaiser. doi:10.12987/yale/9780300178586.001.0001. ISBN 9780300178586.
- Boyer, John W. Culture and political crisis in Vienna: Christian socialism in power, 1897–1918 (1995)
- Brauneder, Wilhelm (2009). Österreichische Verfassungsgeschichte (ấn bản thứ 11). Vienna: Manzsche Verlags- und Universitätsbuchhandlung. tr. 161. ISBN 978-3-214-14876-8.
- Bridge (2016). From Sadowa to Sarajevo V6. doi:10.4324/9781315015064. ISBN 9781315015064.
- Džaja, Srećko M. (1994). Bosnien-Herzegowina in der österreichisch-ungarischen Epoche 1878–1918 (bằng tiếng Đức). Oldenbourg Wissenschaftsverlag. ISBN 3-486-56079-4.
- Good, David. The Economic Rise of the Habsburg Empire: 1750–1914 (1984)
- Hoke, Rudolf (1996). Österreichische und deutsche Rechtsgeschichte (ấn bản thứ 2). Vienna: Böhlau Studienbücher. ISBN 3-205-98179-0.
- Kieval, Hillel. The Making of Czech Jewry: National Conflict and Jewish Society in Bohemia, 1870–1918 (Oxford University Press, 1988)
- King, Jeremy (2002). Budweisers into Czechs and Germans. doi:10.1515/9780691186382. ISBN 9780691186382.
- Langer, William L. (1956). European Alliances and Alignments (ấn bản thứ 2). detailed coverage of major diplomatic moves
- McCagg, Jr., William O. A History of the Habsburg Jews, 1670–1918 (Indiana University Press, 1989)
- Milward, Alan S. and S. B. Saul. The Development of the Economies of Continental Europe: 1850–1914 (1977) pp 271–331
- Milward, Alan S. and S. B. Saul. The Economic Development of Continental Europe 1780–1870 (2nd ed. 1979), 552pp
- Phelps, Nicole M. (2013). U.S.-Habsburg Relations from 1815 to the Paris Peace Conference. doi:10.1017/CBO9781139026222. ISBN 9781139026222.
- Rothenberg, Gunther E. (1976), The Army of Francis Joseph, Purdue University Press
- Rothenberg, Gunther E. (1976). "Nobility and Military Careers: The Habsburg Officer Corps, 1740–1914". Military Affairs. Quyển 40 số 4. tr. 182–186. doi:10.2307/1986702. JSTOR 1986702.
- Rothenberg, Gunther E. (1968). "The Austrian Army in the Age of Metternich". The Journal of Modern History. Quyển 40 số 2. tr. 156–165. doi:10.1086/240187. JSTOR 1876727.
- Rothenberg, Gunther E. (1972). "Toward a National Hungarian Army: The Military Compromise of 1868 and its Consequences". Slavic Review. Quyển 31 số 4. tr. 805–816. doi:10.2307/2493764. JSTOR 2493764.
- Stauter-Halsted, Keely. The Nation in the Village: The Genesis of Peasant National Identity in Austrian Poland, 1848–1914 (Cornell University Press, 2001)
- Sugar, Peter F. (1994). A History of Hungary. et al. (ấn bản thứ 2). Indiana University Press.
- Velikonja, Mitja (2003). Religious Separation and Political Intolerance in Bosnia–Herzegovina. Texas A&M University Press. ISBN 978-1-58544-226-3.
- Zovko, Ljubomir (2007). Studije iz pravne povijesti Bosne i Hercegovine: 1878. - 1941 (bằng tiếng Croatia). University of Mostar. ISBN 978-9958-9271-2-6.